# Гамбит Хэллоуин
Гамбит Хэллоуин или Хэллоуин-гамбит (англ. Halloween-Gambit, англ. Halloween Gambit), также известен как Гамбит Мюллера — Шульце (нем. Gambit Müller und Schulze, нем. Müller-Schulze-Gambit) или Лейпцигский гамбит (нем. Leipzig Gambit) — редко встречающийся в партиях профессиональных шахматистов гамбит, в котором белые жертвуют коня за пешку на четвёртом ходу: 1. e4 e5 2. Кf3 Кc6 3. Кc3 Кf6 4.К:e5. Гамбит иногда рассматривается как самостоятельный дебют, а иногда — как вариант дебюта четырёх коней, для которого характерно спокойное развитие фигур.

## История гамбита
Гамбит встречается в партии немецкого философа и шахматиста Карла Теодора Геринга (одного из инициаторов создания Германского шахматного союза, 1841—1879) в 1873 году. В 1877 году он был упомянут в немецком шахматном журнале «Дойче шахцайтунг», а в 1888 году — в Руководстве о шахматной теории Оскара Кордела (1843—1913). Автор сообщил, что игроки Лейпцигского шахматного клуба используют такой дебют в своих партиях, и рекомендовал называть этот дебют «Лейпцигским гамбитом». В то время, однако, он носил другое название — «Гамбит Мюллера — Шульце». Это двойное название не относится к реально существовавшим шахматистам, а символизирует популярность подобного дебюта среди шахматистов-дилетантов (шутливый немецкий эквивалент английских распространённых фамилий — «Смит и Джонс», или имён — «Том, Дик и Гарри»). В 1916 году гамбит был приведён в восьмом издании дебютно-теоретического руководства «Handbuch des Schachspiels», основанного П. Р. фон Бильгером. В книге отмечена широкая распространённость гамбита, но неудовлетворительность предоставляемых им для белых фигур возможностей. Гроссмейстер, чемпион мира, Макс Эйве подверг гамбит критике и считал его бесперспективным для белых.
Многие справочные пособия после этого, как, например, «Теория шахматных дебютов» Пауля Кереса (1949), вообще не упоминали этот гамбит.
В апреле 1991 года в журнале голландского шахматного клуба «Discendo Discimus» в Гааге после длительного периода забвения была опубликована небольшая заметка о дебюте. Гамбит привлёк внимание немецкого шахматиста Райнера Шленкера (нем. Rainer Schlenker). Он был известен изысканиями в области неортодоксальных шахматных дебютов, опубликовал статью об этом гамбите (под старым названием) в журнале «Randspringer» (№ 5 за 1993 год).

### Происхождение современного названия и исследование дебюта

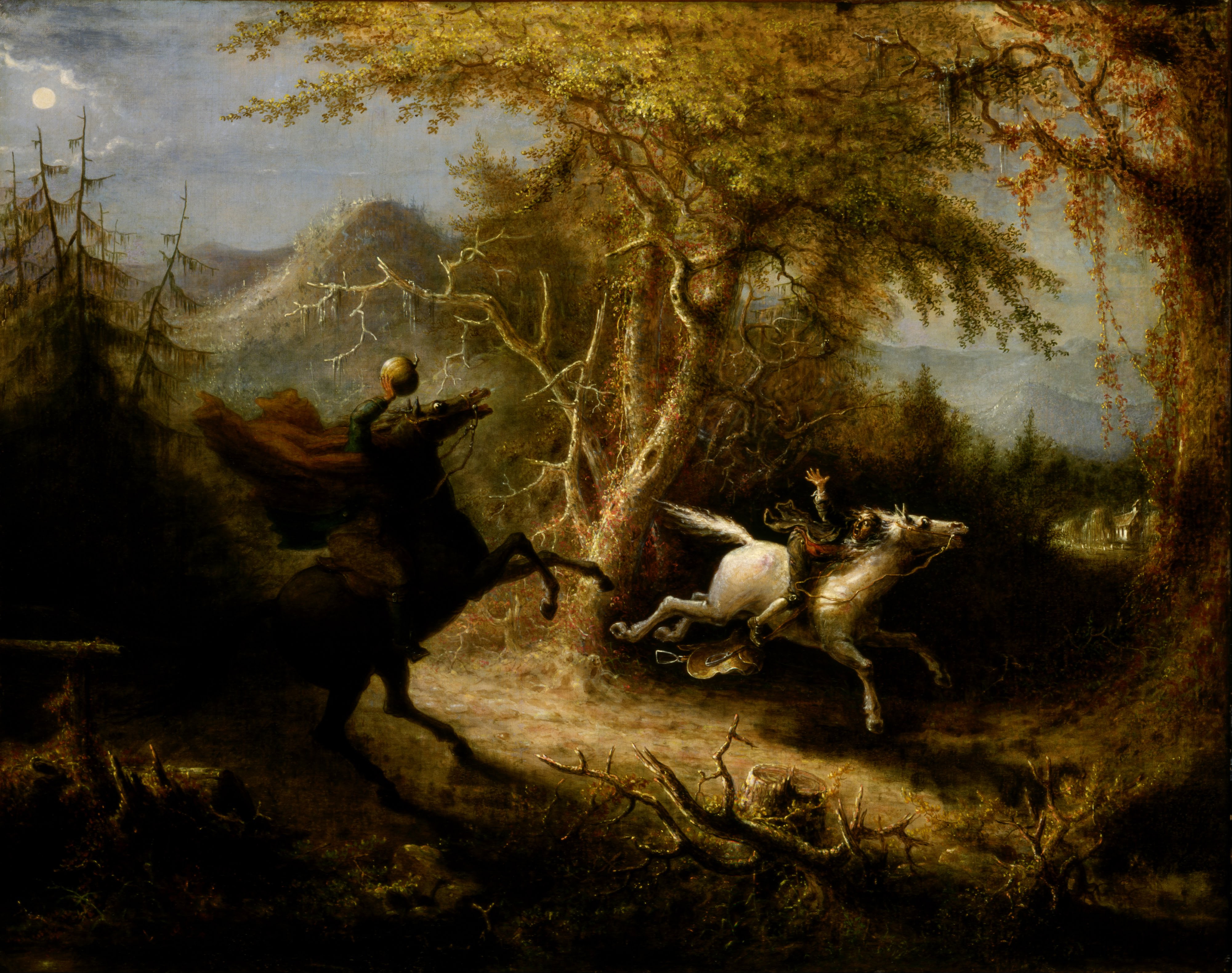
Джон Квидор. Всадник без головы преследует Икабода Крейна, 1858

Штеффен A. Якоб (нем. Steffen A. Jakob), австрийский шахматист и компьютерный программист, был заинтригован статьей Шленкера и разработал программу Brause, разыгрывавшую с партнёрами этот гамбит. Сам Якоб пытался таким образом найти приемлемое продолжение за белых. Brause был клоном шахматной программы Crafty, программа Brause была актуальна с 1993 по 1998 год. Якоб постоянно изменял и совершенствовал гамбит до более чем 500 вариантов. Позже, в 1998 году, Штеффен Якоб сам разработал программу «Hossa», использовавшую этот гамбит (на чемпионате мира среди компьютерных программ в 2003 году в Граце она заняла 14-е место среди 15 программ с результатом 2 очка). Современное название «Хэллоуин-гамбит» было дано именно Якобом (первоначально он воспринимал данный дебют только как вариант дебюта четырёх коней — «The Halloween-Attack in the Four Knight’s Game», а затем и как самостоятельный дебют), который пояснил, что «многие игроки шокированы таким началом, как если бы они были напуганы масками на Хэллоуин, когда они мысленно подготовлены для скучного дебюта четырёх коней, но вдруг сталкиваются с острым ходом К:e5».
Гамбит стал популярен на некоторое время в интернет- и блиц-соревнованиях. Международный мастер из Словакии Ева Репкова использовала его в своих партиях. Ещё одним почитателем и популяризатором гамбита стал нидерландский шахматист Мауритс Винд (нидерл. Maurits Wind), организатор турниров с использованием этого гамбита.
Своё объяснение новому названию дал шахматный издатель Гари Гиффорд. С его точки зрения, название гамбита, который сродни ситуации в романе или фильме ужасов, может быть соотнесено с сюжетом немецкой сказки (её возникновение уходит в средние века) «Всадник без головы» (в английском языке шахматная фигура конь — knight — дословно означает «рыцарь», именно этот рыцарь-всадник жертвуется, подразумевается «теряет голову», на четвёртом ходу), присутствовавшей в голландской культуре штата Нью-Йорк после окончания Войны за независимость. Первоначальная сказка была записана Карлом Музеусом. Она легла в основу новеллы Вашингтона Ирвинга «Легенда о Сонной Лощине». Как отмечает Гиффорд, «в результате жертвы мы получаем Безлошадного главаря (в оригинале использован хиазм Headless Horseman — Horseless Headman), что вполне подходяще для Дня всех святых».
В настоящее время экспертом по этому дебюту является болгарский шахматист Григор Минчев. В 2005 году вышла небольшая (48 страниц) монография Пауля Кейзера, посвящённая этому гамбиту. Целую серию статей посвятил гамбиту нидерландский шахматист Мауритс Винд в шахматном журнале «Кайсибер». Ларри Кауфман — американский шахматист, гроссмейстер, чемпион мира среди ветеранов, включил гамбит в свою книгу «The Chess Advantage in Black and White». Гамбит Хэллоуин был подвергнут анализу польским шахматистом и шахматным журналистом Яном Пиньским в его книге «Дебют четырёх коней», вышедшей в 2003 году.
Проводятся международные тематические турниры, посвящённые данному дебюту. Наиболее известный из них был сыгран в 2005 году и завершился победой Морица Винда. В турнире принимали участие тринадцать шахматистов из семи стран.

### Современная оценка гамбита
Хэллоуин-гамбит оценивается в настоящее время как агрессивный дебют, когда белые ценой жертвы лёгкой фигуры пытаются захватить центр при помощи пешек за счёт оттеснения чёрных коней. Несмотря на контроль центра белыми, их компенсация за материал недостаточна. Если чёрные играют гамбит правильно, то они должны получить хорошую игру. Обычно гамбит рекомендуется тем шахматистам, которые любят экспериментировать с различными дебютами, чтобы иметь возможность захватить своих оппонентов врасплох. В конкурентной среде не рекомендуется играть этот гамбит, но против среднего шахматиста или в блице он может помочь добиться победы.
Исследователь гамбита Тим Краббе отмечает, что гамбит Хэллоуин относится к тем дебютам, которые больше подходят для демонстрации шахматистом нестандартности своего мышления, хотя они не опасны для противников, но нарушают считающийся нормальным ход событий, и вызывают раздражение, которое способно заставить потерять привычный ход размышлений даже весьма квалифицированного противника. Он обнаружил более трёх тысяч турнирных партий, сыгранных в последнее время гамбитом Хэллоуин.

## Основные варианты гамбита Хэллоуин
В ответ на жертву белых 4. К:e5 черные могут принять или отказаться от неё.

В случае принятия жертвы и взятия коня 4. … К:e5, белые обычно играют 5. d4 (5. f4 ничего не даёт для развития).

### 1) Вариант. 5. … Кg6 6. e5 Кg8 7. Сc4
В этом случае чёрным Макс Эйве рекомендовал 7… d5 8. С:d5 c6, считая, что чёрные после этого имеют решающее преимущество. Вместо 6… Кg8 Эрик Шиллер рекомендовал 6… Сb4, что снова предоставляет преимущество чёрным: 7. ef6 Ф:f6.
1. e4 e5 2. Кf3 Кc6 3. Кc3 Кf6 4. К:e5 К:e5 5. d4 Кg6 6. e5 Кg8 7. f4 (?!) d5 8. Фf3 Сb4 9. g3 Сf5 10. Kрd1 С:c3 11. bc3 Сe4 12. Фg4 h5 13. Фh3 С:h1 14. f5 Сf3 15. Сe2 С:e2+ 16. Kр:e2 Фd7 17. Сg5 f6 18. e6 Фb5+ 19. Kрd2 К6e7 20. Сf4 O-O-O 21. g4 Кh6 22. С:h6 Л:h6 23. gh5 Лdh8 24. Фg4 Л:h5 25. Ф:g7 Л:h2+ 26. Kрc1 Лh1+ 27. Kрd2 Л8h2+ 28. Kрe3 Фe2+ 29. Kрf4 Фe4+ 30. Kрg3 Лg2х

### 2) Вариант. 5. … Кc6 6. d5
- Продолжение А: 6. … Кe5 7. f4 Кg6 8. e5 Кg8 9. d6. После этого у белых перспективная атакующая позиция, но отсутствует лёгкая фигура.
- Продолжение Б: 6. … Сb4! 7. dc6 К:e4 8. Фd4 Фe7. Ларри Кауфман приписал это продолжение польскому международному мастеру Яну Пинскому, который в 2003 году предлагал вариант: 9. Ф:g7 К:c3 10. Сe3 Кd5 11. c3 Лf8 12. cb4 К:e3 13. fe3 Ф:b4, положение чёрных значительно лучше[14]. Другой вариант — 9. Сe3 0-0 10. Сd3 К:c3 11. bc3 Сa5 12. 0-0 Сb6 13. Фf4 С:e3 14. fe3 dc6, встретился в партии Брюно Гайяр — Александр Платель (Франция, 2003)[21]. Чёрные могут также играть 9. … f5. Партия Сигурдур Сигфуссон (2288) — Роберт Беллин (2381) (Рейкьявик, 2007) продолжилась: 10. cd7 С:d7 11. Сe2 Сc5 12. Сh5 Крd8! 13. Фd3 (13. Фd5 С:e3 14. fe3 К:c3 15. bc3 Фh4 16. g3 Ф:h5 17. Лd1 Фe8 18. Ф:b7 Ф:e3 19. Kрf1 Фe4) 13… С:e3 14. Ф:e3 К:c3 15. Ф:e7 Kр: e7 16. bc3 Сc6, снова чёрные получили преимущество в эндшпиле и довели его до победы[22].

1. 1. e4 e5 2. Кf3 Кc6 3. Кc3 Кf6 4. К:e5 К:e5 5. d4 Кc6 6. d5 Кb8 7. e5 Кg8 8. Сc4 Сb4 9. O-O С:c3 10. bc3 Кe7 11. d6 Кg6 12. Фh5 Фh4 13. Ф:h4 К:h4 14. dc7 Кc6 15. Сa3 b6 16. f4 Кa5 17. Сd5 Сb7 18. С:b7 К:b7 19. f5 g6 20. e6 К:f5 21. ef7+ Kр:f7 22. g4 Лac8 23. gf5 Л:c7 24. Лae1 Кc5 25. c4 Лg8 26. Kрh1 Лcc8 27. fg6++ Kр:g6 28. Лe3 Кe6 29. Лg3+ Kрh5 30. Лf5+ Лg5 31. Лg:g5+ К:g5, в дальнейшем чёрные выиграли

### 3) Вариант. 5. … Cb4 7. de5
Такая позиция встречалась в нескольких партиях Генри Венинка — одного из ведущих нидерландских шахматистов 1920—1930-х годов; шахматного композитора и журналиста (с перестановкой ходов — 4. d4 Сb4 5. К:e5 К:e5 6. de5 К:e4).
Партия Генри Венинк — Морис Сенсер, 1927 год, Шахматная олимпиада. 1. e4 e5 2. Кf3 Кc6 3. Кc3 Кf6 4. d4 Сb4 5. К:e5 К:e5 6. de5 К:e4 7. Фg4 К:c3 8. Ф:b4 Кd5 9. Фg4 Kрf8 10. Фf3 Кb6 11. Сd3 Фe7 12. O-O Ф:e5 13. Сf4 Фf6 14. Фg3 d6 15. Лae1 h6 16. Сe4 Сf5 17. С:b7 Лb8 18. Сc6 Kрg8 19. Лd2 Kрh7 20. Сc3 Фg6 21. Qf4 Лhf8 22. Лe3 Фg4 23. Ф:g4 Сg4 24. Лg3 h5 25. h3 Сf5 26. Л:g7+ Kрh6 27. g4 hg4 28. hg4 Лg8, белые выиграли на 37 ходу

### 4) Отказанный гамбит Хэллоуин
Вариант относится к числу отказанных гамбитов. В этом варианте на предложение жертвы в дебюте белыми чёрные сами, не принимая её, предлагают встречную жертву — бьют пешку на е4. 1. e4 e5 2. Кf3 Кc6 3. Kc3 Кf6 4. К:e5 K:e4 
- Продолжение А: 5. Фh5 Фf6 6. Ф:f7+ Ф:f7 7. К:f7 К:f2
- Продолжение Б: 5. K:с6 К:с3 6. bc6 bc3 7 Cd3 Ce7

В обоих вариантах у белых преимущество

## Редкие варианты

### Отложенный гамбит Хэллоуин
Относится к числу достаточно редких отложенных гамбитов. Белые жертвуют коня на е5 не на четвёртом, а на пятом ходу, предварительно пытаясь не допустить слона противника на поле b4 ходом пешки на а3. l. e4 e5 2. Кf3 Кc6 3. Кc3 Кf6 4. a3 g6 5. К:e5!? К:е5 6. d4 Kc6

### Обратный гамбит Хэллоуин
Обратный гамбит (гамбит во второй руке) — коня жертвуют чёрные, а не белые: 1. e4 e5 2. Кf3 Кc6 3. Kc3 Кf6 4. g3 K:e4

## Варианты на диаграммах
|   | a | b | c | d | e | f | g | h |   |
| - | --- | --- | --- | --- | --- | --- | --- | --- | - |
| 8 | a8 чёрная ладья · c8 чёрный слон · d8 чёрный ферзь · e8 чёрный король · f8 чёрный слон · g8 чёрный конь · h8 чёрная ладья · a7 чёрная пешка · b7 чёрная пешка · c7 чёрная пешка · d7 чёрная пешка · f7 чёрная пешка · g7 чёрная пешка · h7 чёрная пешка · g6 чёрный конь · e5 белая пешка · c4 белый слон · d4 белая пешка · c3 белый конь · a2 белая пешка · b2 белая пешка · c2 белая пешка · f2 белая пешка · g2 белая пешка · h2 белая пешка · a1 белая ладья · c1 белый слон · d1 белый ферзь · e1 белый король · h1 белая ладья | a8 чёрная ладья · c8 чёрный слон · d8 чёрный ферзь · e8 чёрный король · f8 чёрный слон · g8 чёрный конь · h8 чёрная ладья · a7 чёрная пешка · b7 чёрная пешка · c7 чёрная пешка · d7 чёрная пешка · f7 чёрная пешка · g7 чёрная пешка · h7 чёрная пешка · g6 чёрный конь · e5 белая пешка · c4 белый слон · d4 белая пешка · c3 белый конь · a2 белая пешка · b2 белая пешка · c2 белая пешка · f2 белая пешка · g2 белая пешка · h2 белая пешка · a1 белая ладья · c1 белый слон · d1 белый ферзь · e1 белый король · h1 белая ладья | a8 чёрная ладья · c8 чёрный слон · d8 чёрный ферзь · e8 чёрный король · f8 чёрный слон · g8 чёрный конь · h8 чёрная ладья · a7 чёрная пешка · b7 чёрная пешка · c7 чёрная пешка · d7 чёрная пешка · f7 чёрная пешка · g7 чёрная пешка · h7 чёрная пешка · g6 чёрный конь · e5 белая пешка · c4 белый слон · d4 белая пешка · c3 белый конь · a2 белая пешка · b2 белая пешка · c2 белая пешка · f2 белая пешка · g2 белая пешка · h2 белая пешка · a1 белая ладья · c1 белый слон · d1 белый ферзь · e1 белый король · h1 белая ладья | a8 чёрная ладья · c8 чёрный слон · d8 чёрный ферзь · e8 чёрный король · f8 чёрный слон · g8 чёрный конь · h8 чёрная ладья · a7 чёрная пешка · b7 чёрная пешка · c7 чёрная пешка · d7 чёрная пешка · f7 чёрная пешка · g7 чёрная пешка · h7 чёрная пешка · g6 чёрный конь · e5 белая пешка · c4 белый слон · d4 белая пешка · c3 белый конь · a2 белая пешка · b2 белая пешка · c2 белая пешка · f2 белая пешка · g2 белая пешка · h2 белая пешка · a1 белая ладья · c1 белый слон · d1 белый ферзь · e1 белый король · h1 белая ладья | a8 чёрная ладья · c8 чёрный слон · d8 чёрный ферзь · e8 чёрный король · f8 чёрный слон · g8 чёрный конь · h8 чёрная ладья · a7 чёрная пешка · b7 чёрная пешка · c7 чёрная пешка · d7 чёрная пешка · f7 чёрная пешка · g7 чёрная пешка · h7 чёрная пешка · g6 чёрный конь · e5 белая пешка · c4 белый слон · d4 белая пешка · c3 белый конь · a2 белая пешка · b2 белая пешка · c2 белая пешка · f2 белая пешка · g2 белая пешка · h2 белая пешка · a1 белая ладья · c1 белый слон · d1 белый ферзь · e1 белый король · h1 белая ладья | a8 чёрная ладья · c8 чёрный слон · d8 чёрный ферзь · e8 чёрный король · f8 чёрный слон · g8 чёрный конь · h8 чёрная ладья · a7 чёрная пешка · b7 чёрная пешка · c7 чёрная пешка · d7 чёрная пешка · f7 чёрная пешка · g7 чёрная пешка · h7 чёрная пешка · g6 чёрный конь · e5 белая пешка · c4 белый слон · d4 белая пешка · c3 белый конь · a2 белая пешка · b2 белая пешка · c2 белая пешка · f2 белая пешка · g2 белая пешка · h2 белая пешка · a1 белая ладья · c1 белый слон · d1 белый ферзь · e1 белый король · h1 белая ладья | a8 чёрная ладья · c8 чёрный слон · d8 чёрный ферзь · e8 чёрный король · f8 чёрный слон · g8 чёрный конь · h8 чёрная ладья · a7 чёрная пешка · b7 чёрная пешка · c7 чёрная пешка · d7 чёрная пешка · f7 чёрная пешка · g7 чёрная пешка · h7 чёрная пешка · g6 чёрный конь · e5 белая пешка · c4 белый слон · d4 белая пешка · c3 белый конь · a2 белая пешка · b2 белая пешка · c2 белая пешка · f2 белая пешка · g2 белая пешка · h2 белая пешка · a1 белая ладья · c1 белый слон · d1 белый ферзь · e1 белый король · h1 белая ладья | a8 чёрная ладья · c8 чёрный слон · d8 чёрный ферзь · e8 чёрный король · f8 чёрный слон · g8 чёрный конь · h8 чёрная ладья · a7 чёрная пешка · b7 чёрная пешка · c7 чёрная пешка · d7 чёрная пешка · f7 чёрная пешка · g7 чёрная пешка · h7 чёрная пешка · g6 чёрный конь · e5 белая пешка · c4 белый слон · d4 белая пешка · c3 белый конь · a2 белая пешка · b2 белая пешка · c2 белая пешка · f2 белая пешка · g2 белая пешка · h2 белая пешка · a1 белая ладья · c1 белый слон · d1 белый ферзь · e1 белый король · h1 белая ладья | 8 |
| 7 | a8 чёрная ладья · c8 чёрный слон · d8 чёрный ферзь · e8 чёрный король · f8 чёрный слон · g8 чёрный конь · h8 чёрная ладья · a7 чёрная пешка · b7 чёрная пешка · c7 чёрная пешка · d7 чёрная пешка · f7 чёрная пешка · g7 чёрная пешка · h7 чёрная пешка · g6 чёрный конь · e5 белая пешка · c4 белый слон · d4 белая пешка · c3 белый конь · a2 белая пешка · b2 белая пешка · c2 белая пешка · f2 белая пешка · g2 белая пешка · h2 белая пешка · a1 белая ладья · c1 белый слон · d1 белый ферзь · e1 белый король · h1 белая ладья | a8 чёрная ладья · c8 чёрный слон · d8 чёрный ферзь · e8 чёрный король · f8 чёрный слон · g8 чёрный конь · h8 чёрная ладья · a7 чёрная пешка · b7 чёрная пешка · c7 чёрная пешка · d7 чёрная пешка · f7 чёрная пешка · g7 чёрная пешка · h7 чёрная пешка · g6 чёрный конь · e5 белая пешка · c4 белый слон · d4 белая пешка · c3 белый конь · a2 белая пешка · b2 белая пешка · c2 белая пешка · f2 белая пешка · g2 белая пешка · h2 белая пешка · a1 белая ладья · c1 белый слон · d1 белый ферзь · e1 белый король · h1 белая ладья | a8 чёрная ладья · c8 чёрный слон · d8 чёрный ферзь · e8 чёрный король · f8 чёрный слон · g8 чёрный конь · h8 чёрная ладья · a7 чёрная пешка · b7 чёрная пешка · c7 чёрная пешка · d7 чёрная пешка · f7 чёрная пешка · g7 чёрная пешка · h7 чёрная пешка · g6 чёрный конь · e5 белая пешка · c4 белый слон · d4 белая пешка · c3 белый конь · a2 белая пешка · b2 белая пешка · c2 белая пешка · f2 белая пешка · g2 белая пешка · h2 белая пешка · a1 белая ладья · c1 белый слон · d1 белый ферзь · e1 белый король · h1 белая ладья | a8 чёрная ладья · c8 чёрный слон · d8 чёрный ферзь · e8 чёрный король · f8 чёрный слон · g8 чёрный конь · h8 чёрная ладья · a7 чёрная пешка · b7 чёрная пешка · c7 чёрная пешка · d7 чёрная пешка · f7 чёрная пешка · g7 чёрная пешка · h7 чёрная пешка · g6 чёрный конь · e5 белая пешка · c4 белый слон · d4 белая пешка · c3 белый конь · a2 белая пешка · b2 белая пешка · c2 белая пешка · f2 белая пешка · g2 белая пешка · h2 белая пешка · a1 белая ладья · c1 белый слон · d1 белый ферзь · e1 белый король · h1 белая ладья | a8 чёрная ладья · c8 чёрный слон · d8 чёрный ферзь · e8 чёрный король · f8 чёрный слон · g8 чёрный конь · h8 чёрная ладья · a7 чёрная пешка · b7 чёрная пешка · c7 чёрная пешка · d7 чёрная пешка · f7 чёрная пешка · g7 чёрная пешка · h7 чёрная пешка · g6 чёрный конь · e5 белая пешка · c4 белый слон · d4 белая пешка · c3 белый конь · a2 белая пешка · b2 белая пешка · c2 белая пешка · f2 белая пешка · g2 белая пешка · h2 белая пешка · a1 белая ладья · c1 белый слон · d1 белый ферзь · e1 белый король · h1 белая ладья | a8 чёрная ладья · c8 чёрный слон · d8 чёрный ферзь · e8 чёрный король · f8 чёрный слон · g8 чёрный конь · h8 чёрная ладья · a7 чёрная пешка · b7 чёрная пешка · c7 чёрная пешка · d7 чёрная пешка · f7 чёрная пешка · g7 чёрная пешка · h7 чёрная пешка · g6 чёрный конь · e5 белая пешка · c4 белый слон · d4 белая пешка · c3 белый конь · a2 белая пешка · b2 белая пешка · c2 белая пешка · f2 белая пешка · g2 белая пешка · h2 белая пешка · a1 белая ладья · c1 белый слон · d1 белый ферзь · e1 белый король · h1 белая ладья | a8 чёрная ладья · c8 чёрный слон · d8 чёрный ферзь · e8 чёрный король · f8 чёрный слон · g8 чёрный конь · h8 чёрная ладья · a7 чёрная пешка · b7 чёрная пешка · c7 чёрная пешка · d7 чёрная пешка · f7 чёрная пешка · g7 чёрная пешка · h7 чёрная пешка · g6 чёрный конь · e5 белая пешка · c4 белый слон · d4 белая пешка · c3 белый конь · a2 белая пешка · b2 белая пешка · c2 белая пешка · f2 белая пешка · g2 белая пешка · h2 белая пешка · a1 белая ладья · c1 белый слон · d1 белый ферзь · e1 белый король · h1 белая ладья | a8 чёрная ладья · c8 чёрный слон · d8 чёрный ферзь · e8 чёрный король · f8 чёрный слон · g8 чёрный конь · h8 чёрная ладья · a7 чёрная пешка · b7 чёрная пешка · c7 чёрная пешка · d7 чёрная пешка · f7 чёрная пешка · g7 чёрная пешка · h7 чёрная пешка · g6 чёрный конь · e5 белая пешка · c4 белый слон · d4 белая пешка · c3 белый конь · a2 белая пешка · b2 белая пешка · c2 белая пешка · f2 белая пешка · g2 белая пешка · h2 белая пешка · a1 белая ладья · c1 белый слон · d1 белый ферзь · e1 белый король · h1 белая ладья | 7 |
| 6 | a8 чёрная ладья · c8 чёрный слон · d8 чёрный ферзь · e8 чёрный король · f8 чёрный слон · g8 чёрный конь · h8 чёрная ладья · a7 чёрная пешка · b7 чёрная пешка · c7 чёрная пешка · d7 чёрная пешка · f7 чёрная пешка · g7 чёрная пешка · h7 чёрная пешка · g6 чёрный конь · e5 белая пешка · c4 белый слон · d4 белая пешка · c3 белый конь · a2 белая пешка · b2 белая пешка · c2 белая пешка · f2 белая пешка · g2 белая пешка · h2 белая пешка · a1 белая ладья · c1 белый слон · d1 белый ферзь · e1 белый король · h1 белая ладья | a8 чёрная ладья · c8 чёрный слон · d8 чёрный ферзь · e8 чёрный король · f8 чёрный слон · g8 чёрный конь · h8 чёрная ладья · a7 чёрная пешка · b7 чёрная пешка · c7 чёрная пешка · d7 чёрная пешка · f7 чёрная пешка · g7 чёрная пешка · h7 чёрная пешка · g6 чёрный конь · e5 белая пешка · c4 белый слон · d4 белая пешка · c3 белый конь · a2 белая пешка · b2 белая пешка · c2 белая пешка · f2 белая пешка · g2 белая пешка · h2 белая пешка · a1 белая ладья · c1 белый слон · d1 белый ферзь · e1 белый король · h1 белая ладья | a8 чёрная ладья · c8 чёрный слон · d8 чёрный ферзь · e8 чёрный король · f8 чёрный слон · g8 чёрный конь · h8 чёрная ладья · a7 чёрная пешка · b7 чёрная пешка · c7 чёрная пешка · d7 чёрная пешка · f7 чёрная пешка · g7 чёрная пешка · h7 чёрная пешка · g6 чёрный конь · e5 белая пешка · c4 белый слон · d4 белая пешка · c3 белый конь · a2 белая пешка · b2 белая пешка · c2 белая пешка · f2 белая пешка · g2 белая пешка · h2 белая пешка · a1 белая ладья · c1 белый слон · d1 белый ферзь · e1 белый король · h1 белая ладья | a8 чёрная ладья · c8 чёрный слон · d8 чёрный ферзь · e8 чёрный король · f8 чёрный слон · g8 чёрный конь · h8 чёрная ладья · a7 чёрная пешка · b7 чёрная пешка · c7 чёрная пешка · d7 чёрная пешка · f7 чёрная пешка · g7 чёрная пешка · h7 чёрная пешка · g6 чёрный конь · e5 белая пешка · c4 белый слон · d4 белая пешка · c3 белый конь · a2 белая пешка · b2 белая пешка · c2 белая пешка · f2 белая пешка · g2 белая пешка · h2 белая пешка · a1 белая ладья · c1 белый слон · d1 белый ферзь · e1 белый король · h1 белая ладья | a8 чёрная ладья · c8 чёрный слон · d8 чёрный ферзь · e8 чёрный король · f8 чёрный слон · g8 чёрный конь · h8 чёрная ладья · a7 чёрная пешка · b7 чёрная пешка · c7 чёрная пешка · d7 чёрная пешка · f7 чёрная пешка · g7 чёрная пешка · h7 чёрная пешка · g6 чёрный конь · e5 белая пешка · c4 белый слон · d4 белая пешка · c3 белый конь · a2 белая пешка · b2 белая пешка · c2 белая пешка · f2 белая пешка · g2 белая пешка · h2 белая пешка · a1 белая ладья · c1 белый слон · d1 белый ферзь · e1 белый король · h1 белая ладья | a8 чёрная ладья · c8 чёрный слон · d8 чёрный ферзь · e8 чёрный король · f8 чёрный слон · g8 чёрный конь · h8 чёрная ладья · a7 чёрная пешка · b7 чёрная пешка · c7 чёрная пешка · d7 чёрная пешка · f7 чёрная пешка · g7 чёрная пешка · h7 чёрная пешка · g6 чёрный конь · e5 белая пешка · c4 белый слон · d4 белая пешка · c3 белый конь · a2 белая пешка · b2 белая пешка · c2 белая пешка · f2 белая пешка · g2 белая пешка · h2 белая пешка · a1 белая ладья · c1 белый слон · d1 белый ферзь · e1 белый король · h1 белая ладья | a8 чёрная ладья · c8 чёрный слон · d8 чёрный ферзь · e8 чёрный король · f8 чёрный слон · g8 чёрный конь · h8 чёрная ладья · a7 чёрная пешка · b7 чёрная пешка · c7 чёрная пешка · d7 чёрная пешка · f7 чёрная пешка · g7 чёрная пешка · h7 чёрная пешка · g6 чёрный конь · e5 белая пешка · c4 белый слон · d4 белая пешка · c3 белый конь · a2 белая пешка · b2 белая пешка · c2 белая пешка · f2 белая пешка · g2 белая пешка · h2 белая пешка · a1 белая ладья · c1 белый слон · d1 белый ферзь · e1 белый король · h1 белая ладья | a8 чёрная ладья · c8 чёрный слон · d8 чёрный ферзь · e8 чёрный король · f8 чёрный слон · g8 чёрный конь · h8 чёрная ладья · a7 чёрная пешка · b7 чёрная пешка · c7 чёрная пешка · d7 чёрная пешка · f7 чёрная пешка · g7 чёрная пешка · h7 чёрная пешка · g6 чёрный конь · e5 белая пешка · c4 белый слон · d4 белая пешка · c3 белый конь · a2 белая пешка · b2 белая пешка · c2 белая пешка · f2 белая пешка · g2 белая пешка · h2 белая пешка · a1 белая ладья · c1 белый слон · d1 белый ферзь · e1 белый король · h1 белая ладья | 6 |
| 5 | a8 чёрная ладья · c8 чёрный слон · d8 чёрный ферзь · e8 чёрный король · f8 чёрный слон · g8 чёрный конь · h8 чёрная ладья · a7 чёрная пешка · b7 чёрная пешка · c7 чёрная пешка · d7 чёрная пешка · f7 чёрная пешка · g7 чёрная пешка · h7 чёрная пешка · g6 чёрный конь · e5 белая пешка · c4 белый слон · d4 белая пешка · c3 белый конь · a2 белая пешка · b2 белая пешка · c2 белая пешка · f2 белая пешка · g2 белая пешка · h2 белая пешка · a1 белая ладья · c1 белый слон · d1 белый ферзь · e1 белый король · h1 белая ладья | a8 чёрная ладья · c8 чёрный слон · d8 чёрный ферзь · e8 чёрный король · f8 чёрный слон · g8 чёрный конь · h8 чёрная ладья · a7 чёрная пешка · b7 чёрная пешка · c7 чёрная пешка · d7 чёрная пешка · f7 чёрная пешка · g7 чёрная пешка · h7 чёрная пешка · g6 чёрный конь · e5 белая пешка · c4 белый слон · d4 белая пешка · c3 белый конь · a2 белая пешка · b2 белая пешка · c2 белая пешка · f2 белая пешка · g2 белая пешка · h2 белая пешка · a1 белая ладья · c1 белый слон · d1 белый ферзь · e1 белый король · h1 белая ладья | a8 чёрная ладья · c8 чёрный слон · d8 чёрный ферзь · e8 чёрный король · f8 чёрный слон · g8 чёрный конь · h8 чёрная ладья · a7 чёрная пешка · b7 чёрная пешка · c7 чёрная пешка · d7 чёрная пешка · f7 чёрная пешка · g7 чёрная пешка · h7 чёрная пешка · g6 чёрный конь · e5 белая пешка · c4 белый слон · d4 белая пешка · c3 белый конь · a2 белая пешка · b2 белая пешка · c2 белая пешка · f2 белая пешка · g2 белая пешка · h2 белая пешка · a1 белая ладья · c1 белый слон · d1 белый ферзь · e1 белый король · h1 белая ладья | a8 чёрная ладья · c8 чёрный слон · d8 чёрный ферзь · e8 чёрный король · f8 чёрный слон · g8 чёрный конь · h8 чёрная ладья · a7 чёрная пешка · b7 чёрная пешка · c7 чёрная пешка · d7 чёрная пешка · f7 чёрная пешка · g7 чёрная пешка · h7 чёрная пешка · g6 чёрный конь · e5 белая пешка · c4 белый слон · d4 белая пешка · c3 белый конь · a2 белая пешка · b2 белая пешка · c2 белая пешка · f2 белая пешка · g2 белая пешка · h2 белая пешка · a1 белая ладья · c1 белый слон · d1 белый ферзь · e1 белый король · h1 белая ладья | a8 чёрная ладья · c8 чёрный слон · d8 чёрный ферзь · e8 чёрный король · f8 чёрный слон · g8 чёрный конь · h8 чёрная ладья · a7 чёрная пешка · b7 чёрная пешка · c7 чёрная пешка · d7 чёрная пешка · f7 чёрная пешка · g7 чёрная пешка · h7 чёрная пешка · g6 чёрный конь · e5 белая пешка · c4 белый слон · d4 белая пешка · c3 белый конь · a2 белая пешка · b2 белая пешка · c2 белая пешка · f2 белая пешка · g2 белая пешка · h2 белая пешка · a1 белая ладья · c1 белый слон · d1 белый ферзь · e1 белый король · h1 белая ладья | a8 чёрная ладья · c8 чёрный слон · d8 чёрный ферзь · e8 чёрный король · f8 чёрный слон · g8 чёрный конь · h8 чёрная ладья · a7 чёрная пешка · b7 чёрная пешка · c7 чёрная пешка · d7 чёрная пешка · f7 чёрная пешка · g7 чёрная пешка · h7 чёрная пешка · g6 чёрный конь · e5 белая пешка · c4 белый слон · d4 белая пешка · c3 белый конь · a2 белая пешка · b2 белая пешка · c2 белая пешка · f2 белая пешка · g2 белая пешка · h2 белая пешка · a1 белая ладья · c1 белый слон · d1 белый ферзь · e1 белый король · h1 белая ладья | a8 чёрная ладья · c8 чёрный слон · d8 чёрный ферзь · e8 чёрный король · f8 чёрный слон · g8 чёрный конь · h8 чёрная ладья · a7 чёрная пешка · b7 чёрная пешка · c7 чёрная пешка · d7 чёрная пешка · f7 чёрная пешка · g7 чёрная пешка · h7 чёрная пешка · g6 чёрный конь · e5 белая пешка · c4 белый слон · d4 белая пешка · c3 белый конь · a2 белая пешка · b2 белая пешка · c2 белая пешка · f2 белая пешка · g2 белая пешка · h2 белая пешка · a1 белая ладья · c1 белый слон · d1 белый ферзь · e1 белый король · h1 белая ладья | a8 чёрная ладья · c8 чёрный слон · d8 чёрный ферзь · e8 чёрный король · f8 чёрный слон · g8 чёрный конь · h8 чёрная ладья · a7 чёрная пешка · b7 чёрная пешка · c7 чёрная пешка · d7 чёрная пешка · f7 чёрная пешка · g7 чёрная пешка · h7 чёрная пешка · g6 чёрный конь · e5 белая пешка · c4 белый слон · d4 белая пешка · c3 белый конь · a2 белая пешка · b2 белая пешка · c2 белая пешка · f2 белая пешка · g2 белая пешка · h2 белая пешка · a1 белая ладья · c1 белый слон · d1 белый ферзь · e1 белый король · h1 белая ладья | 5 |
| 4 | a8 чёрная ладья · c8 чёрный слон · d8 чёрный ферзь · e8 чёрный король · f8 чёрный слон · g8 чёрный конь · h8 чёрная ладья · a7 чёрная пешка · b7 чёрная пешка · c7 чёрная пешка · d7 чёрная пешка · f7 чёрная пешка · g7 чёрная пешка · h7 чёрная пешка · g6 чёрный конь · e5 белая пешка · c4 белый слон · d4 белая пешка · c3 белый конь · a2 белая пешка · b2 белая пешка · c2 белая пешка · f2 белая пешка · g2 белая пешка · h2 белая пешка · a1 белая ладья · c1 белый слон · d1 белый ферзь · e1 белый король · h1 белая ладья | a8 чёрная ладья · c8 чёрный слон · d8 чёрный ферзь · e8 чёрный король · f8 чёрный слон · g8 чёрный конь · h8 чёрная ладья · a7 чёрная пешка · b7 чёрная пешка · c7 чёрная пешка · d7 чёрная пешка · f7 чёрная пешка · g7 чёрная пешка · h7 чёрная пешка · g6 чёрный конь · e5 белая пешка · c4 белый слон · d4 белая пешка · c3 белый конь · a2 белая пешка · b2 белая пешка · c2 белая пешка · f2 белая пешка · g2 белая пешка · h2 белая пешка · a1 белая ладья · c1 белый слон · d1 белый ферзь · e1 белый король · h1 белая ладья | a8 чёрная ладья · c8 чёрный слон · d8 чёрный ферзь · e8 чёрный король · f8 чёрный слон · g8 чёрный конь · h8 чёрная ладья · a7 чёрная пешка · b7 чёрная пешка · c7 чёрная пешка · d7 чёрная пешка · f7 чёрная пешка · g7 чёрная пешка · h7 чёрная пешка · g6 чёрный конь · e5 белая пешка · c4 белый слон · d4 белая пешка · c3 белый конь · a2 белая пешка · b2 белая пешка · c2 белая пешка · f2 белая пешка · g2 белая пешка · h2 белая пешка · a1 белая ладья · c1 белый слон · d1 белый ферзь · e1 белый король · h1 белая ладья | a8 чёрная ладья · c8 чёрный слон · d8 чёрный ферзь · e8 чёрный король · f8 чёрный слон · g8 чёрный конь · h8 чёрная ладья · a7 чёрная пешка · b7 чёрная пешка · c7 чёрная пешка · d7 чёрная пешка · f7 чёрная пешка · g7 чёрная пешка · h7 чёрная пешка · g6 чёрный конь · e5 белая пешка · c4 белый слон · d4 белая пешка · c3 белый конь · a2 белая пешка · b2 белая пешка · c2 белая пешка · f2 белая пешка · g2 белая пешка · h2 белая пешка · a1 белая ладья · c1 белый слон · d1 белый ферзь · e1 белый король · h1 белая ладья | a8 чёрная ладья · c8 чёрный слон · d8 чёрный ферзь · e8 чёрный король · f8 чёрный слон · g8 чёрный конь · h8 чёрная ладья · a7 чёрная пешка · b7 чёрная пешка · c7 чёрная пешка · d7 чёрная пешка · f7 чёрная пешка · g7 чёрная пешка · h7 чёрная пешка · g6 чёрный конь · e5 белая пешка · c4 белый слон · d4 белая пешка · c3 белый конь · a2 белая пешка · b2 белая пешка · c2 белая пешка · f2 белая пешка · g2 белая пешка · h2 белая пешка · a1 белая ладья · c1 белый слон · d1 белый ферзь · e1 белый король · h1 белая ладья | a8 чёрная ладья · c8 чёрный слон · d8 чёрный ферзь · e8 чёрный король · f8 чёрный слон · g8 чёрный конь · h8 чёрная ладья · a7 чёрная пешка · b7 чёрная пешка · c7 чёрная пешка · d7 чёрная пешка · f7 чёрная пешка · g7 чёрная пешка · h7 чёрная пешка · g6 чёрный конь · e5 белая пешка · c4 белый слон · d4 белая пешка · c3 белый конь · a2 белая пешка · b2 белая пешка · c2 белая пешка · f2 белая пешка · g2 белая пешка · h2 белая пешка · a1 белая ладья · c1 белый слон · d1 белый ферзь · e1 белый король · h1 белая ладья | a8 чёрная ладья · c8 чёрный слон · d8 чёрный ферзь · e8 чёрный король · f8 чёрный слон · g8 чёрный конь · h8 чёрная ладья · a7 чёрная пешка · b7 чёрная пешка · c7 чёрная пешка · d7 чёрная пешка · f7 чёрная пешка · g7 чёрная пешка · h7 чёрная пешка · g6 чёрный конь · e5 белая пешка · c4 белый слон · d4 белая пешка · c3 белый конь · a2 белая пешка · b2 белая пешка · c2 белая пешка · f2 белая пешка · g2 белая пешка · h2 белая пешка · a1 белая ладья · c1 белый слон · d1 белый ферзь · e1 белый король · h1 белая ладья | a8 чёрная ладья · c8 чёрный слон · d8 чёрный ферзь · e8 чёрный король · f8 чёрный слон · g8 чёрный конь · h8 чёрная ладья · a7 чёрная пешка · b7 чёрная пешка · c7 чёрная пешка · d7 чёрная пешка · f7 чёрная пешка · g7 чёрная пешка · h7 чёрная пешка · g6 чёрный конь · e5 белая пешка · c4 белый слон · d4 белая пешка · c3 белый конь · a2 белая пешка · b2 белая пешка · c2 белая пешка · f2 белая пешка · g2 белая пешка · h2 белая пешка · a1 белая ладья · c1 белый слон · d1 белый ферзь · e1 белый король · h1 белая ладья | 4 |
| 3 | a8 чёрная ладья · c8 чёрный слон · d8 чёрный ферзь · e8 чёрный король · f8 чёрный слон · g8 чёрный конь · h8 чёрная ладья · a7 чёрная пешка · b7 чёрная пешка · c7 чёрная пешка · d7 чёрная пешка · f7 чёрная пешка · g7 чёрная пешка · h7 чёрная пешка · g6 чёрный конь · e5 белая пешка · c4 белый слон · d4 белая пешка · c3 белый конь · a2 белая пешка · b2 белая пешка · c2 белая пешка · f2 белая пешка · g2 белая пешка · h2 белая пешка · a1 белая ладья · c1 белый слон · d1 белый ферзь · e1 белый король · h1 белая ладья | a8 чёрная ладья · c8 чёрный слон · d8 чёрный ферзь · e8 чёрный король · f8 чёрный слон · g8 чёрный конь · h8 чёрная ладья · a7 чёрная пешка · b7 чёрная пешка · c7 чёрная пешка · d7 чёрная пешка · f7 чёрная пешка · g7 чёрная пешка · h7 чёрная пешка · g6 чёрный конь · e5 белая пешка · c4 белый слон · d4 белая пешка · c3 белый конь · a2 белая пешка · b2 белая пешка · c2 белая пешка · f2 белая пешка · g2 белая пешка · h2 белая пешка · a1 белая ладья · c1 белый слон · d1 белый ферзь · e1 белый король · h1 белая ладья | a8 чёрная ладья · c8 чёрный слон · d8 чёрный ферзь · e8 чёрный король · f8 чёрный слон · g8 чёрный конь · h8 чёрная ладья · a7 чёрная пешка · b7 чёрная пешка · c7 чёрная пешка · d7 чёрная пешка · f7 чёрная пешка · g7 чёрная пешка · h7 чёрная пешка · g6 чёрный конь · e5 белая пешка · c4 белый слон · d4 белая пешка · c3 белый конь · a2 белая пешка · b2 белая пешка · c2 белая пешка · f2 белая пешка · g2 белая пешка · h2 белая пешка · a1 белая ладья · c1 белый слон · d1 белый ферзь · e1 белый король · h1 белая ладья | a8 чёрная ладья · c8 чёрный слон · d8 чёрный ферзь · e8 чёрный король · f8 чёрный слон · g8 чёрный конь · h8 чёрная ладья · a7 чёрная пешка · b7 чёрная пешка · c7 чёрная пешка · d7 чёрная пешка · f7 чёрная пешка · g7 чёрная пешка · h7 чёрная пешка · g6 чёрный конь · e5 белая пешка · c4 белый слон · d4 белая пешка · c3 белый конь · a2 белая пешка · b2 белая пешка · c2 белая пешка · f2 белая пешка · g2 белая пешка · h2 белая пешка · a1 белая ладья · c1 белый слон · d1 белый ферзь · e1 белый король · h1 белая ладья | a8 чёрная ладья · c8 чёрный слон · d8 чёрный ферзь · e8 чёрный король · f8 чёрный слон · g8 чёрный конь · h8 чёрная ладья · a7 чёрная пешка · b7 чёрная пешка · c7 чёрная пешка · d7 чёрная пешка · f7 чёрная пешка · g7 чёрная пешка · h7 чёрная пешка · g6 чёрный конь · e5 белая пешка · c4 белый слон · d4 белая пешка · c3 белый конь · a2 белая пешка · b2 белая пешка · c2 белая пешка · f2 белая пешка · g2 белая пешка · h2 белая пешка · a1 белая ладья · c1 белый слон · d1 белый ферзь · e1 белый король · h1 белая ладья | a8 чёрная ладья · c8 чёрный слон · d8 чёрный ферзь · e8 чёрный король · f8 чёрный слон · g8 чёрный конь · h8 чёрная ладья · a7 чёрная пешка · b7 чёрная пешка · c7 чёрная пешка · d7 чёрная пешка · f7 чёрная пешка · g7 чёрная пешка · h7 чёрная пешка · g6 чёрный конь · e5 белая пешка · c4 белый слон · d4 белая пешка · c3 белый конь · a2 белая пешка · b2 белая пешка · c2 белая пешка · f2 белая пешка · g2 белая пешка · h2 белая пешка · a1 белая ладья · c1 белый слон · d1 белый ферзь · e1 белый король · h1 белая ладья | a8 чёрная ладья · c8 чёрный слон · d8 чёрный ферзь · e8 чёрный король · f8 чёрный слон · g8 чёрный конь · h8 чёрная ладья · a7 чёрная пешка · b7 чёрная пешка · c7 чёрная пешка · d7 чёрная пешка · f7 чёрная пешка · g7 чёрная пешка · h7 чёрная пешка · g6 чёрный конь · e5 белая пешка · c4 белый слон · d4 белая пешка · c3 белый конь · a2 белая пешка · b2 белая пешка · c2 белая пешка · f2 белая пешка · g2 белая пешка · h2 белая пешка · a1 белая ладья · c1 белый слон · d1 белый ферзь · e1 белый король · h1 белая ладья | a8 чёрная ладья · c8 чёрный слон · d8 чёрный ферзь · e8 чёрный король · f8 чёрный слон · g8 чёрный конь · h8 чёрная ладья · a7 чёрная пешка · b7 чёрная пешка · c7 чёрная пешка · d7 чёрная пешка · f7 чёрная пешка · g7 чёрная пешка · h7 чёрная пешка · g6 чёрный конь · e5 белая пешка · c4 белый слон · d4 белая пешка · c3 белый конь · a2 белая пешка · b2 белая пешка · c2 белая пешка · f2 белая пешка · g2 белая пешка · h2 белая пешка · a1 белая ладья · c1 белый слон · d1 белый ферзь · e1 белый король · h1 белая ладья | 3 |
| 2 | a8 чёрная ладья · c8 чёрный слон · d8 чёрный ферзь · e8 чёрный король · f8 чёрный слон · g8 чёрный конь · h8 чёрная ладья · a7 чёрная пешка · b7 чёрная пешка · c7 чёрная пешка · d7 чёрная пешка · f7 чёрная пешка · g7 чёрная пешка · h7 чёрная пешка · g6 чёрный конь · e5 белая пешка · c4 белый слон · d4 белая пешка · c3 белый конь · a2 белая пешка · b2 белая пешка · c2 белая пешка · f2 белая пешка · g2 белая пешка · h2 белая пешка · a1 белая ладья · c1 белый слон · d1 белый ферзь · e1 белый король · h1 белая ладья | a8 чёрная ладья · c8 чёрный слон · d8 чёрный ферзь · e8 чёрный король · f8 чёрный слон · g8 чёрный конь · h8 чёрная ладья · a7 чёрная пешка · b7 чёрная пешка · c7 чёрная пешка · d7 чёрная пешка · f7 чёрная пешка · g7 чёрная пешка · h7 чёрная пешка · g6 чёрный конь · e5 белая пешка · c4 белый слон · d4 белая пешка · c3 белый конь · a2 белая пешка · b2 белая пешка · c2 белая пешка · f2 белая пешка · g2 белая пешка · h2 белая пешка · a1 белая ладья · c1 белый слон · d1 белый ферзь · e1 белый король · h1 белая ладья | a8 чёрная ладья · c8 чёрный слон · d8 чёрный ферзь · e8 чёрный король · f8 чёрный слон · g8 чёрный конь · h8 чёрная ладья · a7 чёрная пешка · b7 чёрная пешка · c7 чёрная пешка · d7 чёрная пешка · f7 чёрная пешка · g7 чёрная пешка · h7 чёрная пешка · g6 чёрный конь · e5 белая пешка · c4 белый слон · d4 белая пешка · c3 белый конь · a2 белая пешка · b2 белая пешка · c2 белая пешка · f2 белая пешка · g2 белая пешка · h2 белая пешка · a1 белая ладья · c1 белый слон · d1 белый ферзь · e1 белый король · h1 белая ладья | a8 чёрная ладья · c8 чёрный слон · d8 чёрный ферзь · e8 чёрный король · f8 чёрный слон · g8 чёрный конь · h8 чёрная ладья · a7 чёрная пешка · b7 чёрная пешка · c7 чёрная пешка · d7 чёрная пешка · f7 чёрная пешка · g7 чёрная пешка · h7 чёрная пешка · g6 чёрный конь · e5 белая пешка · c4 белый слон · d4 белая пешка · c3 белый конь · a2 белая пешка · b2 белая пешка · c2 белая пешка · f2 белая пешка · g2 белая пешка · h2 белая пешка · a1 белая ладья · c1 белый слон · d1 белый ферзь · e1 белый король · h1 белая ладья | a8 чёрная ладья · c8 чёрный слон · d8 чёрный ферзь · e8 чёрный король · f8 чёрный слон · g8 чёрный конь · h8 чёрная ладья · a7 чёрная пешка · b7 чёрная пешка · c7 чёрная пешка · d7 чёрная пешка · f7 чёрная пешка · g7 чёрная пешка · h7 чёрная пешка · g6 чёрный конь · e5 белая пешка · c4 белый слон · d4 белая пешка · c3 белый конь · a2 белая пешка · b2 белая пешка · c2 белая пешка · f2 белая пешка · g2 белая пешка · h2 белая пешка · a1 белая ладья · c1 белый слон · d1 белый ферзь · e1 белый король · h1 белая ладья | a8 чёрная ладья · c8 чёрный слон · d8 чёрный ферзь · e8 чёрный король · f8 чёрный слон · g8 чёрный конь · h8 чёрная ладья · a7 чёрная пешка · b7 чёрная пешка · c7 чёрная пешка · d7 чёрная пешка · f7 чёрная пешка · g7 чёрная пешка · h7 чёрная пешка · g6 чёрный конь · e5 белая пешка · c4 белый слон · d4 белая пешка · c3 белый конь · a2 белая пешка · b2 белая пешка · c2 белая пешка · f2 белая пешка · g2 белая пешка · h2 белая пешка · a1 белая ладья · c1 белый слон · d1 белый ферзь · e1 белый король · h1 белая ладья | a8 чёрная ладья · c8 чёрный слон · d8 чёрный ферзь · e8 чёрный король · f8 чёрный слон · g8 чёрный конь · h8 чёрная ладья · a7 чёрная пешка · b7 чёрная пешка · c7 чёрная пешка · d7 чёрная пешка · f7 чёрная пешка · g7 чёрная пешка · h7 чёрная пешка · g6 чёрный конь · e5 белая пешка · c4 белый слон · d4 белая пешка · c3 белый конь · a2 белая пешка · b2 белая пешка · c2 белая пешка · f2 белая пешка · g2 белая пешка · h2 белая пешка · a1 белая ладья · c1 белый слон · d1 белый ферзь · e1 белый король · h1 белая ладья | a8 чёрная ладья · c8 чёрный слон · d8 чёрный ферзь · e8 чёрный король · f8 чёрный слон · g8 чёрный конь · h8 чёрная ладья · a7 чёрная пешка · b7 чёрная пешка · c7 чёрная пешка · d7 чёрная пешка · f7 чёрная пешка · g7 чёрная пешка · h7 чёрная пешка · g6 чёрный конь · e5 белая пешка · c4 белый слон · d4 белая пешка · c3 белый конь · a2 белая пешка · b2 белая пешка · c2 белая пешка · f2 белая пешка · g2 белая пешка · h2 белая пешка · a1 белая ладья · c1 белый слон · d1 белый ферзь · e1 белый король · h1 белая ладья | 2 |
| 1 | a8 чёрная ладья · c8 чёрный слон · d8 чёрный ферзь · e8 чёрный король · f8 чёрный слон · g8 чёрный конь · h8 чёрная ладья · a7 чёрная пешка · b7 чёрная пешка · c7 чёрная пешка · d7 чёрная пешка · f7 чёрная пешка · g7 чёрная пешка · h7 чёрная пешка · g6 чёрный конь · e5 белая пешка · c4 белый слон · d4 белая пешка · c3 белый конь · a2 белая пешка · b2 белая пешка · c2 белая пешка · f2 белая пешка · g2 белая пешка · h2 белая пешка · a1 белая ладья · c1 белый слон · d1 белый ферзь · e1 белый король · h1 белая ладья | a8 чёрная ладья · c8 чёрный слон · d8 чёрный ферзь · e8 чёрный король · f8 чёрный слон · g8 чёрный конь · h8 чёрная ладья · a7 чёрная пешка · b7 чёрная пешка · c7 чёрная пешка · d7 чёрная пешка · f7 чёрная пешка · g7 чёрная пешка · h7 чёрная пешка · g6 чёрный конь · e5 белая пешка · c4 белый слон · d4 белая пешка · c3 белый конь · a2 белая пешка · b2 белая пешка · c2 белая пешка · f2 белая пешка · g2 белая пешка · h2 белая пешка · a1 белая ладья · c1 белый слон · d1 белый ферзь · e1 белый король · h1 белая ладья | a8 чёрная ладья · c8 чёрный слон · d8 чёрный ферзь · e8 чёрный король · f8 чёрный слон · g8 чёрный конь · h8 чёрная ладья · a7 чёрная пешка · b7 чёрная пешка · c7 чёрная пешка · d7 чёрная пешка · f7 чёрная пешка · g7 чёрная пешка · h7 чёрная пешка · g6 чёрный конь · e5 белая пешка · c4 белый слон · d4 белая пешка · c3 белый конь · a2 белая пешка · b2 белая пешка · c2 белая пешка · f2 белая пешка · g2 белая пешка · h2 белая пешка · a1 белая ладья · c1 белый слон · d1 белый ферзь · e1 белый король · h1 белая ладья | a8 чёрная ладья · c8 чёрный слон · d8 чёрный ферзь · e8 чёрный король · f8 чёрный слон · g8 чёрный конь · h8 чёрная ладья · a7 чёрная пешка · b7 чёрная пешка · c7 чёрная пешка · d7 чёрная пешка · f7 чёрная пешка · g7 чёрная пешка · h7 чёрная пешка · g6 чёрный конь · e5 белая пешка · c4 белый слон · d4 белая пешка · c3 белый конь · a2 белая пешка · b2 белая пешка · c2 белая пешка · f2 белая пешка · g2 белая пешка · h2 белая пешка · a1 белая ладья · c1 белый слон · d1 белый ферзь · e1 белый король · h1 белая ладья | a8 чёрная ладья · c8 чёрный слон · d8 чёрный ферзь · e8 чёрный король · f8 чёрный слон · g8 чёрный конь · h8 чёрная ладья · a7 чёрная пешка · b7 чёрная пешка · c7 чёрная пешка · d7 чёрная пешка · f7 чёрная пешка · g7 чёрная пешка · h7 чёрная пешка · g6 чёрный конь · e5 белая пешка · c4 белый слон · d4 белая пешка · c3 белый конь · a2 белая пешка · b2 белая пешка · c2 белая пешка · f2 белая пешка · g2 белая пешка · h2 белая пешка · a1 белая ладья · c1 белый слон · d1 белый ферзь · e1 белый король · h1 белая ладья | a8 чёрная ладья · c8 чёрный слон · d8 чёрный ферзь · e8 чёрный король · f8 чёрный слон · g8 чёрный конь · h8 чёрная ладья · a7 чёрная пешка · b7 чёрная пешка · c7 чёрная пешка · d7 чёрная пешка · f7 чёрная пешка · g7 чёрная пешка · h7 чёрная пешка · g6 чёрный конь · e5 белая пешка · c4 белый слон · d4 белая пешка · c3 белый конь · a2 белая пешка · b2 белая пешка · c2 белая пешка · f2 белая пешка · g2 белая пешка · h2 белая пешка · a1 белая ладья · c1 белый слон · d1 белый ферзь · e1 белый король · h1 белая ладья | a8 чёрная ладья · c8 чёрный слон · d8 чёрный ферзь · e8 чёрный король · f8 чёрный слон · g8 чёрный конь · h8 чёрная ладья · a7 чёрная пешка · b7 чёрная пешка · c7 чёрная пешка · d7 чёрная пешка · f7 чёрная пешка · g7 чёрная пешка · h7 чёрная пешка · g6 чёрный конь · e5 белая пешка · c4 белый слон · d4 белая пешка · c3 белый конь · a2 белая пешка · b2 белая пешка · c2 белая пешка · f2 белая пешка · g2 белая пешка · h2 белая пешка · a1 белая ладья · c1 белый слон · d1 белый ферзь · e1 белый король · h1 белая ладья | a8 чёрная ладья · c8 чёрный слон · d8 чёрный ферзь · e8 чёрный король · f8 чёрный слон · g8 чёрный конь · h8 чёрная ладья · a7 чёрная пешка · b7 чёрная пешка · c7 чёрная пешка · d7 чёрная пешка · f7 чёрная пешка · g7 чёрная пешка · h7 чёрная пешка · g6 чёрный конь · e5 белая пешка · c4 белый слон · d4 белая пешка · c3 белый конь · a2 белая пешка · b2 белая пешка · c2 белая пешка · f2 белая пешка · g2 белая пешка · h2 белая пешка · a1 белая ладья · c1 белый слон · d1 белый ферзь · e1 белый король · h1 белая ладья | 1 |
|   | a | b | c | d | e | f | g | h |   |

|   | a | b | c | d | e | f | g | h |   |
| - | --- | --- | --- | --- | --- | --- | --- | --- | - |
| 8 | a8 чёрная ладья · c8 чёрный слон · d8 чёрный ферзь · e8 чёрный король · f8 чёрный слон · g8 чёрный конь · h8 чёрная ладья · a7 чёрная пешка · b7 чёрная пешка · c7 чёрная пешка · d7 чёрная пешка · f7 чёрная пешка · g7 чёрная пешка · h7 чёрная пешка · d6 белая пешка · g6 чёрный конь · e5 белая пешка · f4 белая пешка · c3 белый конь · a2 белая пешка · b2 белая пешка · c2 белая пешка · g2 белая пешка · h2 белая пешка · a1 белая ладья · c1 белый слон · d1 белый ферзь · e1 белый король · f1 белый слон · h1 белая ладья | a8 чёрная ладья · c8 чёрный слон · d8 чёрный ферзь · e8 чёрный король · f8 чёрный слон · g8 чёрный конь · h8 чёрная ладья · a7 чёрная пешка · b7 чёрная пешка · c7 чёрная пешка · d7 чёрная пешка · f7 чёрная пешка · g7 чёрная пешка · h7 чёрная пешка · d6 белая пешка · g6 чёрный конь · e5 белая пешка · f4 белая пешка · c3 белый конь · a2 белая пешка · b2 белая пешка · c2 белая пешка · g2 белая пешка · h2 белая пешка · a1 белая ладья · c1 белый слон · d1 белый ферзь · e1 белый король · f1 белый слон · h1 белая ладья | a8 чёрная ладья · c8 чёрный слон · d8 чёрный ферзь · e8 чёрный король · f8 чёрный слон · g8 чёрный конь · h8 чёрная ладья · a7 чёрная пешка · b7 чёрная пешка · c7 чёрная пешка · d7 чёрная пешка · f7 чёрная пешка · g7 чёрная пешка · h7 чёрная пешка · d6 белая пешка · g6 чёрный конь · e5 белая пешка · f4 белая пешка · c3 белый конь · a2 белая пешка · b2 белая пешка · c2 белая пешка · g2 белая пешка · h2 белая пешка · a1 белая ладья · c1 белый слон · d1 белый ферзь · e1 белый король · f1 белый слон · h1 белая ладья | a8 чёрная ладья · c8 чёрный слон · d8 чёрный ферзь · e8 чёрный король · f8 чёрный слон · g8 чёрный конь · h8 чёрная ладья · a7 чёрная пешка · b7 чёрная пешка · c7 чёрная пешка · d7 чёрная пешка · f7 чёрная пешка · g7 чёрная пешка · h7 чёрная пешка · d6 белая пешка · g6 чёрный конь · e5 белая пешка · f4 белая пешка · c3 белый конь · a2 белая пешка · b2 белая пешка · c2 белая пешка · g2 белая пешка · h2 белая пешка · a1 белая ладья · c1 белый слон · d1 белый ферзь · e1 белый король · f1 белый слон · h1 белая ладья | a8 чёрная ладья · c8 чёрный слон · d8 чёрный ферзь · e8 чёрный король · f8 чёрный слон · g8 чёрный конь · h8 чёрная ладья · a7 чёрная пешка · b7 чёрная пешка · c7 чёрная пешка · d7 чёрная пешка · f7 чёрная пешка · g7 чёрная пешка · h7 чёрная пешка · d6 белая пешка · g6 чёрный конь · e5 белая пешка · f4 белая пешка · c3 белый конь · a2 белая пешка · b2 белая пешка · c2 белая пешка · g2 белая пешка · h2 белая пешка · a1 белая ладья · c1 белый слон · d1 белый ферзь · e1 белый король · f1 белый слон · h1 белая ладья | a8 чёрная ладья · c8 чёрный слон · d8 чёрный ферзь · e8 чёрный король · f8 чёрный слон · g8 чёрный конь · h8 чёрная ладья · a7 чёрная пешка · b7 чёрная пешка · c7 чёрная пешка · d7 чёрная пешка · f7 чёрная пешка · g7 чёрная пешка · h7 чёрная пешка · d6 белая пешка · g6 чёрный конь · e5 белая пешка · f4 белая пешка · c3 белый конь · a2 белая пешка · b2 белая пешка · c2 белая пешка · g2 белая пешка · h2 белая пешка · a1 белая ладья · c1 белый слон · d1 белый ферзь · e1 белый король · f1 белый слон · h1 белая ладья | a8 чёрная ладья · c8 чёрный слон · d8 чёрный ферзь · e8 чёрный король · f8 чёрный слон · g8 чёрный конь · h8 чёрная ладья · a7 чёрная пешка · b7 чёрная пешка · c7 чёрная пешка · d7 чёрная пешка · f7 чёрная пешка · g7 чёрная пешка · h7 чёрная пешка · d6 белая пешка · g6 чёрный конь · e5 белая пешка · f4 белая пешка · c3 белый конь · a2 белая пешка · b2 белая пешка · c2 белая пешка · g2 белая пешка · h2 белая пешка · a1 белая ладья · c1 белый слон · d1 белый ферзь · e1 белый король · f1 белый слон · h1 белая ладья | a8 чёрная ладья · c8 чёрный слон · d8 чёрный ферзь · e8 чёрный король · f8 чёрный слон · g8 чёрный конь · h8 чёрная ладья · a7 чёрная пешка · b7 чёрная пешка · c7 чёрная пешка · d7 чёрная пешка · f7 чёрная пешка · g7 чёрная пешка · h7 чёрная пешка · d6 белая пешка · g6 чёрный конь · e5 белая пешка · f4 белая пешка · c3 белый конь · a2 белая пешка · b2 белая пешка · c2 белая пешка · g2 белая пешка · h2 белая пешка · a1 белая ладья · c1 белый слон · d1 белый ферзь · e1 белый король · f1 белый слон · h1 белая ладья | 8 |
| 7 | a8 чёрная ладья · c8 чёрный слон · d8 чёрный ферзь · e8 чёрный король · f8 чёрный слон · g8 чёрный конь · h8 чёрная ладья · a7 чёрная пешка · b7 чёрная пешка · c7 чёрная пешка · d7 чёрная пешка · f7 чёрная пешка · g7 чёрная пешка · h7 чёрная пешка · d6 белая пешка · g6 чёрный конь · e5 белая пешка · f4 белая пешка · c3 белый конь · a2 белая пешка · b2 белая пешка · c2 белая пешка · g2 белая пешка · h2 белая пешка · a1 белая ладья · c1 белый слон · d1 белый ферзь · e1 белый король · f1 белый слон · h1 белая ладья | a8 чёрная ладья · c8 чёрный слон · d8 чёрный ферзь · e8 чёрный король · f8 чёрный слон · g8 чёрный конь · h8 чёрная ладья · a7 чёрная пешка · b7 чёрная пешка · c7 чёрная пешка · d7 чёрная пешка · f7 чёрная пешка · g7 чёрная пешка · h7 чёрная пешка · d6 белая пешка · g6 чёрный конь · e5 белая пешка · f4 белая пешка · c3 белый конь · a2 белая пешка · b2 белая пешка · c2 белая пешка · g2 белая пешка · h2 белая пешка · a1 белая ладья · c1 белый слон · d1 белый ферзь · e1 белый король · f1 белый слон · h1 белая ладья | a8 чёрная ладья · c8 чёрный слон · d8 чёрный ферзь · e8 чёрный король · f8 чёрный слон · g8 чёрный конь · h8 чёрная ладья · a7 чёрная пешка · b7 чёрная пешка · c7 чёрная пешка · d7 чёрная пешка · f7 чёрная пешка · g7 чёрная пешка · h7 чёрная пешка · d6 белая пешка · g6 чёрный конь · e5 белая пешка · f4 белая пешка · c3 белый конь · a2 белая пешка · b2 белая пешка · c2 белая пешка · g2 белая пешка · h2 белая пешка · a1 белая ладья · c1 белый слон · d1 белый ферзь · e1 белый король · f1 белый слон · h1 белая ладья | a8 чёрная ладья · c8 чёрный слон · d8 чёрный ферзь · e8 чёрный король · f8 чёрный слон · g8 чёрный конь · h8 чёрная ладья · a7 чёрная пешка · b7 чёрная пешка · c7 чёрная пешка · d7 чёрная пешка · f7 чёрная пешка · g7 чёрная пешка · h7 чёрная пешка · d6 белая пешка · g6 чёрный конь · e5 белая пешка · f4 белая пешка · c3 белый конь · a2 белая пешка · b2 белая пешка · c2 белая пешка · g2 белая пешка · h2 белая пешка · a1 белая ладья · c1 белый слон · d1 белый ферзь · e1 белый король · f1 белый слон · h1 белая ладья | a8 чёрная ладья · c8 чёрный слон · d8 чёрный ферзь · e8 чёрный король · f8 чёрный слон · g8 чёрный конь · h8 чёрная ладья · a7 чёрная пешка · b7 чёрная пешка · c7 чёрная пешка · d7 чёрная пешка · f7 чёрная пешка · g7 чёрная пешка · h7 чёрная пешка · d6 белая пешка · g6 чёрный конь · e5 белая пешка · f4 белая пешка · c3 белый конь · a2 белая пешка · b2 белая пешка · c2 белая пешка · g2 белая пешка · h2 белая пешка · a1 белая ладья · c1 белый слон · d1 белый ферзь · e1 белый король · f1 белый слон · h1 белая ладья | a8 чёрная ладья · c8 чёрный слон · d8 чёрный ферзь · e8 чёрный король · f8 чёрный слон · g8 чёрный конь · h8 чёрная ладья · a7 чёрная пешка · b7 чёрная пешка · c7 чёрная пешка · d7 чёрная пешка · f7 чёрная пешка · g7 чёрная пешка · h7 чёрная пешка · d6 белая пешка · g6 чёрный конь · e5 белая пешка · f4 белая пешка · c3 белый конь · a2 белая пешка · b2 белая пешка · c2 белая пешка · g2 белая пешка · h2 белая пешка · a1 белая ладья · c1 белый слон · d1 белый ферзь · e1 белый король · f1 белый слон · h1 белая ладья | a8 чёрная ладья · c8 чёрный слон · d8 чёрный ферзь · e8 чёрный король · f8 чёрный слон · g8 чёрный конь · h8 чёрная ладья · a7 чёрная пешка · b7 чёрная пешка · c7 чёрная пешка · d7 чёрная пешка · f7 чёрная пешка · g7 чёрная пешка · h7 чёрная пешка · d6 белая пешка · g6 чёрный конь · e5 белая пешка · f4 белая пешка · c3 белый конь · a2 белая пешка · b2 белая пешка · c2 белая пешка · g2 белая пешка · h2 белая пешка · a1 белая ладья · c1 белый слон · d1 белый ферзь · e1 белый король · f1 белый слон · h1 белая ладья | a8 чёрная ладья · c8 чёрный слон · d8 чёрный ферзь · e8 чёрный король · f8 чёрный слон · g8 чёрный конь · h8 чёрная ладья · a7 чёрная пешка · b7 чёрная пешка · c7 чёрная пешка · d7 чёрная пешка · f7 чёрная пешка · g7 чёрная пешка · h7 чёрная пешка · d6 белая пешка · g6 чёрный конь · e5 белая пешка · f4 белая пешка · c3 белый конь · a2 белая пешка · b2 белая пешка · c2 белая пешка · g2 белая пешка · h2 белая пешка · a1 белая ладья · c1 белый слон · d1 белый ферзь · e1 белый король · f1 белый слон · h1 белая ладья | 7 |
| 6 | a8 чёрная ладья · c8 чёрный слон · d8 чёрный ферзь · e8 чёрный король · f8 чёрный слон · g8 чёрный конь · h8 чёрная ладья · a7 чёрная пешка · b7 чёрная пешка · c7 чёрная пешка · d7 чёрная пешка · f7 чёрная пешка · g7 чёрная пешка · h7 чёрная пешка · d6 белая пешка · g6 чёрный конь · e5 белая пешка · f4 белая пешка · c3 белый конь · a2 белая пешка · b2 белая пешка · c2 белая пешка · g2 белая пешка · h2 белая пешка · a1 белая ладья · c1 белый слон · d1 белый ферзь · e1 белый король · f1 белый слон · h1 белая ладья | a8 чёрная ладья · c8 чёрный слон · d8 чёрный ферзь · e8 чёрный король · f8 чёрный слон · g8 чёрный конь · h8 чёрная ладья · a7 чёрная пешка · b7 чёрная пешка · c7 чёрная пешка · d7 чёрная пешка · f7 чёрная пешка · g7 чёрная пешка · h7 чёрная пешка · d6 белая пешка · g6 чёрный конь · e5 белая пешка · f4 белая пешка · c3 белый конь · a2 белая пешка · b2 белая пешка · c2 белая пешка · g2 белая пешка · h2 белая пешка · a1 белая ладья · c1 белый слон · d1 белый ферзь · e1 белый король · f1 белый слон · h1 белая ладья | a8 чёрная ладья · c8 чёрный слон · d8 чёрный ферзь · e8 чёрный король · f8 чёрный слон · g8 чёрный конь · h8 чёрная ладья · a7 чёрная пешка · b7 чёрная пешка · c7 чёрная пешка · d7 чёрная пешка · f7 чёрная пешка · g7 чёрная пешка · h7 чёрная пешка · d6 белая пешка · g6 чёрный конь · e5 белая пешка · f4 белая пешка · c3 белый конь · a2 белая пешка · b2 белая пешка · c2 белая пешка · g2 белая пешка · h2 белая пешка · a1 белая ладья · c1 белый слон · d1 белый ферзь · e1 белый король · f1 белый слон · h1 белая ладья | a8 чёрная ладья · c8 чёрный слон · d8 чёрный ферзь · e8 чёрный король · f8 чёрный слон · g8 чёрный конь · h8 чёрная ладья · a7 чёрная пешка · b7 чёрная пешка · c7 чёрная пешка · d7 чёрная пешка · f7 чёрная пешка · g7 чёрная пешка · h7 чёрная пешка · d6 белая пешка · g6 чёрный конь · e5 белая пешка · f4 белая пешка · c3 белый конь · a2 белая пешка · b2 белая пешка · c2 белая пешка · g2 белая пешка · h2 белая пешка · a1 белая ладья · c1 белый слон · d1 белый ферзь · e1 белый король · f1 белый слон · h1 белая ладья | a8 чёрная ладья · c8 чёрный слон · d8 чёрный ферзь · e8 чёрный король · f8 чёрный слон · g8 чёрный конь · h8 чёрная ладья · a7 чёрная пешка · b7 чёрная пешка · c7 чёрная пешка · d7 чёрная пешка · f7 чёрная пешка · g7 чёрная пешка · h7 чёрная пешка · d6 белая пешка · g6 чёрный конь · e5 белая пешка · f4 белая пешка · c3 белый конь · a2 белая пешка · b2 белая пешка · c2 белая пешка · g2 белая пешка · h2 белая пешка · a1 белая ладья · c1 белый слон · d1 белый ферзь · e1 белый король · f1 белый слон · h1 белая ладья | a8 чёрная ладья · c8 чёрный слон · d8 чёрный ферзь · e8 чёрный король · f8 чёрный слон · g8 чёрный конь · h8 чёрная ладья · a7 чёрная пешка · b7 чёрная пешка · c7 чёрная пешка · d7 чёрная пешка · f7 чёрная пешка · g7 чёрная пешка · h7 чёрная пешка · d6 белая пешка · g6 чёрный конь · e5 белая пешка · f4 белая пешка · c3 белый конь · a2 белая пешка · b2 белая пешка · c2 белая пешка · g2 белая пешка · h2 белая пешка · a1 белая ладья · c1 белый слон · d1 белый ферзь · e1 белый король · f1 белый слон · h1 белая ладья | a8 чёрная ладья · c8 чёрный слон · d8 чёрный ферзь · e8 чёрный король · f8 чёрный слон · g8 чёрный конь · h8 чёрная ладья · a7 чёрная пешка · b7 чёрная пешка · c7 чёрная пешка · d7 чёрная пешка · f7 чёрная пешка · g7 чёрная пешка · h7 чёрная пешка · d6 белая пешка · g6 чёрный конь · e5 белая пешка · f4 белая пешка · c3 белый конь · a2 белая пешка · b2 белая пешка · c2 белая пешка · g2 белая пешка · h2 белая пешка · a1 белая ладья · c1 белый слон · d1 белый ферзь · e1 белый король · f1 белый слон · h1 белая ладья | a8 чёрная ладья · c8 чёрный слон · d8 чёрный ферзь · e8 чёрный король · f8 чёрный слон · g8 чёрный конь · h8 чёрная ладья · a7 чёрная пешка · b7 чёрная пешка · c7 чёрная пешка · d7 чёрная пешка · f7 чёрная пешка · g7 чёрная пешка · h7 чёрная пешка · d6 белая пешка · g6 чёрный конь · e5 белая пешка · f4 белая пешка · c3 белый конь · a2 белая пешка · b2 белая пешка · c2 белая пешка · g2 белая пешка · h2 белая пешка · a1 белая ладья · c1 белый слон · d1 белый ферзь · e1 белый король · f1 белый слон · h1 белая ладья | 6 |
| 5 | a8 чёрная ладья · c8 чёрный слон · d8 чёрный ферзь · e8 чёрный король · f8 чёрный слон · g8 чёрный конь · h8 чёрная ладья · a7 чёрная пешка · b7 чёрная пешка · c7 чёрная пешка · d7 чёрная пешка · f7 чёрная пешка · g7 чёрная пешка · h7 чёрная пешка · d6 белая пешка · g6 чёрный конь · e5 белая пешка · f4 белая пешка · c3 белый конь · a2 белая пешка · b2 белая пешка · c2 белая пешка · g2 белая пешка · h2 белая пешка · a1 белая ладья · c1 белый слон · d1 белый ферзь · e1 белый король · f1 белый слон · h1 белая ладья | a8 чёрная ладья · c8 чёрный слон · d8 чёрный ферзь · e8 чёрный король · f8 чёрный слон · g8 чёрный конь · h8 чёрная ладья · a7 чёрная пешка · b7 чёрная пешка · c7 чёрная пешка · d7 чёрная пешка · f7 чёрная пешка · g7 чёрная пешка · h7 чёрная пешка · d6 белая пешка · g6 чёрный конь · e5 белая пешка · f4 белая пешка · c3 белый конь · a2 белая пешка · b2 белая пешка · c2 белая пешка · g2 белая пешка · h2 белая пешка · a1 белая ладья · c1 белый слон · d1 белый ферзь · e1 белый король · f1 белый слон · h1 белая ладья | a8 чёрная ладья · c8 чёрный слон · d8 чёрный ферзь · e8 чёрный король · f8 чёрный слон · g8 чёрный конь · h8 чёрная ладья · a7 чёрная пешка · b7 чёрная пешка · c7 чёрная пешка · d7 чёрная пешка · f7 чёрная пешка · g7 чёрная пешка · h7 чёрная пешка · d6 белая пешка · g6 чёрный конь · e5 белая пешка · f4 белая пешка · c3 белый конь · a2 белая пешка · b2 белая пешка · c2 белая пешка · g2 белая пешка · h2 белая пешка · a1 белая ладья · c1 белый слон · d1 белый ферзь · e1 белый король · f1 белый слон · h1 белая ладья | a8 чёрная ладья · c8 чёрный слон · d8 чёрный ферзь · e8 чёрный король · f8 чёрный слон · g8 чёрный конь · h8 чёрная ладья · a7 чёрная пешка · b7 чёрная пешка · c7 чёрная пешка · d7 чёрная пешка · f7 чёрная пешка · g7 чёрная пешка · h7 чёрная пешка · d6 белая пешка · g6 чёрный конь · e5 белая пешка · f4 белая пешка · c3 белый конь · a2 белая пешка · b2 белая пешка · c2 белая пешка · g2 белая пешка · h2 белая пешка · a1 белая ладья · c1 белый слон · d1 белый ферзь · e1 белый король · f1 белый слон · h1 белая ладья | a8 чёрная ладья · c8 чёрный слон · d8 чёрный ферзь · e8 чёрный король · f8 чёрный слон · g8 чёрный конь · h8 чёрная ладья · a7 чёрная пешка · b7 чёрная пешка · c7 чёрная пешка · d7 чёрная пешка · f7 чёрная пешка · g7 чёрная пешка · h7 чёрная пешка · d6 белая пешка · g6 чёрный конь · e5 белая пешка · f4 белая пешка · c3 белый конь · a2 белая пешка · b2 белая пешка · c2 белая пешка · g2 белая пешка · h2 белая пешка · a1 белая ладья · c1 белый слон · d1 белый ферзь · e1 белый король · f1 белый слон · h1 белая ладья | a8 чёрная ладья · c8 чёрный слон · d8 чёрный ферзь · e8 чёрный король · f8 чёрный слон · g8 чёрный конь · h8 чёрная ладья · a7 чёрная пешка · b7 чёрная пешка · c7 чёрная пешка · d7 чёрная пешка · f7 чёрная пешка · g7 чёрная пешка · h7 чёрная пешка · d6 белая пешка · g6 чёрный конь · e5 белая пешка · f4 белая пешка · c3 белый конь · a2 белая пешка · b2 белая пешка · c2 белая пешка · g2 белая пешка · h2 белая пешка · a1 белая ладья · c1 белый слон · d1 белый ферзь · e1 белый король · f1 белый слон · h1 белая ладья | a8 чёрная ладья · c8 чёрный слон · d8 чёрный ферзь · e8 чёрный король · f8 чёрный слон · g8 чёрный конь · h8 чёрная ладья · a7 чёрная пешка · b7 чёрная пешка · c7 чёрная пешка · d7 чёрная пешка · f7 чёрная пешка · g7 чёрная пешка · h7 чёрная пешка · d6 белая пешка · g6 чёрный конь · e5 белая пешка · f4 белая пешка · c3 белый конь · a2 белая пешка · b2 белая пешка · c2 белая пешка · g2 белая пешка · h2 белая пешка · a1 белая ладья · c1 белый слон · d1 белый ферзь · e1 белый король · f1 белый слон · h1 белая ладья | a8 чёрная ладья · c8 чёрный слон · d8 чёрный ферзь · e8 чёрный король · f8 чёрный слон · g8 чёрный конь · h8 чёрная ладья · a7 чёрная пешка · b7 чёрная пешка · c7 чёрная пешка · d7 чёрная пешка · f7 чёрная пешка · g7 чёрная пешка · h7 чёрная пешка · d6 белая пешка · g6 чёрный конь · e5 белая пешка · f4 белая пешка · c3 белый конь · a2 белая пешка · b2 белая пешка · c2 белая пешка · g2 белая пешка · h2 белая пешка · a1 белая ладья · c1 белый слон · d1 белый ферзь · e1 белый король · f1 белый слон · h1 белая ладья | 5 |
| 4 | a8 чёрная ладья · c8 чёрный слон · d8 чёрный ферзь · e8 чёрный король · f8 чёрный слон · g8 чёрный конь · h8 чёрная ладья · a7 чёрная пешка · b7 чёрная пешка · c7 чёрная пешка · d7 чёрная пешка · f7 чёрная пешка · g7 чёрная пешка · h7 чёрная пешка · d6 белая пешка · g6 чёрный конь · e5 белая пешка · f4 белая пешка · c3 белый конь · a2 белая пешка · b2 белая пешка · c2 белая пешка · g2 белая пешка · h2 белая пешка · a1 белая ладья · c1 белый слон · d1 белый ферзь · e1 белый король · f1 белый слон · h1 белая ладья | a8 чёрная ладья · c8 чёрный слон · d8 чёрный ферзь · e8 чёрный король · f8 чёрный слон · g8 чёрный конь · h8 чёрная ладья · a7 чёрная пешка · b7 чёрная пешка · c7 чёрная пешка · d7 чёрная пешка · f7 чёрная пешка · g7 чёрная пешка · h7 чёрная пешка · d6 белая пешка · g6 чёрный конь · e5 белая пешка · f4 белая пешка · c3 белый конь · a2 белая пешка · b2 белая пешка · c2 белая пешка · g2 белая пешка · h2 белая пешка · a1 белая ладья · c1 белый слон · d1 белый ферзь · e1 белый король · f1 белый слон · h1 белая ладья | a8 чёрная ладья · c8 чёрный слон · d8 чёрный ферзь · e8 чёрный король · f8 чёрный слон · g8 чёрный конь · h8 чёрная ладья · a7 чёрная пешка · b7 чёрная пешка · c7 чёрная пешка · d7 чёрная пешка · f7 чёрная пешка · g7 чёрная пешка · h7 чёрная пешка · d6 белая пешка · g6 чёрный конь · e5 белая пешка · f4 белая пешка · c3 белый конь · a2 белая пешка · b2 белая пешка · c2 белая пешка · g2 белая пешка · h2 белая пешка · a1 белая ладья · c1 белый слон · d1 белый ферзь · e1 белый король · f1 белый слон · h1 белая ладья | a8 чёрная ладья · c8 чёрный слон · d8 чёрный ферзь · e8 чёрный король · f8 чёрный слон · g8 чёрный конь · h8 чёрная ладья · a7 чёрная пешка · b7 чёрная пешка · c7 чёрная пешка · d7 чёрная пешка · f7 чёрная пешка · g7 чёрная пешка · h7 чёрная пешка · d6 белая пешка · g6 чёрный конь · e5 белая пешка · f4 белая пешка · c3 белый конь · a2 белая пешка · b2 белая пешка · c2 белая пешка · g2 белая пешка · h2 белая пешка · a1 белая ладья · c1 белый слон · d1 белый ферзь · e1 белый король · f1 белый слон · h1 белая ладья | a8 чёрная ладья · c8 чёрный слон · d8 чёрный ферзь · e8 чёрный король · f8 чёрный слон · g8 чёрный конь · h8 чёрная ладья · a7 чёрная пешка · b7 чёрная пешка · c7 чёрная пешка · d7 чёрная пешка · f7 чёрная пешка · g7 чёрная пешка · h7 чёрная пешка · d6 белая пешка · g6 чёрный конь · e5 белая пешка · f4 белая пешка · c3 белый конь · a2 белая пешка · b2 белая пешка · c2 белая пешка · g2 белая пешка · h2 белая пешка · a1 белая ладья · c1 белый слон · d1 белый ферзь · e1 белый король · f1 белый слон · h1 белая ладья | a8 чёрная ладья · c8 чёрный слон · d8 чёрный ферзь · e8 чёрный король · f8 чёрный слон · g8 чёрный конь · h8 чёрная ладья · a7 чёрная пешка · b7 чёрная пешка · c7 чёрная пешка · d7 чёрная пешка · f7 чёрная пешка · g7 чёрная пешка · h7 чёрная пешка · d6 белая пешка · g6 чёрный конь · e5 белая пешка · f4 белая пешка · c3 белый конь · a2 белая пешка · b2 белая пешка · c2 белая пешка · g2 белая пешка · h2 белая пешка · a1 белая ладья · c1 белый слон · d1 белый ферзь · e1 белый король · f1 белый слон · h1 белая ладья | a8 чёрная ладья · c8 чёрный слон · d8 чёрный ферзь · e8 чёрный король · f8 чёрный слон · g8 чёрный конь · h8 чёрная ладья · a7 чёрная пешка · b7 чёрная пешка · c7 чёрная пешка · d7 чёрная пешка · f7 чёрная пешка · g7 чёрная пешка · h7 чёрная пешка · d6 белая пешка · g6 чёрный конь · e5 белая пешка · f4 белая пешка · c3 белый конь · a2 белая пешка · b2 белая пешка · c2 белая пешка · g2 белая пешка · h2 белая пешка · a1 белая ладья · c1 белый слон · d1 белый ферзь · e1 белый король · f1 белый слон · h1 белая ладья | a8 чёрная ладья · c8 чёрный слон · d8 чёрный ферзь · e8 чёрный король · f8 чёрный слон · g8 чёрный конь · h8 чёрная ладья · a7 чёрная пешка · b7 чёрная пешка · c7 чёрная пешка · d7 чёрная пешка · f7 чёрная пешка · g7 чёрная пешка · h7 чёрная пешка · d6 белая пешка · g6 чёрный конь · e5 белая пешка · f4 белая пешка · c3 белый конь · a2 белая пешка · b2 белая пешка · c2 белая пешка · g2 белая пешка · h2 белая пешка · a1 белая ладья · c1 белый слон · d1 белый ферзь · e1 белый король · f1 белый слон · h1 белая ладья | 4 |
| 3 | a8 чёрная ладья · c8 чёрный слон · d8 чёрный ферзь · e8 чёрный король · f8 чёрный слон · g8 чёрный конь · h8 чёрная ладья · a7 чёрная пешка · b7 чёрная пешка · c7 чёрная пешка · d7 чёрная пешка · f7 чёрная пешка · g7 чёрная пешка · h7 чёрная пешка · d6 белая пешка · g6 чёрный конь · e5 белая пешка · f4 белая пешка · c3 белый конь · a2 белая пешка · b2 белая пешка · c2 белая пешка · g2 белая пешка · h2 белая пешка · a1 белая ладья · c1 белый слон · d1 белый ферзь · e1 белый король · f1 белый слон · h1 белая ладья | a8 чёрная ладья · c8 чёрный слон · d8 чёрный ферзь · e8 чёрный король · f8 чёрный слон · g8 чёрный конь · h8 чёрная ладья · a7 чёрная пешка · b7 чёрная пешка · c7 чёрная пешка · d7 чёрная пешка · f7 чёрная пешка · g7 чёрная пешка · h7 чёрная пешка · d6 белая пешка · g6 чёрный конь · e5 белая пешка · f4 белая пешка · c3 белый конь · a2 белая пешка · b2 белая пешка · c2 белая пешка · g2 белая пешка · h2 белая пешка · a1 белая ладья · c1 белый слон · d1 белый ферзь · e1 белый король · f1 белый слон · h1 белая ладья | a8 чёрная ладья · c8 чёрный слон · d8 чёрный ферзь · e8 чёрный король · f8 чёрный слон · g8 чёрный конь · h8 чёрная ладья · a7 чёрная пешка · b7 чёрная пешка · c7 чёрная пешка · d7 чёрная пешка · f7 чёрная пешка · g7 чёрная пешка · h7 чёрная пешка · d6 белая пешка · g6 чёрный конь · e5 белая пешка · f4 белая пешка · c3 белый конь · a2 белая пешка · b2 белая пешка · c2 белая пешка · g2 белая пешка · h2 белая пешка · a1 белая ладья · c1 белый слон · d1 белый ферзь · e1 белый король · f1 белый слон · h1 белая ладья | a8 чёрная ладья · c8 чёрный слон · d8 чёрный ферзь · e8 чёрный король · f8 чёрный слон · g8 чёрный конь · h8 чёрная ладья · a7 чёрная пешка · b7 чёрная пешка · c7 чёрная пешка · d7 чёрная пешка · f7 чёрная пешка · g7 чёрная пешка · h7 чёрная пешка · d6 белая пешка · g6 чёрный конь · e5 белая пешка · f4 белая пешка · c3 белый конь · a2 белая пешка · b2 белая пешка · c2 белая пешка · g2 белая пешка · h2 белая пешка · a1 белая ладья · c1 белый слон · d1 белый ферзь · e1 белый король · f1 белый слон · h1 белая ладья | a8 чёрная ладья · c8 чёрный слон · d8 чёрный ферзь · e8 чёрный король · f8 чёрный слон · g8 чёрный конь · h8 чёрная ладья · a7 чёрная пешка · b7 чёрная пешка · c7 чёрная пешка · d7 чёрная пешка · f7 чёрная пешка · g7 чёрная пешка · h7 чёрная пешка · d6 белая пешка · g6 чёрный конь · e5 белая пешка · f4 белая пешка · c3 белый конь · a2 белая пешка · b2 белая пешка · c2 белая пешка · g2 белая пешка · h2 белая пешка · a1 белая ладья · c1 белый слон · d1 белый ферзь · e1 белый король · f1 белый слон · h1 белая ладья | a8 чёрная ладья · c8 чёрный слон · d8 чёрный ферзь · e8 чёрный король · f8 чёрный слон · g8 чёрный конь · h8 чёрная ладья · a7 чёрная пешка · b7 чёрная пешка · c7 чёрная пешка · d7 чёрная пешка · f7 чёрная пешка · g7 чёрная пешка · h7 чёрная пешка · d6 белая пешка · g6 чёрный конь · e5 белая пешка · f4 белая пешка · c3 белый конь · a2 белая пешка · b2 белая пешка · c2 белая пешка · g2 белая пешка · h2 белая пешка · a1 белая ладья · c1 белый слон · d1 белый ферзь · e1 белый король · f1 белый слон · h1 белая ладья | a8 чёрная ладья · c8 чёрный слон · d8 чёрный ферзь · e8 чёрный король · f8 чёрный слон · g8 чёрный конь · h8 чёрная ладья · a7 чёрная пешка · b7 чёрная пешка · c7 чёрная пешка · d7 чёрная пешка · f7 чёрная пешка · g7 чёрная пешка · h7 чёрная пешка · d6 белая пешка · g6 чёрный конь · e5 белая пешка · f4 белая пешка · c3 белый конь · a2 белая пешка · b2 белая пешка · c2 белая пешка · g2 белая пешка · h2 белая пешка · a1 белая ладья · c1 белый слон · d1 белый ферзь · e1 белый король · f1 белый слон · h1 белая ладья | a8 чёрная ладья · c8 чёрный слон · d8 чёрный ферзь · e8 чёрный король · f8 чёрный слон · g8 чёрный конь · h8 чёрная ладья · a7 чёрная пешка · b7 чёрная пешка · c7 чёрная пешка · d7 чёрная пешка · f7 чёрная пешка · g7 чёрная пешка · h7 чёрная пешка · d6 белая пешка · g6 чёрный конь · e5 белая пешка · f4 белая пешка · c3 белый конь · a2 белая пешка · b2 белая пешка · c2 белая пешка · g2 белая пешка · h2 белая пешка · a1 белая ладья · c1 белый слон · d1 белый ферзь · e1 белый король · f1 белый слон · h1 белая ладья | 3 |
| 2 | a8 чёрная ладья · c8 чёрный слон · d8 чёрный ферзь · e8 чёрный король · f8 чёрный слон · g8 чёрный конь · h8 чёрная ладья · a7 чёрная пешка · b7 чёрная пешка · c7 чёрная пешка · d7 чёрная пешка · f7 чёрная пешка · g7 чёрная пешка · h7 чёрная пешка · d6 белая пешка · g6 чёрный конь · e5 белая пешка · f4 белая пешка · c3 белый конь · a2 белая пешка · b2 белая пешка · c2 белая пешка · g2 белая пешка · h2 белая пешка · a1 белая ладья · c1 белый слон · d1 белый ферзь · e1 белый король · f1 белый слон · h1 белая ладья | a8 чёрная ладья · c8 чёрный слон · d8 чёрный ферзь · e8 чёрный король · f8 чёрный слон · g8 чёрный конь · h8 чёрная ладья · a7 чёрная пешка · b7 чёрная пешка · c7 чёрная пешка · d7 чёрная пешка · f7 чёрная пешка · g7 чёрная пешка · h7 чёрная пешка · d6 белая пешка · g6 чёрный конь · e5 белая пешка · f4 белая пешка · c3 белый конь · a2 белая пешка · b2 белая пешка · c2 белая пешка · g2 белая пешка · h2 белая пешка · a1 белая ладья · c1 белый слон · d1 белый ферзь · e1 белый король · f1 белый слон · h1 белая ладья | a8 чёрная ладья · c8 чёрный слон · d8 чёрный ферзь · e8 чёрный король · f8 чёрный слон · g8 чёрный конь · h8 чёрная ладья · a7 чёрная пешка · b7 чёрная пешка · c7 чёрная пешка · d7 чёрная пешка · f7 чёрная пешка · g7 чёрная пешка · h7 чёрная пешка · d6 белая пешка · g6 чёрный конь · e5 белая пешка · f4 белая пешка · c3 белый конь · a2 белая пешка · b2 белая пешка · c2 белая пешка · g2 белая пешка · h2 белая пешка · a1 белая ладья · c1 белый слон · d1 белый ферзь · e1 белый король · f1 белый слон · h1 белая ладья | a8 чёрная ладья · c8 чёрный слон · d8 чёрный ферзь · e8 чёрный король · f8 чёрный слон · g8 чёрный конь · h8 чёрная ладья · a7 чёрная пешка · b7 чёрная пешка · c7 чёрная пешка · d7 чёрная пешка · f7 чёрная пешка · g7 чёрная пешка · h7 чёрная пешка · d6 белая пешка · g6 чёрный конь · e5 белая пешка · f4 белая пешка · c3 белый конь · a2 белая пешка · b2 белая пешка · c2 белая пешка · g2 белая пешка · h2 белая пешка · a1 белая ладья · c1 белый слон · d1 белый ферзь · e1 белый король · f1 белый слон · h1 белая ладья | a8 чёрная ладья · c8 чёрный слон · d8 чёрный ферзь · e8 чёрный король · f8 чёрный слон · g8 чёрный конь · h8 чёрная ладья · a7 чёрная пешка · b7 чёрная пешка · c7 чёрная пешка · d7 чёрная пешка · f7 чёрная пешка · g7 чёрная пешка · h7 чёрная пешка · d6 белая пешка · g6 чёрный конь · e5 белая пешка · f4 белая пешка · c3 белый конь · a2 белая пешка · b2 белая пешка · c2 белая пешка · g2 белая пешка · h2 белая пешка · a1 белая ладья · c1 белый слон · d1 белый ферзь · e1 белый король · f1 белый слон · h1 белая ладья | a8 чёрная ладья · c8 чёрный слон · d8 чёрный ферзь · e8 чёрный король · f8 чёрный слон · g8 чёрный конь · h8 чёрная ладья · a7 чёрная пешка · b7 чёрная пешка · c7 чёрная пешка · d7 чёрная пешка · f7 чёрная пешка · g7 чёрная пешка · h7 чёрная пешка · d6 белая пешка · g6 чёрный конь · e5 белая пешка · f4 белая пешка · c3 белый конь · a2 белая пешка · b2 белая пешка · c2 белая пешка · g2 белая пешка · h2 белая пешка · a1 белая ладья · c1 белый слон · d1 белый ферзь · e1 белый король · f1 белый слон · h1 белая ладья | a8 чёрная ладья · c8 чёрный слон · d8 чёрный ферзь · e8 чёрный король · f8 чёрный слон · g8 чёрный конь · h8 чёрная ладья · a7 чёрная пешка · b7 чёрная пешка · c7 чёрная пешка · d7 чёрная пешка · f7 чёрная пешка · g7 чёрная пешка · h7 чёрная пешка · d6 белая пешка · g6 чёрный конь · e5 белая пешка · f4 белая пешка · c3 белый конь · a2 белая пешка · b2 белая пешка · c2 белая пешка · g2 белая пешка · h2 белая пешка · a1 белая ладья · c1 белый слон · d1 белый ферзь · e1 белый король · f1 белый слон · h1 белая ладья | a8 чёрная ладья · c8 чёрный слон · d8 чёрный ферзь · e8 чёрный король · f8 чёрный слон · g8 чёрный конь · h8 чёрная ладья · a7 чёрная пешка · b7 чёрная пешка · c7 чёрная пешка · d7 чёрная пешка · f7 чёрная пешка · g7 чёрная пешка · h7 чёрная пешка · d6 белая пешка · g6 чёрный конь · e5 белая пешка · f4 белая пешка · c3 белый конь · a2 белая пешка · b2 белая пешка · c2 белая пешка · g2 белая пешка · h2 белая пешка · a1 белая ладья · c1 белый слон · d1 белый ферзь · e1 белый король · f1 белый слон · h1 белая ладья | 2 |
| 1 | a8 чёрная ладья · c8 чёрный слон · d8 чёрный ферзь · e8 чёрный король · f8 чёрный слон · g8 чёрный конь · h8 чёрная ладья · a7 чёрная пешка · b7 чёрная пешка · c7 чёрная пешка · d7 чёрная пешка · f7 чёрная пешка · g7 чёрная пешка · h7 чёрная пешка · d6 белая пешка · g6 чёрный конь · e5 белая пешка · f4 белая пешка · c3 белый конь · a2 белая пешка · b2 белая пешка · c2 белая пешка · g2 белая пешка · h2 белая пешка · a1 белая ладья · c1 белый слон · d1 белый ферзь · e1 белый король · f1 белый слон · h1 белая ладья | a8 чёрная ладья · c8 чёрный слон · d8 чёрный ферзь · e8 чёрный король · f8 чёрный слон · g8 чёрный конь · h8 чёрная ладья · a7 чёрная пешка · b7 чёрная пешка · c7 чёрная пешка · d7 чёрная пешка · f7 чёрная пешка · g7 чёрная пешка · h7 чёрная пешка · d6 белая пешка · g6 чёрный конь · e5 белая пешка · f4 белая пешка · c3 белый конь · a2 белая пешка · b2 белая пешка · c2 белая пешка · g2 белая пешка · h2 белая пешка · a1 белая ладья · c1 белый слон · d1 белый ферзь · e1 белый король · f1 белый слон · h1 белая ладья | a8 чёрная ладья · c8 чёрный слон · d8 чёрный ферзь · e8 чёрный король · f8 чёрный слон · g8 чёрный конь · h8 чёрная ладья · a7 чёрная пешка · b7 чёрная пешка · c7 чёрная пешка · d7 чёрная пешка · f7 чёрная пешка · g7 чёрная пешка · h7 чёрная пешка · d6 белая пешка · g6 чёрный конь · e5 белая пешка · f4 белая пешка · c3 белый конь · a2 белая пешка · b2 белая пешка · c2 белая пешка · g2 белая пешка · h2 белая пешка · a1 белая ладья · c1 белый слон · d1 белый ферзь · e1 белый король · f1 белый слон · h1 белая ладья | a8 чёрная ладья · c8 чёрный слон · d8 чёрный ферзь · e8 чёрный король · f8 чёрный слон · g8 чёрный конь · h8 чёрная ладья · a7 чёрная пешка · b7 чёрная пешка · c7 чёрная пешка · d7 чёрная пешка · f7 чёрная пешка · g7 чёрная пешка · h7 чёрная пешка · d6 белая пешка · g6 чёрный конь · e5 белая пешка · f4 белая пешка · c3 белый конь · a2 белая пешка · b2 белая пешка · c2 белая пешка · g2 белая пешка · h2 белая пешка · a1 белая ладья · c1 белый слон · d1 белый ферзь · e1 белый король · f1 белый слон · h1 белая ладья | a8 чёрная ладья · c8 чёрный слон · d8 чёрный ферзь · e8 чёрный король · f8 чёрный слон · g8 чёрный конь · h8 чёрная ладья · a7 чёрная пешка · b7 чёрная пешка · c7 чёрная пешка · d7 чёрная пешка · f7 чёрная пешка · g7 чёрная пешка · h7 чёрная пешка · d6 белая пешка · g6 чёрный конь · e5 белая пешка · f4 белая пешка · c3 белый конь · a2 белая пешка · b2 белая пешка · c2 белая пешка · g2 белая пешка · h2 белая пешка · a1 белая ладья · c1 белый слон · d1 белый ферзь · e1 белый король · f1 белый слон · h1 белая ладья | a8 чёрная ладья · c8 чёрный слон · d8 чёрный ферзь · e8 чёрный король · f8 чёрный слон · g8 чёрный конь · h8 чёрная ладья · a7 чёрная пешка · b7 чёрная пешка · c7 чёрная пешка · d7 чёрная пешка · f7 чёрная пешка · g7 чёрная пешка · h7 чёрная пешка · d6 белая пешка · g6 чёрный конь · e5 белая пешка · f4 белая пешка · c3 белый конь · a2 белая пешка · b2 белая пешка · c2 белая пешка · g2 белая пешка · h2 белая пешка · a1 белая ладья · c1 белый слон · d1 белый ферзь · e1 белый король · f1 белый слон · h1 белая ладья | a8 чёрная ладья · c8 чёрный слон · d8 чёрный ферзь · e8 чёрный король · f8 чёрный слон · g8 чёрный конь · h8 чёрная ладья · a7 чёрная пешка · b7 чёрная пешка · c7 чёрная пешка · d7 чёрная пешка · f7 чёрная пешка · g7 чёрная пешка · h7 чёрная пешка · d6 белая пешка · g6 чёрный конь · e5 белая пешка · f4 белая пешка · c3 белый конь · a2 белая пешка · b2 белая пешка · c2 белая пешка · g2 белая пешка · h2 белая пешка · a1 белая ладья · c1 белый слон · d1 белый ферзь · e1 белый король · f1 белый слон · h1 белая ладья | a8 чёрная ладья · c8 чёрный слон · d8 чёрный ферзь · e8 чёрный король · f8 чёрный слон · g8 чёрный конь · h8 чёрная ладья · a7 чёрная пешка · b7 чёрная пешка · c7 чёрная пешка · d7 чёрная пешка · f7 чёрная пешка · g7 чёрная пешка · h7 чёрная пешка · d6 белая пешка · g6 чёрный конь · e5 белая пешка · f4 белая пешка · c3 белый конь · a2 белая пешка · b2 белая пешка · c2 белая пешка · g2 белая пешка · h2 белая пешка · a1 белая ладья · c1 белый слон · d1 белый ферзь · e1 белый король · f1 белый слон · h1 белая ладья | 1 |
|   | a | b | c | d | e | f | g | h |   |

|   | a | b | c | d | e | f | g | h |   |
| - | --- | --- | --- | --- | --- | --- | --- | --- | - |
| 8 | a8 чёрная ладья · c8 чёрный слон · d8 чёрный ферзь · e8 чёрный король · h8 чёрная ладья · a7 чёрная пешка · b7 чёрная пешка · c7 чёрная пешка · d7 чёрная пешка · f7 чёрная пешка · g7 чёрная пешка · h7 чёрная пешка · c6 чёрный конь · f6 чёрный конь · d5 белая пешка · b4 чёрный слон · e4 белая пешка · c3 белый конь · a2 белая пешка · b2 белая пешка · c2 белая пешка · f2 белая пешка · g2 белая пешка · h2 белая пешка · a1 белая ладья · c1 белый слон · d1 белый ферзь · e1 белый король · f1 белый слон · h1 белая ладья | a8 чёрная ладья · c8 чёрный слон · d8 чёрный ферзь · e8 чёрный король · h8 чёрная ладья · a7 чёрная пешка · b7 чёрная пешка · c7 чёрная пешка · d7 чёрная пешка · f7 чёрная пешка · g7 чёрная пешка · h7 чёрная пешка · c6 чёрный конь · f6 чёрный конь · d5 белая пешка · b4 чёрный слон · e4 белая пешка · c3 белый конь · a2 белая пешка · b2 белая пешка · c2 белая пешка · f2 белая пешка · g2 белая пешка · h2 белая пешка · a1 белая ладья · c1 белый слон · d1 белый ферзь · e1 белый король · f1 белый слон · h1 белая ладья | a8 чёрная ладья · c8 чёрный слон · d8 чёрный ферзь · e8 чёрный король · h8 чёрная ладья · a7 чёрная пешка · b7 чёрная пешка · c7 чёрная пешка · d7 чёрная пешка · f7 чёрная пешка · g7 чёрная пешка · h7 чёрная пешка · c6 чёрный конь · f6 чёрный конь · d5 белая пешка · b4 чёрный слон · e4 белая пешка · c3 белый конь · a2 белая пешка · b2 белая пешка · c2 белая пешка · f2 белая пешка · g2 белая пешка · h2 белая пешка · a1 белая ладья · c1 белый слон · d1 белый ферзь · e1 белый король · f1 белый слон · h1 белая ладья | a8 чёрная ладья · c8 чёрный слон · d8 чёрный ферзь · e8 чёрный король · h8 чёрная ладья · a7 чёрная пешка · b7 чёрная пешка · c7 чёрная пешка · d7 чёрная пешка · f7 чёрная пешка · g7 чёрная пешка · h7 чёрная пешка · c6 чёрный конь · f6 чёрный конь · d5 белая пешка · b4 чёрный слон · e4 белая пешка · c3 белый конь · a2 белая пешка · b2 белая пешка · c2 белая пешка · f2 белая пешка · g2 белая пешка · h2 белая пешка · a1 белая ладья · c1 белый слон · d1 белый ферзь · e1 белый король · f1 белый слон · h1 белая ладья | a8 чёрная ладья · c8 чёрный слон · d8 чёрный ферзь · e8 чёрный король · h8 чёрная ладья · a7 чёрная пешка · b7 чёрная пешка · c7 чёрная пешка · d7 чёрная пешка · f7 чёрная пешка · g7 чёрная пешка · h7 чёрная пешка · c6 чёрный конь · f6 чёрный конь · d5 белая пешка · b4 чёрный слон · e4 белая пешка · c3 белый конь · a2 белая пешка · b2 белая пешка · c2 белая пешка · f2 белая пешка · g2 белая пешка · h2 белая пешка · a1 белая ладья · c1 белый слон · d1 белый ферзь · e1 белый король · f1 белый слон · h1 белая ладья | a8 чёрная ладья · c8 чёрный слон · d8 чёрный ферзь · e8 чёрный король · h8 чёрная ладья · a7 чёрная пешка · b7 чёрная пешка · c7 чёрная пешка · d7 чёрная пешка · f7 чёрная пешка · g7 чёрная пешка · h7 чёрная пешка · c6 чёрный конь · f6 чёрный конь · d5 белая пешка · b4 чёрный слон · e4 белая пешка · c3 белый конь · a2 белая пешка · b2 белая пешка · c2 белая пешка · f2 белая пешка · g2 белая пешка · h2 белая пешка · a1 белая ладья · c1 белый слон · d1 белый ферзь · e1 белый король · f1 белый слон · h1 белая ладья | a8 чёрная ладья · c8 чёрный слон · d8 чёрный ферзь · e8 чёрный король · h8 чёрная ладья · a7 чёрная пешка · b7 чёрная пешка · c7 чёрная пешка · d7 чёрная пешка · f7 чёрная пешка · g7 чёрная пешка · h7 чёрная пешка · c6 чёрный конь · f6 чёрный конь · d5 белая пешка · b4 чёрный слон · e4 белая пешка · c3 белый конь · a2 белая пешка · b2 белая пешка · c2 белая пешка · f2 белая пешка · g2 белая пешка · h2 белая пешка · a1 белая ладья · c1 белый слон · d1 белый ферзь · e1 белый король · f1 белый слон · h1 белая ладья | a8 чёрная ладья · c8 чёрный слон · d8 чёрный ферзь · e8 чёрный король · h8 чёрная ладья · a7 чёрная пешка · b7 чёрная пешка · c7 чёрная пешка · d7 чёрная пешка · f7 чёрная пешка · g7 чёрная пешка · h7 чёрная пешка · c6 чёрный конь · f6 чёрный конь · d5 белая пешка · b4 чёрный слон · e4 белая пешка · c3 белый конь · a2 белая пешка · b2 белая пешка · c2 белая пешка · f2 белая пешка · g2 белая пешка · h2 белая пешка · a1 белая ладья · c1 белый слон · d1 белый ферзь · e1 белый король · f1 белый слон · h1 белая ладья | 8 |
| 7 | a8 чёрная ладья · c8 чёрный слон · d8 чёрный ферзь · e8 чёрный король · h8 чёрная ладья · a7 чёрная пешка · b7 чёрная пешка · c7 чёрная пешка · d7 чёрная пешка · f7 чёрная пешка · g7 чёрная пешка · h7 чёрная пешка · c6 чёрный конь · f6 чёрный конь · d5 белая пешка · b4 чёрный слон · e4 белая пешка · c3 белый конь · a2 белая пешка · b2 белая пешка · c2 белая пешка · f2 белая пешка · g2 белая пешка · h2 белая пешка · a1 белая ладья · c1 белый слон · d1 белый ферзь · e1 белый король · f1 белый слон · h1 белая ладья | a8 чёрная ладья · c8 чёрный слон · d8 чёрный ферзь · e8 чёрный король · h8 чёрная ладья · a7 чёрная пешка · b7 чёрная пешка · c7 чёрная пешка · d7 чёрная пешка · f7 чёрная пешка · g7 чёрная пешка · h7 чёрная пешка · c6 чёрный конь · f6 чёрный конь · d5 белая пешка · b4 чёрный слон · e4 белая пешка · c3 белый конь · a2 белая пешка · b2 белая пешка · c2 белая пешка · f2 белая пешка · g2 белая пешка · h2 белая пешка · a1 белая ладья · c1 белый слон · d1 белый ферзь · e1 белый король · f1 белый слон · h1 белая ладья | a8 чёрная ладья · c8 чёрный слон · d8 чёрный ферзь · e8 чёрный король · h8 чёрная ладья · a7 чёрная пешка · b7 чёрная пешка · c7 чёрная пешка · d7 чёрная пешка · f7 чёрная пешка · g7 чёрная пешка · h7 чёрная пешка · c6 чёрный конь · f6 чёрный конь · d5 белая пешка · b4 чёрный слон · e4 белая пешка · c3 белый конь · a2 белая пешка · b2 белая пешка · c2 белая пешка · f2 белая пешка · g2 белая пешка · h2 белая пешка · a1 белая ладья · c1 белый слон · d1 белый ферзь · e1 белый король · f1 белый слон · h1 белая ладья | a8 чёрная ладья · c8 чёрный слон · d8 чёрный ферзь · e8 чёрный король · h8 чёрная ладья · a7 чёрная пешка · b7 чёрная пешка · c7 чёрная пешка · d7 чёрная пешка · f7 чёрная пешка · g7 чёрная пешка · h7 чёрная пешка · c6 чёрный конь · f6 чёрный конь · d5 белая пешка · b4 чёрный слон · e4 белая пешка · c3 белый конь · a2 белая пешка · b2 белая пешка · c2 белая пешка · f2 белая пешка · g2 белая пешка · h2 белая пешка · a1 белая ладья · c1 белый слон · d1 белый ферзь · e1 белый король · f1 белый слон · h1 белая ладья | a8 чёрная ладья · c8 чёрный слон · d8 чёрный ферзь · e8 чёрный король · h8 чёрная ладья · a7 чёрная пешка · b7 чёрная пешка · c7 чёрная пешка · d7 чёрная пешка · f7 чёрная пешка · g7 чёрная пешка · h7 чёрная пешка · c6 чёрный конь · f6 чёрный конь · d5 белая пешка · b4 чёрный слон · e4 белая пешка · c3 белый конь · a2 белая пешка · b2 белая пешка · c2 белая пешка · f2 белая пешка · g2 белая пешка · h2 белая пешка · a1 белая ладья · c1 белый слон · d1 белый ферзь · e1 белый король · f1 белый слон · h1 белая ладья | a8 чёрная ладья · c8 чёрный слон · d8 чёрный ферзь · e8 чёрный король · h8 чёрная ладья · a7 чёрная пешка · b7 чёрная пешка · c7 чёрная пешка · d7 чёрная пешка · f7 чёрная пешка · g7 чёрная пешка · h7 чёрная пешка · c6 чёрный конь · f6 чёрный конь · d5 белая пешка · b4 чёрный слон · e4 белая пешка · c3 белый конь · a2 белая пешка · b2 белая пешка · c2 белая пешка · f2 белая пешка · g2 белая пешка · h2 белая пешка · a1 белая ладья · c1 белый слон · d1 белый ферзь · e1 белый король · f1 белый слон · h1 белая ладья | a8 чёрная ладья · c8 чёрный слон · d8 чёрный ферзь · e8 чёрный король · h8 чёрная ладья · a7 чёрная пешка · b7 чёрная пешка · c7 чёрная пешка · d7 чёрная пешка · f7 чёрная пешка · g7 чёрная пешка · h7 чёрная пешка · c6 чёрный конь · f6 чёрный конь · d5 белая пешка · b4 чёрный слон · e4 белая пешка · c3 белый конь · a2 белая пешка · b2 белая пешка · c2 белая пешка · f2 белая пешка · g2 белая пешка · h2 белая пешка · a1 белая ладья · c1 белый слон · d1 белый ферзь · e1 белый король · f1 белый слон · h1 белая ладья | a8 чёрная ладья · c8 чёрный слон · d8 чёрный ферзь · e8 чёрный король · h8 чёрная ладья · a7 чёрная пешка · b7 чёрная пешка · c7 чёрная пешка · d7 чёрная пешка · f7 чёрная пешка · g7 чёрная пешка · h7 чёрная пешка · c6 чёрный конь · f6 чёрный конь · d5 белая пешка · b4 чёрный слон · e4 белая пешка · c3 белый конь · a2 белая пешка · b2 белая пешка · c2 белая пешка · f2 белая пешка · g2 белая пешка · h2 белая пешка · a1 белая ладья · c1 белый слон · d1 белый ферзь · e1 белый король · f1 белый слон · h1 белая ладья | 7 |
| 6 | a8 чёрная ладья · c8 чёрный слон · d8 чёрный ферзь · e8 чёрный король · h8 чёрная ладья · a7 чёрная пешка · b7 чёрная пешка · c7 чёрная пешка · d7 чёрная пешка · f7 чёрная пешка · g7 чёрная пешка · h7 чёрная пешка · c6 чёрный конь · f6 чёрный конь · d5 белая пешка · b4 чёрный слон · e4 белая пешка · c3 белый конь · a2 белая пешка · b2 белая пешка · c2 белая пешка · f2 белая пешка · g2 белая пешка · h2 белая пешка · a1 белая ладья · c1 белый слон · d1 белый ферзь · e1 белый король · f1 белый слон · h1 белая ладья | a8 чёрная ладья · c8 чёрный слон · d8 чёрный ферзь · e8 чёрный король · h8 чёрная ладья · a7 чёрная пешка · b7 чёрная пешка · c7 чёрная пешка · d7 чёрная пешка · f7 чёрная пешка · g7 чёрная пешка · h7 чёрная пешка · c6 чёрный конь · f6 чёрный конь · d5 белая пешка · b4 чёрный слон · e4 белая пешка · c3 белый конь · a2 белая пешка · b2 белая пешка · c2 белая пешка · f2 белая пешка · g2 белая пешка · h2 белая пешка · a1 белая ладья · c1 белый слон · d1 белый ферзь · e1 белый король · f1 белый слон · h1 белая ладья | a8 чёрная ладья · c8 чёрный слон · d8 чёрный ферзь · e8 чёрный король · h8 чёрная ладья · a7 чёрная пешка · b7 чёрная пешка · c7 чёрная пешка · d7 чёрная пешка · f7 чёрная пешка · g7 чёрная пешка · h7 чёрная пешка · c6 чёрный конь · f6 чёрный конь · d5 белая пешка · b4 чёрный слон · e4 белая пешка · c3 белый конь · a2 белая пешка · b2 белая пешка · c2 белая пешка · f2 белая пешка · g2 белая пешка · h2 белая пешка · a1 белая ладья · c1 белый слон · d1 белый ферзь · e1 белый король · f1 белый слон · h1 белая ладья | a8 чёрная ладья · c8 чёрный слон · d8 чёрный ферзь · e8 чёрный король · h8 чёрная ладья · a7 чёрная пешка · b7 чёрная пешка · c7 чёрная пешка · d7 чёрная пешка · f7 чёрная пешка · g7 чёрная пешка · h7 чёрная пешка · c6 чёрный конь · f6 чёрный конь · d5 белая пешка · b4 чёрный слон · e4 белая пешка · c3 белый конь · a2 белая пешка · b2 белая пешка · c2 белая пешка · f2 белая пешка · g2 белая пешка · h2 белая пешка · a1 белая ладья · c1 белый слон · d1 белый ферзь · e1 белый король · f1 белый слон · h1 белая ладья | a8 чёрная ладья · c8 чёрный слон · d8 чёрный ферзь · e8 чёрный король · h8 чёрная ладья · a7 чёрная пешка · b7 чёрная пешка · c7 чёрная пешка · d7 чёрная пешка · f7 чёрная пешка · g7 чёрная пешка · h7 чёрная пешка · c6 чёрный конь · f6 чёрный конь · d5 белая пешка · b4 чёрный слон · e4 белая пешка · c3 белый конь · a2 белая пешка · b2 белая пешка · c2 белая пешка · f2 белая пешка · g2 белая пешка · h2 белая пешка · a1 белая ладья · c1 белый слон · d1 белый ферзь · e1 белый король · f1 белый слон · h1 белая ладья | a8 чёрная ладья · c8 чёрный слон · d8 чёрный ферзь · e8 чёрный король · h8 чёрная ладья · a7 чёрная пешка · b7 чёрная пешка · c7 чёрная пешка · d7 чёрная пешка · f7 чёрная пешка · g7 чёрная пешка · h7 чёрная пешка · c6 чёрный конь · f6 чёрный конь · d5 белая пешка · b4 чёрный слон · e4 белая пешка · c3 белый конь · a2 белая пешка · b2 белая пешка · c2 белая пешка · f2 белая пешка · g2 белая пешка · h2 белая пешка · a1 белая ладья · c1 белый слон · d1 белый ферзь · e1 белый король · f1 белый слон · h1 белая ладья | a8 чёрная ладья · c8 чёрный слон · d8 чёрный ферзь · e8 чёрный король · h8 чёрная ладья · a7 чёрная пешка · b7 чёрная пешка · c7 чёрная пешка · d7 чёрная пешка · f7 чёрная пешка · g7 чёрная пешка · h7 чёрная пешка · c6 чёрный конь · f6 чёрный конь · d5 белая пешка · b4 чёрный слон · e4 белая пешка · c3 белый конь · a2 белая пешка · b2 белая пешка · c2 белая пешка · f2 белая пешка · g2 белая пешка · h2 белая пешка · a1 белая ладья · c1 белый слон · d1 белый ферзь · e1 белый король · f1 белый слон · h1 белая ладья | a8 чёрная ладья · c8 чёрный слон · d8 чёрный ферзь · e8 чёрный король · h8 чёрная ладья · a7 чёрная пешка · b7 чёрная пешка · c7 чёрная пешка · d7 чёрная пешка · f7 чёрная пешка · g7 чёрная пешка · h7 чёрная пешка · c6 чёрный конь · f6 чёрный конь · d5 белая пешка · b4 чёрный слон · e4 белая пешка · c3 белый конь · a2 белая пешка · b2 белая пешка · c2 белая пешка · f2 белая пешка · g2 белая пешка · h2 белая пешка · a1 белая ладья · c1 белый слон · d1 белый ферзь · e1 белый король · f1 белый слон · h1 белая ладья | 6 |
| 5 | a8 чёрная ладья · c8 чёрный слон · d8 чёрный ферзь · e8 чёрный король · h8 чёрная ладья · a7 чёрная пешка · b7 чёрная пешка · c7 чёрная пешка · d7 чёрная пешка · f7 чёрная пешка · g7 чёрная пешка · h7 чёрная пешка · c6 чёрный конь · f6 чёрный конь · d5 белая пешка · b4 чёрный слон · e4 белая пешка · c3 белый конь · a2 белая пешка · b2 белая пешка · c2 белая пешка · f2 белая пешка · g2 белая пешка · h2 белая пешка · a1 белая ладья · c1 белый слон · d1 белый ферзь · e1 белый король · f1 белый слон · h1 белая ладья | a8 чёрная ладья · c8 чёрный слон · d8 чёрный ферзь · e8 чёрный король · h8 чёрная ладья · a7 чёрная пешка · b7 чёрная пешка · c7 чёрная пешка · d7 чёрная пешка · f7 чёрная пешка · g7 чёрная пешка · h7 чёрная пешка · c6 чёрный конь · f6 чёрный конь · d5 белая пешка · b4 чёрный слон · e4 белая пешка · c3 белый конь · a2 белая пешка · b2 белая пешка · c2 белая пешка · f2 белая пешка · g2 белая пешка · h2 белая пешка · a1 белая ладья · c1 белый слон · d1 белый ферзь · e1 белый король · f1 белый слон · h1 белая ладья | a8 чёрная ладья · c8 чёрный слон · d8 чёрный ферзь · e8 чёрный король · h8 чёрная ладья · a7 чёрная пешка · b7 чёрная пешка · c7 чёрная пешка · d7 чёрная пешка · f7 чёрная пешка · g7 чёрная пешка · h7 чёрная пешка · c6 чёрный конь · f6 чёрный конь · d5 белая пешка · b4 чёрный слон · e4 белая пешка · c3 белый конь · a2 белая пешка · b2 белая пешка · c2 белая пешка · f2 белая пешка · g2 белая пешка · h2 белая пешка · a1 белая ладья · c1 белый слон · d1 белый ферзь · e1 белый король · f1 белый слон · h1 белая ладья | a8 чёрная ладья · c8 чёрный слон · d8 чёрный ферзь · e8 чёрный король · h8 чёрная ладья · a7 чёрная пешка · b7 чёрная пешка · c7 чёрная пешка · d7 чёрная пешка · f7 чёрная пешка · g7 чёрная пешка · h7 чёрная пешка · c6 чёрный конь · f6 чёрный конь · d5 белая пешка · b4 чёрный слон · e4 белая пешка · c3 белый конь · a2 белая пешка · b2 белая пешка · c2 белая пешка · f2 белая пешка · g2 белая пешка · h2 белая пешка · a1 белая ладья · c1 белый слон · d1 белый ферзь · e1 белый король · f1 белый слон · h1 белая ладья | a8 чёрная ладья · c8 чёрный слон · d8 чёрный ферзь · e8 чёрный король · h8 чёрная ладья · a7 чёрная пешка · b7 чёрная пешка · c7 чёрная пешка · d7 чёрная пешка · f7 чёрная пешка · g7 чёрная пешка · h7 чёрная пешка · c6 чёрный конь · f6 чёрный конь · d5 белая пешка · b4 чёрный слон · e4 белая пешка · c3 белый конь · a2 белая пешка · b2 белая пешка · c2 белая пешка · f2 белая пешка · g2 белая пешка · h2 белая пешка · a1 белая ладья · c1 белый слон · d1 белый ферзь · e1 белый король · f1 белый слон · h1 белая ладья | a8 чёрная ладья · c8 чёрный слон · d8 чёрный ферзь · e8 чёрный король · h8 чёрная ладья · a7 чёрная пешка · b7 чёрная пешка · c7 чёрная пешка · d7 чёрная пешка · f7 чёрная пешка · g7 чёрная пешка · h7 чёрная пешка · c6 чёрный конь · f6 чёрный конь · d5 белая пешка · b4 чёрный слон · e4 белая пешка · c3 белый конь · a2 белая пешка · b2 белая пешка · c2 белая пешка · f2 белая пешка · g2 белая пешка · h2 белая пешка · a1 белая ладья · c1 белый слон · d1 белый ферзь · e1 белый король · f1 белый слон · h1 белая ладья | a8 чёрная ладья · c8 чёрный слон · d8 чёрный ферзь · e8 чёрный король · h8 чёрная ладья · a7 чёрная пешка · b7 чёрная пешка · c7 чёрная пешка · d7 чёрная пешка · f7 чёрная пешка · g7 чёрная пешка · h7 чёрная пешка · c6 чёрный конь · f6 чёрный конь · d5 белая пешка · b4 чёрный слон · e4 белая пешка · c3 белый конь · a2 белая пешка · b2 белая пешка · c2 белая пешка · f2 белая пешка · g2 белая пешка · h2 белая пешка · a1 белая ладья · c1 белый слон · d1 белый ферзь · e1 белый король · f1 белый слон · h1 белая ладья | a8 чёрная ладья · c8 чёрный слон · d8 чёрный ферзь · e8 чёрный король · h8 чёрная ладья · a7 чёрная пешка · b7 чёрная пешка · c7 чёрная пешка · d7 чёрная пешка · f7 чёрная пешка · g7 чёрная пешка · h7 чёрная пешка · c6 чёрный конь · f6 чёрный конь · d5 белая пешка · b4 чёрный слон · e4 белая пешка · c3 белый конь · a2 белая пешка · b2 белая пешка · c2 белая пешка · f2 белая пешка · g2 белая пешка · h2 белая пешка · a1 белая ладья · c1 белый слон · d1 белый ферзь · e1 белый король · f1 белый слон · h1 белая ладья | 5 |
| 4 | a8 чёрная ладья · c8 чёрный слон · d8 чёрный ферзь · e8 чёрный король · h8 чёрная ладья · a7 чёрная пешка · b7 чёрная пешка · c7 чёрная пешка · d7 чёрная пешка · f7 чёрная пешка · g7 чёрная пешка · h7 чёрная пешка · c6 чёрный конь · f6 чёрный конь · d5 белая пешка · b4 чёрный слон · e4 белая пешка · c3 белый конь · a2 белая пешка · b2 белая пешка · c2 белая пешка · f2 белая пешка · g2 белая пешка · h2 белая пешка · a1 белая ладья · c1 белый слон · d1 белый ферзь · e1 белый король · f1 белый слон · h1 белая ладья | a8 чёрная ладья · c8 чёрный слон · d8 чёрный ферзь · e8 чёрный король · h8 чёрная ладья · a7 чёрная пешка · b7 чёрная пешка · c7 чёрная пешка · d7 чёрная пешка · f7 чёрная пешка · g7 чёрная пешка · h7 чёрная пешка · c6 чёрный конь · f6 чёрный конь · d5 белая пешка · b4 чёрный слон · e4 белая пешка · c3 белый конь · a2 белая пешка · b2 белая пешка · c2 белая пешка · f2 белая пешка · g2 белая пешка · h2 белая пешка · a1 белая ладья · c1 белый слон · d1 белый ферзь · e1 белый король · f1 белый слон · h1 белая ладья | a8 чёрная ладья · c8 чёрный слон · d8 чёрный ферзь · e8 чёрный король · h8 чёрная ладья · a7 чёрная пешка · b7 чёрная пешка · c7 чёрная пешка · d7 чёрная пешка · f7 чёрная пешка · g7 чёрная пешка · h7 чёрная пешка · c6 чёрный конь · f6 чёрный конь · d5 белая пешка · b4 чёрный слон · e4 белая пешка · c3 белый конь · a2 белая пешка · b2 белая пешка · c2 белая пешка · f2 белая пешка · g2 белая пешка · h2 белая пешка · a1 белая ладья · c1 белый слон · d1 белый ферзь · e1 белый король · f1 белый слон · h1 белая ладья | a8 чёрная ладья · c8 чёрный слон · d8 чёрный ферзь · e8 чёрный король · h8 чёрная ладья · a7 чёрная пешка · b7 чёрная пешка · c7 чёрная пешка · d7 чёрная пешка · f7 чёрная пешка · g7 чёрная пешка · h7 чёрная пешка · c6 чёрный конь · f6 чёрный конь · d5 белая пешка · b4 чёрный слон · e4 белая пешка · c3 белый конь · a2 белая пешка · b2 белая пешка · c2 белая пешка · f2 белая пешка · g2 белая пешка · h2 белая пешка · a1 белая ладья · c1 белый слон · d1 белый ферзь · e1 белый король · f1 белый слон · h1 белая ладья | a8 чёрная ладья · c8 чёрный слон · d8 чёрный ферзь · e8 чёрный король · h8 чёрная ладья · a7 чёрная пешка · b7 чёрная пешка · c7 чёрная пешка · d7 чёрная пешка · f7 чёрная пешка · g7 чёрная пешка · h7 чёрная пешка · c6 чёрный конь · f6 чёрный конь · d5 белая пешка · b4 чёрный слон · e4 белая пешка · c3 белый конь · a2 белая пешка · b2 белая пешка · c2 белая пешка · f2 белая пешка · g2 белая пешка · h2 белая пешка · a1 белая ладья · c1 белый слон · d1 белый ферзь · e1 белый король · f1 белый слон · h1 белая ладья | a8 чёрная ладья · c8 чёрный слон · d8 чёрный ферзь · e8 чёрный король · h8 чёрная ладья · a7 чёрная пешка · b7 чёрная пешка · c7 чёрная пешка · d7 чёрная пешка · f7 чёрная пешка · g7 чёрная пешка · h7 чёрная пешка · c6 чёрный конь · f6 чёрный конь · d5 белая пешка · b4 чёрный слон · e4 белая пешка · c3 белый конь · a2 белая пешка · b2 белая пешка · c2 белая пешка · f2 белая пешка · g2 белая пешка · h2 белая пешка · a1 белая ладья · c1 белый слон · d1 белый ферзь · e1 белый король · f1 белый слон · h1 белая ладья | a8 чёрная ладья · c8 чёрный слон · d8 чёрный ферзь · e8 чёрный король · h8 чёрная ладья · a7 чёрная пешка · b7 чёрная пешка · c7 чёрная пешка · d7 чёрная пешка · f7 чёрная пешка · g7 чёрная пешка · h7 чёрная пешка · c6 чёрный конь · f6 чёрный конь · d5 белая пешка · b4 чёрный слон · e4 белая пешка · c3 белый конь · a2 белая пешка · b2 белая пешка · c2 белая пешка · f2 белая пешка · g2 белая пешка · h2 белая пешка · a1 белая ладья · c1 белый слон · d1 белый ферзь · e1 белый король · f1 белый слон · h1 белая ладья | a8 чёрная ладья · c8 чёрный слон · d8 чёрный ферзь · e8 чёрный король · h8 чёрная ладья · a7 чёрная пешка · b7 чёрная пешка · c7 чёрная пешка · d7 чёрная пешка · f7 чёрная пешка · g7 чёрная пешка · h7 чёрная пешка · c6 чёрный конь · f6 чёрный конь · d5 белая пешка · b4 чёрный слон · e4 белая пешка · c3 белый конь · a2 белая пешка · b2 белая пешка · c2 белая пешка · f2 белая пешка · g2 белая пешка · h2 белая пешка · a1 белая ладья · c1 белый слон · d1 белый ферзь · e1 белый король · f1 белый слон · h1 белая ладья | 4 |
| 3 | a8 чёрная ладья · c8 чёрный слон · d8 чёрный ферзь · e8 чёрный король · h8 чёрная ладья · a7 чёрная пешка · b7 чёрная пешка · c7 чёрная пешка · d7 чёрная пешка · f7 чёрная пешка · g7 чёрная пешка · h7 чёрная пешка · c6 чёрный конь · f6 чёрный конь · d5 белая пешка · b4 чёрный слон · e4 белая пешка · c3 белый конь · a2 белая пешка · b2 белая пешка · c2 белая пешка · f2 белая пешка · g2 белая пешка · h2 белая пешка · a1 белая ладья · c1 белый слон · d1 белый ферзь · e1 белый король · f1 белый слон · h1 белая ладья | a8 чёрная ладья · c8 чёрный слон · d8 чёрный ферзь · e8 чёрный король · h8 чёрная ладья · a7 чёрная пешка · b7 чёрная пешка · c7 чёрная пешка · d7 чёрная пешка · f7 чёрная пешка · g7 чёрная пешка · h7 чёрная пешка · c6 чёрный конь · f6 чёрный конь · d5 белая пешка · b4 чёрный слон · e4 белая пешка · c3 белый конь · a2 белая пешка · b2 белая пешка · c2 белая пешка · f2 белая пешка · g2 белая пешка · h2 белая пешка · a1 белая ладья · c1 белый слон · d1 белый ферзь · e1 белый король · f1 белый слон · h1 белая ладья | a8 чёрная ладья · c8 чёрный слон · d8 чёрный ферзь · e8 чёрный король · h8 чёрная ладья · a7 чёрная пешка · b7 чёрная пешка · c7 чёрная пешка · d7 чёрная пешка · f7 чёрная пешка · g7 чёрная пешка · h7 чёрная пешка · c6 чёрный конь · f6 чёрный конь · d5 белая пешка · b4 чёрный слон · e4 белая пешка · c3 белый конь · a2 белая пешка · b2 белая пешка · c2 белая пешка · f2 белая пешка · g2 белая пешка · h2 белая пешка · a1 белая ладья · c1 белый слон · d1 белый ферзь · e1 белый король · f1 белый слон · h1 белая ладья | a8 чёрная ладья · c8 чёрный слон · d8 чёрный ферзь · e8 чёрный король · h8 чёрная ладья · a7 чёрная пешка · b7 чёрная пешка · c7 чёрная пешка · d7 чёрная пешка · f7 чёрная пешка · g7 чёрная пешка · h7 чёрная пешка · c6 чёрный конь · f6 чёрный конь · d5 белая пешка · b4 чёрный слон · e4 белая пешка · c3 белый конь · a2 белая пешка · b2 белая пешка · c2 белая пешка · f2 белая пешка · g2 белая пешка · h2 белая пешка · a1 белая ладья · c1 белый слон · d1 белый ферзь · e1 белый король · f1 белый слон · h1 белая ладья | a8 чёрная ладья · c8 чёрный слон · d8 чёрный ферзь · e8 чёрный король · h8 чёрная ладья · a7 чёрная пешка · b7 чёрная пешка · c7 чёрная пешка · d7 чёрная пешка · f7 чёрная пешка · g7 чёрная пешка · h7 чёрная пешка · c6 чёрный конь · f6 чёрный конь · d5 белая пешка · b4 чёрный слон · e4 белая пешка · c3 белый конь · a2 белая пешка · b2 белая пешка · c2 белая пешка · f2 белая пешка · g2 белая пешка · h2 белая пешка · a1 белая ладья · c1 белый слон · d1 белый ферзь · e1 белый король · f1 белый слон · h1 белая ладья | a8 чёрная ладья · c8 чёрный слон · d8 чёрный ферзь · e8 чёрный король · h8 чёрная ладья · a7 чёрная пешка · b7 чёрная пешка · c7 чёрная пешка · d7 чёрная пешка · f7 чёрная пешка · g7 чёрная пешка · h7 чёрная пешка · c6 чёрный конь · f6 чёрный конь · d5 белая пешка · b4 чёрный слон · e4 белая пешка · c3 белый конь · a2 белая пешка · b2 белая пешка · c2 белая пешка · f2 белая пешка · g2 белая пешка · h2 белая пешка · a1 белая ладья · c1 белый слон · d1 белый ферзь · e1 белый король · f1 белый слон · h1 белая ладья | a8 чёрная ладья · c8 чёрный слон · d8 чёрный ферзь · e8 чёрный король · h8 чёрная ладья · a7 чёрная пешка · b7 чёрная пешка · c7 чёрная пешка · d7 чёрная пешка · f7 чёрная пешка · g7 чёрная пешка · h7 чёрная пешка · c6 чёрный конь · f6 чёрный конь · d5 белая пешка · b4 чёрный слон · e4 белая пешка · c3 белый конь · a2 белая пешка · b2 белая пешка · c2 белая пешка · f2 белая пешка · g2 белая пешка · h2 белая пешка · a1 белая ладья · c1 белый слон · d1 белый ферзь · e1 белый король · f1 белый слон · h1 белая ладья | a8 чёрная ладья · c8 чёрный слон · d8 чёрный ферзь · e8 чёрный король · h8 чёрная ладья · a7 чёрная пешка · b7 чёрная пешка · c7 чёрная пешка · d7 чёрная пешка · f7 чёрная пешка · g7 чёрная пешка · h7 чёрная пешка · c6 чёрный конь · f6 чёрный конь · d5 белая пешка · b4 чёрный слон · e4 белая пешка · c3 белый конь · a2 белая пешка · b2 белая пешка · c2 белая пешка · f2 белая пешка · g2 белая пешка · h2 белая пешка · a1 белая ладья · c1 белый слон · d1 белый ферзь · e1 белый король · f1 белый слон · h1 белая ладья | 3 |
| 2 | a8 чёрная ладья · c8 чёрный слон · d8 чёрный ферзь · e8 чёрный король · h8 чёрная ладья · a7 чёрная пешка · b7 чёрная пешка · c7 чёрная пешка · d7 чёрная пешка · f7 чёрная пешка · g7 чёрная пешка · h7 чёрная пешка · c6 чёрный конь · f6 чёрный конь · d5 белая пешка · b4 чёрный слон · e4 белая пешка · c3 белый конь · a2 белая пешка · b2 белая пешка · c2 белая пешка · f2 белая пешка · g2 белая пешка · h2 белая пешка · a1 белая ладья · c1 белый слон · d1 белый ферзь · e1 белый король · f1 белый слон · h1 белая ладья | a8 чёрная ладья · c8 чёрный слон · d8 чёрный ферзь · e8 чёрный король · h8 чёрная ладья · a7 чёрная пешка · b7 чёрная пешка · c7 чёрная пешка · d7 чёрная пешка · f7 чёрная пешка · g7 чёрная пешка · h7 чёрная пешка · c6 чёрный конь · f6 чёрный конь · d5 белая пешка · b4 чёрный слон · e4 белая пешка · c3 белый конь · a2 белая пешка · b2 белая пешка · c2 белая пешка · f2 белая пешка · g2 белая пешка · h2 белая пешка · a1 белая ладья · c1 белый слон · d1 белый ферзь · e1 белый король · f1 белый слон · h1 белая ладья | a8 чёрная ладья · c8 чёрный слон · d8 чёрный ферзь · e8 чёрный король · h8 чёрная ладья · a7 чёрная пешка · b7 чёрная пешка · c7 чёрная пешка · d7 чёрная пешка · f7 чёрная пешка · g7 чёрная пешка · h7 чёрная пешка · c6 чёрный конь · f6 чёрный конь · d5 белая пешка · b4 чёрный слон · e4 белая пешка · c3 белый конь · a2 белая пешка · b2 белая пешка · c2 белая пешка · f2 белая пешка · g2 белая пешка · h2 белая пешка · a1 белая ладья · c1 белый слон · d1 белый ферзь · e1 белый король · f1 белый слон · h1 белая ладья | a8 чёрная ладья · c8 чёрный слон · d8 чёрный ферзь · e8 чёрный король · h8 чёрная ладья · a7 чёрная пешка · b7 чёрная пешка · c7 чёрная пешка · d7 чёрная пешка · f7 чёрная пешка · g7 чёрная пешка · h7 чёрная пешка · c6 чёрный конь · f6 чёрный конь · d5 белая пешка · b4 чёрный слон · e4 белая пешка · c3 белый конь · a2 белая пешка · b2 белая пешка · c2 белая пешка · f2 белая пешка · g2 белая пешка · h2 белая пешка · a1 белая ладья · c1 белый слон · d1 белый ферзь · e1 белый король · f1 белый слон · h1 белая ладья | a8 чёрная ладья · c8 чёрный слон · d8 чёрный ферзь · e8 чёрный король · h8 чёрная ладья · a7 чёрная пешка · b7 чёрная пешка · c7 чёрная пешка · d7 чёрная пешка · f7 чёрная пешка · g7 чёрная пешка · h7 чёрная пешка · c6 чёрный конь · f6 чёрный конь · d5 белая пешка · b4 чёрный слон · e4 белая пешка · c3 белый конь · a2 белая пешка · b2 белая пешка · c2 белая пешка · f2 белая пешка · g2 белая пешка · h2 белая пешка · a1 белая ладья · c1 белый слон · d1 белый ферзь · e1 белый король · f1 белый слон · h1 белая ладья | a8 чёрная ладья · c8 чёрный слон · d8 чёрный ферзь · e8 чёрный король · h8 чёрная ладья · a7 чёрная пешка · b7 чёрная пешка · c7 чёрная пешка · d7 чёрная пешка · f7 чёрная пешка · g7 чёрная пешка · h7 чёрная пешка · c6 чёрный конь · f6 чёрный конь · d5 белая пешка · b4 чёрный слон · e4 белая пешка · c3 белый конь · a2 белая пешка · b2 белая пешка · c2 белая пешка · f2 белая пешка · g2 белая пешка · h2 белая пешка · a1 белая ладья · c1 белый слон · d1 белый ферзь · e1 белый король · f1 белый слон · h1 белая ладья | a8 чёрная ладья · c8 чёрный слон · d8 чёрный ферзь · e8 чёрный король · h8 чёрная ладья · a7 чёрная пешка · b7 чёрная пешка · c7 чёрная пешка · d7 чёрная пешка · f7 чёрная пешка · g7 чёрная пешка · h7 чёрная пешка · c6 чёрный конь · f6 чёрный конь · d5 белая пешка · b4 чёрный слон · e4 белая пешка · c3 белый конь · a2 белая пешка · b2 белая пешка · c2 белая пешка · f2 белая пешка · g2 белая пешка · h2 белая пешка · a1 белая ладья · c1 белый слон · d1 белый ферзь · e1 белый король · f1 белый слон · h1 белая ладья | a8 чёрная ладья · c8 чёрный слон · d8 чёрный ферзь · e8 чёрный король · h8 чёрная ладья · a7 чёрная пешка · b7 чёрная пешка · c7 чёрная пешка · d7 чёрная пешка · f7 чёрная пешка · g7 чёрная пешка · h7 чёрная пешка · c6 чёрный конь · f6 чёрный конь · d5 белая пешка · b4 чёрный слон · e4 белая пешка · c3 белый конь · a2 белая пешка · b2 белая пешка · c2 белая пешка · f2 белая пешка · g2 белая пешка · h2 белая пешка · a1 белая ладья · c1 белый слон · d1 белый ферзь · e1 белый король · f1 белый слон · h1 белая ладья | 2 |
| 1 | a8 чёрная ладья · c8 чёрный слон · d8 чёрный ферзь · e8 чёрный король · h8 чёрная ладья · a7 чёрная пешка · b7 чёрная пешка · c7 чёрная пешка · d7 чёрная пешка · f7 чёрная пешка · g7 чёрная пешка · h7 чёрная пешка · c6 чёрный конь · f6 чёрный конь · d5 белая пешка · b4 чёрный слон · e4 белая пешка · c3 белый конь · a2 белая пешка · b2 белая пешка · c2 белая пешка · f2 белая пешка · g2 белая пешка · h2 белая пешка · a1 белая ладья · c1 белый слон · d1 белый ферзь · e1 белый король · f1 белый слон · h1 белая ладья | a8 чёрная ладья · c8 чёрный слон · d8 чёрный ферзь · e8 чёрный король · h8 чёрная ладья · a7 чёрная пешка · b7 чёрная пешка · c7 чёрная пешка · d7 чёрная пешка · f7 чёрная пешка · g7 чёрная пешка · h7 чёрная пешка · c6 чёрный конь · f6 чёрный конь · d5 белая пешка · b4 чёрный слон · e4 белая пешка · c3 белый конь · a2 белая пешка · b2 белая пешка · c2 белая пешка · f2 белая пешка · g2 белая пешка · h2 белая пешка · a1 белая ладья · c1 белый слон · d1 белый ферзь · e1 белый король · f1 белый слон · h1 белая ладья | a8 чёрная ладья · c8 чёрный слон · d8 чёрный ферзь · e8 чёрный король · h8 чёрная ладья · a7 чёрная пешка · b7 чёрная пешка · c7 чёрная пешка · d7 чёрная пешка · f7 чёрная пешка · g7 чёрная пешка · h7 чёрная пешка · c6 чёрный конь · f6 чёрный конь · d5 белая пешка · b4 чёрный слон · e4 белая пешка · c3 белый конь · a2 белая пешка · b2 белая пешка · c2 белая пешка · f2 белая пешка · g2 белая пешка · h2 белая пешка · a1 белая ладья · c1 белый слон · d1 белый ферзь · e1 белый король · f1 белый слон · h1 белая ладья | a8 чёрная ладья · c8 чёрный слон · d8 чёрный ферзь · e8 чёрный король · h8 чёрная ладья · a7 чёрная пешка · b7 чёрная пешка · c7 чёрная пешка · d7 чёрная пешка · f7 чёрная пешка · g7 чёрная пешка · h7 чёрная пешка · c6 чёрный конь · f6 чёрный конь · d5 белая пешка · b4 чёрный слон · e4 белая пешка · c3 белый конь · a2 белая пешка · b2 белая пешка · c2 белая пешка · f2 белая пешка · g2 белая пешка · h2 белая пешка · a1 белая ладья · c1 белый слон · d1 белый ферзь · e1 белый король · f1 белый слон · h1 белая ладья | a8 чёрная ладья · c8 чёрный слон · d8 чёрный ферзь · e8 чёрный король · h8 чёрная ладья · a7 чёрная пешка · b7 чёрная пешка · c7 чёрная пешка · d7 чёрная пешка · f7 чёрная пешка · g7 чёрная пешка · h7 чёрная пешка · c6 чёрный конь · f6 чёрный конь · d5 белая пешка · b4 чёрный слон · e4 белая пешка · c3 белый конь · a2 белая пешка · b2 белая пешка · c2 белая пешка · f2 белая пешка · g2 белая пешка · h2 белая пешка · a1 белая ладья · c1 белый слон · d1 белый ферзь · e1 белый король · f1 белый слон · h1 белая ладья | a8 чёрная ладья · c8 чёрный слон · d8 чёрный ферзь · e8 чёрный король · h8 чёрная ладья · a7 чёрная пешка · b7 чёрная пешка · c7 чёрная пешка · d7 чёрная пешка · f7 чёрная пешка · g7 чёрная пешка · h7 чёрная пешка · c6 чёрный конь · f6 чёрный конь · d5 белая пешка · b4 чёрный слон · e4 белая пешка · c3 белый конь · a2 белая пешка · b2 белая пешка · c2 белая пешка · f2 белая пешка · g2 белая пешка · h2 белая пешка · a1 белая ладья · c1 белый слон · d1 белый ферзь · e1 белый король · f1 белый слон · h1 белая ладья | a8 чёрная ладья · c8 чёрный слон · d8 чёрный ферзь · e8 чёрный король · h8 чёрная ладья · a7 чёрная пешка · b7 чёрная пешка · c7 чёрная пешка · d7 чёрная пешка · f7 чёрная пешка · g7 чёрная пешка · h7 чёрная пешка · c6 чёрный конь · f6 чёрный конь · d5 белая пешка · b4 чёрный слон · e4 белая пешка · c3 белый конь · a2 белая пешка · b2 белая пешка · c2 белая пешка · f2 белая пешка · g2 белая пешка · h2 белая пешка · a1 белая ладья · c1 белый слон · d1 белый ферзь · e1 белый король · f1 белый слон · h1 белая ладья | a8 чёрная ладья · c8 чёрный слон · d8 чёрный ферзь · e8 чёрный король · h8 чёрная ладья · a7 чёрная пешка · b7 чёрная пешка · c7 чёрная пешка · d7 чёрная пешка · f7 чёрная пешка · g7 чёрная пешка · h7 чёрная пешка · c6 чёрный конь · f6 чёрный конь · d5 белая пешка · b4 чёрный слон · e4 белая пешка · c3 белый конь · a2 белая пешка · b2 белая пешка · c2 белая пешка · f2 белая пешка · g2 белая пешка · h2 белая пешка · a1 белая ладья · c1 белый слон · d1 белый ферзь · e1 белый король · f1 белый слон · h1 белая ладья | 1 |
|   | a | b | c | d | e | f | g | h |   |

|   | a | b | c | d | e | f | g | h |   |
| - | --- | --- | --- | --- | --- | --- | --- | --- | - |
| 8 | a8 чёрная ладья · c8 чёрный слон · d8 чёрный ферзь · e8 чёрный король · f8 чёрный слон · h8 чёрная ладья · a7 чёрная пешка · b7 чёрная пешка · c7 чёрная пешка · d7 чёрная пешка · f7 чёрная пешка · g7 чёрная пешка · h7 чёрная пешка · c6 чёрный конь · e5 чёрная пешка · e4 чёрный конь · c3 белый конь · f3 белый конь · g3 белая пешка · a2 белая пешка · b2 белая пешка · c2 белая пешка · d2 белая пешка · f2 белая пешка · h2 белая пешка · a1 белая ладья · c1 белый слон · d1 белый ферзь · e1 белый король · f1 белый слон · h1 белая ладья | a8 чёрная ладья · c8 чёрный слон · d8 чёрный ферзь · e8 чёрный король · f8 чёрный слон · h8 чёрная ладья · a7 чёрная пешка · b7 чёрная пешка · c7 чёрная пешка · d7 чёрная пешка · f7 чёрная пешка · g7 чёрная пешка · h7 чёрная пешка · c6 чёрный конь · e5 чёрная пешка · e4 чёрный конь · c3 белый конь · f3 белый конь · g3 белая пешка · a2 белая пешка · b2 белая пешка · c2 белая пешка · d2 белая пешка · f2 белая пешка · h2 белая пешка · a1 белая ладья · c1 белый слон · d1 белый ферзь · e1 белый король · f1 белый слон · h1 белая ладья | a8 чёрная ладья · c8 чёрный слон · d8 чёрный ферзь · e8 чёрный король · f8 чёрный слон · h8 чёрная ладья · a7 чёрная пешка · b7 чёрная пешка · c7 чёрная пешка · d7 чёрная пешка · f7 чёрная пешка · g7 чёрная пешка · h7 чёрная пешка · c6 чёрный конь · e5 чёрная пешка · e4 чёрный конь · c3 белый конь · f3 белый конь · g3 белая пешка · a2 белая пешка · b2 белая пешка · c2 белая пешка · d2 белая пешка · f2 белая пешка · h2 белая пешка · a1 белая ладья · c1 белый слон · d1 белый ферзь · e1 белый король · f1 белый слон · h1 белая ладья | a8 чёрная ладья · c8 чёрный слон · d8 чёрный ферзь · e8 чёрный король · f8 чёрный слон · h8 чёрная ладья · a7 чёрная пешка · b7 чёрная пешка · c7 чёрная пешка · d7 чёрная пешка · f7 чёрная пешка · g7 чёрная пешка · h7 чёрная пешка · c6 чёрный конь · e5 чёрная пешка · e4 чёрный конь · c3 белый конь · f3 белый конь · g3 белая пешка · a2 белая пешка · b2 белая пешка · c2 белая пешка · d2 белая пешка · f2 белая пешка · h2 белая пешка · a1 белая ладья · c1 белый слон · d1 белый ферзь · e1 белый король · f1 белый слон · h1 белая ладья | a8 чёрная ладья · c8 чёрный слон · d8 чёрный ферзь · e8 чёрный король · f8 чёрный слон · h8 чёрная ладья · a7 чёрная пешка · b7 чёрная пешка · c7 чёрная пешка · d7 чёрная пешка · f7 чёрная пешка · g7 чёрная пешка · h7 чёрная пешка · c6 чёрный конь · e5 чёрная пешка · e4 чёрный конь · c3 белый конь · f3 белый конь · g3 белая пешка · a2 белая пешка · b2 белая пешка · c2 белая пешка · d2 белая пешка · f2 белая пешка · h2 белая пешка · a1 белая ладья · c1 белый слон · d1 белый ферзь · e1 белый король · f1 белый слон · h1 белая ладья | a8 чёрная ладья · c8 чёрный слон · d8 чёрный ферзь · e8 чёрный король · f8 чёрный слон · h8 чёрная ладья · a7 чёрная пешка · b7 чёрная пешка · c7 чёрная пешка · d7 чёрная пешка · f7 чёрная пешка · g7 чёрная пешка · h7 чёрная пешка · c6 чёрный конь · e5 чёрная пешка · e4 чёрный конь · c3 белый конь · f3 белый конь · g3 белая пешка · a2 белая пешка · b2 белая пешка · c2 белая пешка · d2 белая пешка · f2 белая пешка · h2 белая пешка · a1 белая ладья · c1 белый слон · d1 белый ферзь · e1 белый король · f1 белый слон · h1 белая ладья | a8 чёрная ладья · c8 чёрный слон · d8 чёрный ферзь · e8 чёрный король · f8 чёрный слон · h8 чёрная ладья · a7 чёрная пешка · b7 чёрная пешка · c7 чёрная пешка · d7 чёрная пешка · f7 чёрная пешка · g7 чёрная пешка · h7 чёрная пешка · c6 чёрный конь · e5 чёрная пешка · e4 чёрный конь · c3 белый конь · f3 белый конь · g3 белая пешка · a2 белая пешка · b2 белая пешка · c2 белая пешка · d2 белая пешка · f2 белая пешка · h2 белая пешка · a1 белая ладья · c1 белый слон · d1 белый ферзь · e1 белый король · f1 белый слон · h1 белая ладья | a8 чёрная ладья · c8 чёрный слон · d8 чёрный ферзь · e8 чёрный король · f8 чёрный слон · h8 чёрная ладья · a7 чёрная пешка · b7 чёрная пешка · c7 чёрная пешка · d7 чёрная пешка · f7 чёрная пешка · g7 чёрная пешка · h7 чёрная пешка · c6 чёрный конь · e5 чёрная пешка · e4 чёрный конь · c3 белый конь · f3 белый конь · g3 белая пешка · a2 белая пешка · b2 белая пешка · c2 белая пешка · d2 белая пешка · f2 белая пешка · h2 белая пешка · a1 белая ладья · c1 белый слон · d1 белый ферзь · e1 белый король · f1 белый слон · h1 белая ладья | 8 |
| 7 | a8 чёрная ладья · c8 чёрный слон · d8 чёрный ферзь · e8 чёрный король · f8 чёрный слон · h8 чёрная ладья · a7 чёрная пешка · b7 чёрная пешка · c7 чёрная пешка · d7 чёрная пешка · f7 чёрная пешка · g7 чёрная пешка · h7 чёрная пешка · c6 чёрный конь · e5 чёрная пешка · e4 чёрный конь · c3 белый конь · f3 белый конь · g3 белая пешка · a2 белая пешка · b2 белая пешка · c2 белая пешка · d2 белая пешка · f2 белая пешка · h2 белая пешка · a1 белая ладья · c1 белый слон · d1 белый ферзь · e1 белый король · f1 белый слон · h1 белая ладья | a8 чёрная ладья · c8 чёрный слон · d8 чёрный ферзь · e8 чёрный король · f8 чёрный слон · h8 чёрная ладья · a7 чёрная пешка · b7 чёрная пешка · c7 чёрная пешка · d7 чёрная пешка · f7 чёрная пешка · g7 чёрная пешка · h7 чёрная пешка · c6 чёрный конь · e5 чёрная пешка · e4 чёрный конь · c3 белый конь · f3 белый конь · g3 белая пешка · a2 белая пешка · b2 белая пешка · c2 белая пешка · d2 белая пешка · f2 белая пешка · h2 белая пешка · a1 белая ладья · c1 белый слон · d1 белый ферзь · e1 белый король · f1 белый слон · h1 белая ладья | a8 чёрная ладья · c8 чёрный слон · d8 чёрный ферзь · e8 чёрный король · f8 чёрный слон · h8 чёрная ладья · a7 чёрная пешка · b7 чёрная пешка · c7 чёрная пешка · d7 чёрная пешка · f7 чёрная пешка · g7 чёрная пешка · h7 чёрная пешка · c6 чёрный конь · e5 чёрная пешка · e4 чёрный конь · c3 белый конь · f3 белый конь · g3 белая пешка · a2 белая пешка · b2 белая пешка · c2 белая пешка · d2 белая пешка · f2 белая пешка · h2 белая пешка · a1 белая ладья · c1 белый слон · d1 белый ферзь · e1 белый король · f1 белый слон · h1 белая ладья | a8 чёрная ладья · c8 чёрный слон · d8 чёрный ферзь · e8 чёрный король · f8 чёрный слон · h8 чёрная ладья · a7 чёрная пешка · b7 чёрная пешка · c7 чёрная пешка · d7 чёрная пешка · f7 чёрная пешка · g7 чёрная пешка · h7 чёрная пешка · c6 чёрный конь · e5 чёрная пешка · e4 чёрный конь · c3 белый конь · f3 белый конь · g3 белая пешка · a2 белая пешка · b2 белая пешка · c2 белая пешка · d2 белая пешка · f2 белая пешка · h2 белая пешка · a1 белая ладья · c1 белый слон · d1 белый ферзь · e1 белый король · f1 белый слон · h1 белая ладья | a8 чёрная ладья · c8 чёрный слон · d8 чёрный ферзь · e8 чёрный король · f8 чёрный слон · h8 чёрная ладья · a7 чёрная пешка · b7 чёрная пешка · c7 чёрная пешка · d7 чёрная пешка · f7 чёрная пешка · g7 чёрная пешка · h7 чёрная пешка · c6 чёрный конь · e5 чёрная пешка · e4 чёрный конь · c3 белый конь · f3 белый конь · g3 белая пешка · a2 белая пешка · b2 белая пешка · c2 белая пешка · d2 белая пешка · f2 белая пешка · h2 белая пешка · a1 белая ладья · c1 белый слон · d1 белый ферзь · e1 белый король · f1 белый слон · h1 белая ладья | a8 чёрная ладья · c8 чёрный слон · d8 чёрный ферзь · e8 чёрный король · f8 чёрный слон · h8 чёрная ладья · a7 чёрная пешка · b7 чёрная пешка · c7 чёрная пешка · d7 чёрная пешка · f7 чёрная пешка · g7 чёрная пешка · h7 чёрная пешка · c6 чёрный конь · e5 чёрная пешка · e4 чёрный конь · c3 белый конь · f3 белый конь · g3 белая пешка · a2 белая пешка · b2 белая пешка · c2 белая пешка · d2 белая пешка · f2 белая пешка · h2 белая пешка · a1 белая ладья · c1 белый слон · d1 белый ферзь · e1 белый король · f1 белый слон · h1 белая ладья | a8 чёрная ладья · c8 чёрный слон · d8 чёрный ферзь · e8 чёрный король · f8 чёрный слон · h8 чёрная ладья · a7 чёрная пешка · b7 чёрная пешка · c7 чёрная пешка · d7 чёрная пешка · f7 чёрная пешка · g7 чёрная пешка · h7 чёрная пешка · c6 чёрный конь · e5 чёрная пешка · e4 чёрный конь · c3 белый конь · f3 белый конь · g3 белая пешка · a2 белая пешка · b2 белая пешка · c2 белая пешка · d2 белая пешка · f2 белая пешка · h2 белая пешка · a1 белая ладья · c1 белый слон · d1 белый ферзь · e1 белый король · f1 белый слон · h1 белая ладья | a8 чёрная ладья · c8 чёрный слон · d8 чёрный ферзь · e8 чёрный король · f8 чёрный слон · h8 чёрная ладья · a7 чёрная пешка · b7 чёрная пешка · c7 чёрная пешка · d7 чёрная пешка · f7 чёрная пешка · g7 чёрная пешка · h7 чёрная пешка · c6 чёрный конь · e5 чёрная пешка · e4 чёрный конь · c3 белый конь · f3 белый конь · g3 белая пешка · a2 белая пешка · b2 белая пешка · c2 белая пешка · d2 белая пешка · f2 белая пешка · h2 белая пешка · a1 белая ладья · c1 белый слон · d1 белый ферзь · e1 белый король · f1 белый слон · h1 белая ладья | 7 |
| 6 | a8 чёрная ладья · c8 чёрный слон · d8 чёрный ферзь · e8 чёрный король · f8 чёрный слон · h8 чёрная ладья · a7 чёрная пешка · b7 чёрная пешка · c7 чёрная пешка · d7 чёрная пешка · f7 чёрная пешка · g7 чёрная пешка · h7 чёрная пешка · c6 чёрный конь · e5 чёрная пешка · e4 чёрный конь · c3 белый конь · f3 белый конь · g3 белая пешка · a2 белая пешка · b2 белая пешка · c2 белая пешка · d2 белая пешка · f2 белая пешка · h2 белая пешка · a1 белая ладья · c1 белый слон · d1 белый ферзь · e1 белый король · f1 белый слон · h1 белая ладья | a8 чёрная ладья · c8 чёрный слон · d8 чёрный ферзь · e8 чёрный король · f8 чёрный слон · h8 чёрная ладья · a7 чёрная пешка · b7 чёрная пешка · c7 чёрная пешка · d7 чёрная пешка · f7 чёрная пешка · g7 чёрная пешка · h7 чёрная пешка · c6 чёрный конь · e5 чёрная пешка · e4 чёрный конь · c3 белый конь · f3 белый конь · g3 белая пешка · a2 белая пешка · b2 белая пешка · c2 белая пешка · d2 белая пешка · f2 белая пешка · h2 белая пешка · a1 белая ладья · c1 белый слон · d1 белый ферзь · e1 белый король · f1 белый слон · h1 белая ладья | a8 чёрная ладья · c8 чёрный слон · d8 чёрный ферзь · e8 чёрный король · f8 чёрный слон · h8 чёрная ладья · a7 чёрная пешка · b7 чёрная пешка · c7 чёрная пешка · d7 чёрная пешка · f7 чёрная пешка · g7 чёрная пешка · h7 чёрная пешка · c6 чёрный конь · e5 чёрная пешка · e4 чёрный конь · c3 белый конь · f3 белый конь · g3 белая пешка · a2 белая пешка · b2 белая пешка · c2 белая пешка · d2 белая пешка · f2 белая пешка · h2 белая пешка · a1 белая ладья · c1 белый слон · d1 белый ферзь · e1 белый король · f1 белый слон · h1 белая ладья | a8 чёрная ладья · c8 чёрный слон · d8 чёрный ферзь · e8 чёрный король · f8 чёрный слон · h8 чёрная ладья · a7 чёрная пешка · b7 чёрная пешка · c7 чёрная пешка · d7 чёрная пешка · f7 чёрная пешка · g7 чёрная пешка · h7 чёрная пешка · c6 чёрный конь · e5 чёрная пешка · e4 чёрный конь · c3 белый конь · f3 белый конь · g3 белая пешка · a2 белая пешка · b2 белая пешка · c2 белая пешка · d2 белая пешка · f2 белая пешка · h2 белая пешка · a1 белая ладья · c1 белый слон · d1 белый ферзь · e1 белый король · f1 белый слон · h1 белая ладья | a8 чёрная ладья · c8 чёрный слон · d8 чёрный ферзь · e8 чёрный король · f8 чёрный слон · h8 чёрная ладья · a7 чёрная пешка · b7 чёрная пешка · c7 чёрная пешка · d7 чёрная пешка · f7 чёрная пешка · g7 чёрная пешка · h7 чёрная пешка · c6 чёрный конь · e5 чёрная пешка · e4 чёрный конь · c3 белый конь · f3 белый конь · g3 белая пешка · a2 белая пешка · b2 белая пешка · c2 белая пешка · d2 белая пешка · f2 белая пешка · h2 белая пешка · a1 белая ладья · c1 белый слон · d1 белый ферзь · e1 белый король · f1 белый слон · h1 белая ладья | a8 чёрная ладья · c8 чёрный слон · d8 чёрный ферзь · e8 чёрный король · f8 чёрный слон · h8 чёрная ладья · a7 чёрная пешка · b7 чёрная пешка · c7 чёрная пешка · d7 чёрная пешка · f7 чёрная пешка · g7 чёрная пешка · h7 чёрная пешка · c6 чёрный конь · e5 чёрная пешка · e4 чёрный конь · c3 белый конь · f3 белый конь · g3 белая пешка · a2 белая пешка · b2 белая пешка · c2 белая пешка · d2 белая пешка · f2 белая пешка · h2 белая пешка · a1 белая ладья · c1 белый слон · d1 белый ферзь · e1 белый король · f1 белый слон · h1 белая ладья | a8 чёрная ладья · c8 чёрный слон · d8 чёрный ферзь · e8 чёрный король · f8 чёрный слон · h8 чёрная ладья · a7 чёрная пешка · b7 чёрная пешка · c7 чёрная пешка · d7 чёрная пешка · f7 чёрная пешка · g7 чёрная пешка · h7 чёрная пешка · c6 чёрный конь · e5 чёрная пешка · e4 чёрный конь · c3 белый конь · f3 белый конь · g3 белая пешка · a2 белая пешка · b2 белая пешка · c2 белая пешка · d2 белая пешка · f2 белая пешка · h2 белая пешка · a1 белая ладья · c1 белый слон · d1 белый ферзь · e1 белый король · f1 белый слон · h1 белая ладья | a8 чёрная ладья · c8 чёрный слон · d8 чёрный ферзь · e8 чёрный король · f8 чёрный слон · h8 чёрная ладья · a7 чёрная пешка · b7 чёрная пешка · c7 чёрная пешка · d7 чёрная пешка · f7 чёрная пешка · g7 чёрная пешка · h7 чёрная пешка · c6 чёрный конь · e5 чёрная пешка · e4 чёрный конь · c3 белый конь · f3 белый конь · g3 белая пешка · a2 белая пешка · b2 белая пешка · c2 белая пешка · d2 белая пешка · f2 белая пешка · h2 белая пешка · a1 белая ладья · c1 белый слон · d1 белый ферзь · e1 белый король · f1 белый слон · h1 белая ладья | 6 |
| 5 | a8 чёрная ладья · c8 чёрный слон · d8 чёрный ферзь · e8 чёрный король · f8 чёрный слон · h8 чёрная ладья · a7 чёрная пешка · b7 чёрная пешка · c7 чёрная пешка · d7 чёрная пешка · f7 чёрная пешка · g7 чёрная пешка · h7 чёрная пешка · c6 чёрный конь · e5 чёрная пешка · e4 чёрный конь · c3 белый конь · f3 белый конь · g3 белая пешка · a2 белая пешка · b2 белая пешка · c2 белая пешка · d2 белая пешка · f2 белая пешка · h2 белая пешка · a1 белая ладья · c1 белый слон · d1 белый ферзь · e1 белый король · f1 белый слон · h1 белая ладья | a8 чёрная ладья · c8 чёрный слон · d8 чёрный ферзь · e8 чёрный король · f8 чёрный слон · h8 чёрная ладья · a7 чёрная пешка · b7 чёрная пешка · c7 чёрная пешка · d7 чёрная пешка · f7 чёрная пешка · g7 чёрная пешка · h7 чёрная пешка · c6 чёрный конь · e5 чёрная пешка · e4 чёрный конь · c3 белый конь · f3 белый конь · g3 белая пешка · a2 белая пешка · b2 белая пешка · c2 белая пешка · d2 белая пешка · f2 белая пешка · h2 белая пешка · a1 белая ладья · c1 белый слон · d1 белый ферзь · e1 белый король · f1 белый слон · h1 белая ладья | a8 чёрная ладья · c8 чёрный слон · d8 чёрный ферзь · e8 чёрный король · f8 чёрный слон · h8 чёрная ладья · a7 чёрная пешка · b7 чёрная пешка · c7 чёрная пешка · d7 чёрная пешка · f7 чёрная пешка · g7 чёрная пешка · h7 чёрная пешка · c6 чёрный конь · e5 чёрная пешка · e4 чёрный конь · c3 белый конь · f3 белый конь · g3 белая пешка · a2 белая пешка · b2 белая пешка · c2 белая пешка · d2 белая пешка · f2 белая пешка · h2 белая пешка · a1 белая ладья · c1 белый слон · d1 белый ферзь · e1 белый король · f1 белый слон · h1 белая ладья | a8 чёрная ладья · c8 чёрный слон · d8 чёрный ферзь · e8 чёрный король · f8 чёрный слон · h8 чёрная ладья · a7 чёрная пешка · b7 чёрная пешка · c7 чёрная пешка · d7 чёрная пешка · f7 чёрная пешка · g7 чёрная пешка · h7 чёрная пешка · c6 чёрный конь · e5 чёрная пешка · e4 чёрный конь · c3 белый конь · f3 белый конь · g3 белая пешка · a2 белая пешка · b2 белая пешка · c2 белая пешка · d2 белая пешка · f2 белая пешка · h2 белая пешка · a1 белая ладья · c1 белый слон · d1 белый ферзь · e1 белый король · f1 белый слон · h1 белая ладья | a8 чёрная ладья · c8 чёрный слон · d8 чёрный ферзь · e8 чёрный король · f8 чёрный слон · h8 чёрная ладья · a7 чёрная пешка · b7 чёрная пешка · c7 чёрная пешка · d7 чёрная пешка · f7 чёрная пешка · g7 чёрная пешка · h7 чёрная пешка · c6 чёрный конь · e5 чёрная пешка · e4 чёрный конь · c3 белый конь · f3 белый конь · g3 белая пешка · a2 белая пешка · b2 белая пешка · c2 белая пешка · d2 белая пешка · f2 белая пешка · h2 белая пешка · a1 белая ладья · c1 белый слон · d1 белый ферзь · e1 белый король · f1 белый слон · h1 белая ладья | a8 чёрная ладья · c8 чёрный слон · d8 чёрный ферзь · e8 чёрный король · f8 чёрный слон · h8 чёрная ладья · a7 чёрная пешка · b7 чёрная пешка · c7 чёрная пешка · d7 чёрная пешка · f7 чёрная пешка · g7 чёрная пешка · h7 чёрная пешка · c6 чёрный конь · e5 чёрная пешка · e4 чёрный конь · c3 белый конь · f3 белый конь · g3 белая пешка · a2 белая пешка · b2 белая пешка · c2 белая пешка · d2 белая пешка · f2 белая пешка · h2 белая пешка · a1 белая ладья · c1 белый слон · d1 белый ферзь · e1 белый король · f1 белый слон · h1 белая ладья | a8 чёрная ладья · c8 чёрный слон · d8 чёрный ферзь · e8 чёрный король · f8 чёрный слон · h8 чёрная ладья · a7 чёрная пешка · b7 чёрная пешка · c7 чёрная пешка · d7 чёрная пешка · f7 чёрная пешка · g7 чёрная пешка · h7 чёрная пешка · c6 чёрный конь · e5 чёрная пешка · e4 чёрный конь · c3 белый конь · f3 белый конь · g3 белая пешка · a2 белая пешка · b2 белая пешка · c2 белая пешка · d2 белая пешка · f2 белая пешка · h2 белая пешка · a1 белая ладья · c1 белый слон · d1 белый ферзь · e1 белый король · f1 белый слон · h1 белая ладья | a8 чёрная ладья · c8 чёрный слон · d8 чёрный ферзь · e8 чёрный король · f8 чёрный слон · h8 чёрная ладья · a7 чёрная пешка · b7 чёрная пешка · c7 чёрная пешка · d7 чёрная пешка · f7 чёрная пешка · g7 чёрная пешка · h7 чёрная пешка · c6 чёрный конь · e5 чёрная пешка · e4 чёрный конь · c3 белый конь · f3 белый конь · g3 белая пешка · a2 белая пешка · b2 белая пешка · c2 белая пешка · d2 белая пешка · f2 белая пешка · h2 белая пешка · a1 белая ладья · c1 белый слон · d1 белый ферзь · e1 белый король · f1 белый слон · h1 белая ладья | 5 |
| 4 | a8 чёрная ладья · c8 чёрный слон · d8 чёрный ферзь · e8 чёрный король · f8 чёрный слон · h8 чёрная ладья · a7 чёрная пешка · b7 чёрная пешка · c7 чёрная пешка · d7 чёрная пешка · f7 чёрная пешка · g7 чёрная пешка · h7 чёрная пешка · c6 чёрный конь · e5 чёрная пешка · e4 чёрный конь · c3 белый конь · f3 белый конь · g3 белая пешка · a2 белая пешка · b2 белая пешка · c2 белая пешка · d2 белая пешка · f2 белая пешка · h2 белая пешка · a1 белая ладья · c1 белый слон · d1 белый ферзь · e1 белый король · f1 белый слон · h1 белая ладья | a8 чёрная ладья · c8 чёрный слон · d8 чёрный ферзь · e8 чёрный король · f8 чёрный слон · h8 чёрная ладья · a7 чёрная пешка · b7 чёрная пешка · c7 чёрная пешка · d7 чёрная пешка · f7 чёрная пешка · g7 чёрная пешка · h7 чёрная пешка · c6 чёрный конь · e5 чёрная пешка · e4 чёрный конь · c3 белый конь · f3 белый конь · g3 белая пешка · a2 белая пешка · b2 белая пешка · c2 белая пешка · d2 белая пешка · f2 белая пешка · h2 белая пешка · a1 белая ладья · c1 белый слон · d1 белый ферзь · e1 белый король · f1 белый слон · h1 белая ладья | a8 чёрная ладья · c8 чёрный слон · d8 чёрный ферзь · e8 чёрный король · f8 чёрный слон · h8 чёрная ладья · a7 чёрная пешка · b7 чёрная пешка · c7 чёрная пешка · d7 чёрная пешка · f7 чёрная пешка · g7 чёрная пешка · h7 чёрная пешка · c6 чёрный конь · e5 чёрная пешка · e4 чёрный конь · c3 белый конь · f3 белый конь · g3 белая пешка · a2 белая пешка · b2 белая пешка · c2 белая пешка · d2 белая пешка · f2 белая пешка · h2 белая пешка · a1 белая ладья · c1 белый слон · d1 белый ферзь · e1 белый король · f1 белый слон · h1 белая ладья | a8 чёрная ладья · c8 чёрный слон · d8 чёрный ферзь · e8 чёрный король · f8 чёрный слон · h8 чёрная ладья · a7 чёрная пешка · b7 чёрная пешка · c7 чёрная пешка · d7 чёрная пешка · f7 чёрная пешка · g7 чёрная пешка · h7 чёрная пешка · c6 чёрный конь · e5 чёрная пешка · e4 чёрный конь · c3 белый конь · f3 белый конь · g3 белая пешка · a2 белая пешка · b2 белая пешка · c2 белая пешка · d2 белая пешка · f2 белая пешка · h2 белая пешка · a1 белая ладья · c1 белый слон · d1 белый ферзь · e1 белый король · f1 белый слон · h1 белая ладья | a8 чёрная ладья · c8 чёрный слон · d8 чёрный ферзь · e8 чёрный король · f8 чёрный слон · h8 чёрная ладья · a7 чёрная пешка · b7 чёрная пешка · c7 чёрная пешка · d7 чёрная пешка · f7 чёрная пешка · g7 чёрная пешка · h7 чёрная пешка · c6 чёрный конь · e5 чёрная пешка · e4 чёрный конь · c3 белый конь · f3 белый конь · g3 белая пешка · a2 белая пешка · b2 белая пешка · c2 белая пешка · d2 белая пешка · f2 белая пешка · h2 белая пешка · a1 белая ладья · c1 белый слон · d1 белый ферзь · e1 белый король · f1 белый слон · h1 белая ладья | a8 чёрная ладья · c8 чёрный слон · d8 чёрный ферзь · e8 чёрный король · f8 чёрный слон · h8 чёрная ладья · a7 чёрная пешка · b7 чёрная пешка · c7 чёрная пешка · d7 чёрная пешка · f7 чёрная пешка · g7 чёрная пешка · h7 чёрная пешка · c6 чёрный конь · e5 чёрная пешка · e4 чёрный конь · c3 белый конь · f3 белый конь · g3 белая пешка · a2 белая пешка · b2 белая пешка · c2 белая пешка · d2 белая пешка · f2 белая пешка · h2 белая пешка · a1 белая ладья · c1 белый слон · d1 белый ферзь · e1 белый король · f1 белый слон · h1 белая ладья | a8 чёрная ладья · c8 чёрный слон · d8 чёрный ферзь · e8 чёрный король · f8 чёрный слон · h8 чёрная ладья · a7 чёрная пешка · b7 чёрная пешка · c7 чёрная пешка · d7 чёрная пешка · f7 чёрная пешка · g7 чёрная пешка · h7 чёрная пешка · c6 чёрный конь · e5 чёрная пешка · e4 чёрный конь · c3 белый конь · f3 белый конь · g3 белая пешка · a2 белая пешка · b2 белая пешка · c2 белая пешка · d2 белая пешка · f2 белая пешка · h2 белая пешка · a1 белая ладья · c1 белый слон · d1 белый ферзь · e1 белый король · f1 белый слон · h1 белая ладья | a8 чёрная ладья · c8 чёрный слон · d8 чёрный ферзь · e8 чёрный король · f8 чёрный слон · h8 чёрная ладья · a7 чёрная пешка · b7 чёрная пешка · c7 чёрная пешка · d7 чёрная пешка · f7 чёрная пешка · g7 чёрная пешка · h7 чёрная пешка · c6 чёрный конь · e5 чёрная пешка · e4 чёрный конь · c3 белый конь · f3 белый конь · g3 белая пешка · a2 белая пешка · b2 белая пешка · c2 белая пешка · d2 белая пешка · f2 белая пешка · h2 белая пешка · a1 белая ладья · c1 белый слон · d1 белый ферзь · e1 белый король · f1 белый слон · h1 белая ладья | 4 |
| 3 | a8 чёрная ладья · c8 чёрный слон · d8 чёрный ферзь · e8 чёрный король · f8 чёрный слон · h8 чёрная ладья · a7 чёрная пешка · b7 чёрная пешка · c7 чёрная пешка · d7 чёрная пешка · f7 чёрная пешка · g7 чёрная пешка · h7 чёрная пешка · c6 чёрный конь · e5 чёрная пешка · e4 чёрный конь · c3 белый конь · f3 белый конь · g3 белая пешка · a2 белая пешка · b2 белая пешка · c2 белая пешка · d2 белая пешка · f2 белая пешка · h2 белая пешка · a1 белая ладья · c1 белый слон · d1 белый ферзь · e1 белый король · f1 белый слон · h1 белая ладья | a8 чёрная ладья · c8 чёрный слон · d8 чёрный ферзь · e8 чёрный король · f8 чёрный слон · h8 чёрная ладья · a7 чёрная пешка · b7 чёрная пешка · c7 чёрная пешка · d7 чёрная пешка · f7 чёрная пешка · g7 чёрная пешка · h7 чёрная пешка · c6 чёрный конь · e5 чёрная пешка · e4 чёрный конь · c3 белый конь · f3 белый конь · g3 белая пешка · a2 белая пешка · b2 белая пешка · c2 белая пешка · d2 белая пешка · f2 белая пешка · h2 белая пешка · a1 белая ладья · c1 белый слон · d1 белый ферзь · e1 белый король · f1 белый слон · h1 белая ладья | a8 чёрная ладья · c8 чёрный слон · d8 чёрный ферзь · e8 чёрный король · f8 чёрный слон · h8 чёрная ладья · a7 чёрная пешка · b7 чёрная пешка · c7 чёрная пешка · d7 чёрная пешка · f7 чёрная пешка · g7 чёрная пешка · h7 чёрная пешка · c6 чёрный конь · e5 чёрная пешка · e4 чёрный конь · c3 белый конь · f3 белый конь · g3 белая пешка · a2 белая пешка · b2 белая пешка · c2 белая пешка · d2 белая пешка · f2 белая пешка · h2 белая пешка · a1 белая ладья · c1 белый слон · d1 белый ферзь · e1 белый король · f1 белый слон · h1 белая ладья | a8 чёрная ладья · c8 чёрный слон · d8 чёрный ферзь · e8 чёрный король · f8 чёрный слон · h8 чёрная ладья · a7 чёрная пешка · b7 чёрная пешка · c7 чёрная пешка · d7 чёрная пешка · f7 чёрная пешка · g7 чёрная пешка · h7 чёрная пешка · c6 чёрный конь · e5 чёрная пешка · e4 чёрный конь · c3 белый конь · f3 белый конь · g3 белая пешка · a2 белая пешка · b2 белая пешка · c2 белая пешка · d2 белая пешка · f2 белая пешка · h2 белая пешка · a1 белая ладья · c1 белый слон · d1 белый ферзь · e1 белый король · f1 белый слон · h1 белая ладья | a8 чёрная ладья · c8 чёрный слон · d8 чёрный ферзь · e8 чёрный король · f8 чёрный слон · h8 чёрная ладья · a7 чёрная пешка · b7 чёрная пешка · c7 чёрная пешка · d7 чёрная пешка · f7 чёрная пешка · g7 чёрная пешка · h7 чёрная пешка · c6 чёрный конь · e5 чёрная пешка · e4 чёрный конь · c3 белый конь · f3 белый конь · g3 белая пешка · a2 белая пешка · b2 белая пешка · c2 белая пешка · d2 белая пешка · f2 белая пешка · h2 белая пешка · a1 белая ладья · c1 белый слон · d1 белый ферзь · e1 белый король · f1 белый слон · h1 белая ладья | a8 чёрная ладья · c8 чёрный слон · d8 чёрный ферзь · e8 чёрный король · f8 чёрный слон · h8 чёрная ладья · a7 чёрная пешка · b7 чёрная пешка · c7 чёрная пешка · d7 чёрная пешка · f7 чёрная пешка · g7 чёрная пешка · h7 чёрная пешка · c6 чёрный конь · e5 чёрная пешка · e4 чёрный конь · c3 белый конь · f3 белый конь · g3 белая пешка · a2 белая пешка · b2 белая пешка · c2 белая пешка · d2 белая пешка · f2 белая пешка · h2 белая пешка · a1 белая ладья · c1 белый слон · d1 белый ферзь · e1 белый король · f1 белый слон · h1 белая ладья | a8 чёрная ладья · c8 чёрный слон · d8 чёрный ферзь · e8 чёрный король · f8 чёрный слон · h8 чёрная ладья · a7 чёрная пешка · b7 чёрная пешка · c7 чёрная пешка · d7 чёрная пешка · f7 чёрная пешка · g7 чёрная пешка · h7 чёрная пешка · c6 чёрный конь · e5 чёрная пешка · e4 чёрный конь · c3 белый конь · f3 белый конь · g3 белая пешка · a2 белая пешка · b2 белая пешка · c2 белая пешка · d2 белая пешка · f2 белая пешка · h2 белая пешка · a1 белая ладья · c1 белый слон · d1 белый ферзь · e1 белый король · f1 белый слон · h1 белая ладья | a8 чёрная ладья · c8 чёрный слон · d8 чёрный ферзь · e8 чёрный король · f8 чёрный слон · h8 чёрная ладья · a7 чёрная пешка · b7 чёрная пешка · c7 чёрная пешка · d7 чёрная пешка · f7 чёрная пешка · g7 чёрная пешка · h7 чёрная пешка · c6 чёрный конь · e5 чёрная пешка · e4 чёрный конь · c3 белый конь · f3 белый конь · g3 белая пешка · a2 белая пешка · b2 белая пешка · c2 белая пешка · d2 белая пешка · f2 белая пешка · h2 белая пешка · a1 белая ладья · c1 белый слон · d1 белый ферзь · e1 белый король · f1 белый слон · h1 белая ладья | 3 |
| 2 | a8 чёрная ладья · c8 чёрный слон · d8 чёрный ферзь · e8 чёрный король · f8 чёрный слон · h8 чёрная ладья · a7 чёрная пешка · b7 чёрная пешка · c7 чёрная пешка · d7 чёрная пешка · f7 чёрная пешка · g7 чёрная пешка · h7 чёрная пешка · c6 чёрный конь · e5 чёрная пешка · e4 чёрный конь · c3 белый конь · f3 белый конь · g3 белая пешка · a2 белая пешка · b2 белая пешка · c2 белая пешка · d2 белая пешка · f2 белая пешка · h2 белая пешка · a1 белая ладья · c1 белый слон · d1 белый ферзь · e1 белый король · f1 белый слон · h1 белая ладья | a8 чёрная ладья · c8 чёрный слон · d8 чёрный ферзь · e8 чёрный король · f8 чёрный слон · h8 чёрная ладья · a7 чёрная пешка · b7 чёрная пешка · c7 чёрная пешка · d7 чёрная пешка · f7 чёрная пешка · g7 чёрная пешка · h7 чёрная пешка · c6 чёрный конь · e5 чёрная пешка · e4 чёрный конь · c3 белый конь · f3 белый конь · g3 белая пешка · a2 белая пешка · b2 белая пешка · c2 белая пешка · d2 белая пешка · f2 белая пешка · h2 белая пешка · a1 белая ладья · c1 белый слон · d1 белый ферзь · e1 белый король · f1 белый слон · h1 белая ладья | a8 чёрная ладья · c8 чёрный слон · d8 чёрный ферзь · e8 чёрный король · f8 чёрный слон · h8 чёрная ладья · a7 чёрная пешка · b7 чёрная пешка · c7 чёрная пешка · d7 чёрная пешка · f7 чёрная пешка · g7 чёрная пешка · h7 чёрная пешка · c6 чёрный конь · e5 чёрная пешка · e4 чёрный конь · c3 белый конь · f3 белый конь · g3 белая пешка · a2 белая пешка · b2 белая пешка · c2 белая пешка · d2 белая пешка · f2 белая пешка · h2 белая пешка · a1 белая ладья · c1 белый слон · d1 белый ферзь · e1 белый король · f1 белый слон · h1 белая ладья | a8 чёрная ладья · c8 чёрный слон · d8 чёрный ферзь · e8 чёрный король · f8 чёрный слон · h8 чёрная ладья · a7 чёрная пешка · b7 чёрная пешка · c7 чёрная пешка · d7 чёрная пешка · f7 чёрная пешка · g7 чёрная пешка · h7 чёрная пешка · c6 чёрный конь · e5 чёрная пешка · e4 чёрный конь · c3 белый конь · f3 белый конь · g3 белая пешка · a2 белая пешка · b2 белая пешка · c2 белая пешка · d2 белая пешка · f2 белая пешка · h2 белая пешка · a1 белая ладья · c1 белый слон · d1 белый ферзь · e1 белый король · f1 белый слон · h1 белая ладья | a8 чёрная ладья · c8 чёрный слон · d8 чёрный ферзь · e8 чёрный король · f8 чёрный слон · h8 чёрная ладья · a7 чёрная пешка · b7 чёрная пешка · c7 чёрная пешка · d7 чёрная пешка · f7 чёрная пешка · g7 чёрная пешка · h7 чёрная пешка · c6 чёрный конь · e5 чёрная пешка · e4 чёрный конь · c3 белый конь · f3 белый конь · g3 белая пешка · a2 белая пешка · b2 белая пешка · c2 белая пешка · d2 белая пешка · f2 белая пешка · h2 белая пешка · a1 белая ладья · c1 белый слон · d1 белый ферзь · e1 белый король · f1 белый слон · h1 белая ладья | a8 чёрная ладья · c8 чёрный слон · d8 чёрный ферзь · e8 чёрный король · f8 чёрный слон · h8 чёрная ладья · a7 чёрная пешка · b7 чёрная пешка · c7 чёрная пешка · d7 чёрная пешка · f7 чёрная пешка · g7 чёрная пешка · h7 чёрная пешка · c6 чёрный конь · e5 чёрная пешка · e4 чёрный конь · c3 белый конь · f3 белый конь · g3 белая пешка · a2 белая пешка · b2 белая пешка · c2 белая пешка · d2 белая пешка · f2 белая пешка · h2 белая пешка · a1 белая ладья · c1 белый слон · d1 белый ферзь · e1 белый король · f1 белый слон · h1 белая ладья | a8 чёрная ладья · c8 чёрный слон · d8 чёрный ферзь · e8 чёрный король · f8 чёрный слон · h8 чёрная ладья · a7 чёрная пешка · b7 чёрная пешка · c7 чёрная пешка · d7 чёрная пешка · f7 чёрная пешка · g7 чёрная пешка · h7 чёрная пешка · c6 чёрный конь · e5 чёрная пешка · e4 чёрный конь · c3 белый конь · f3 белый конь · g3 белая пешка · a2 белая пешка · b2 белая пешка · c2 белая пешка · d2 белая пешка · f2 белая пешка · h2 белая пешка · a1 белая ладья · c1 белый слон · d1 белый ферзь · e1 белый король · f1 белый слон · h1 белая ладья | a8 чёрная ладья · c8 чёрный слон · d8 чёрный ферзь · e8 чёрный король · f8 чёрный слон · h8 чёрная ладья · a7 чёрная пешка · b7 чёрная пешка · c7 чёрная пешка · d7 чёрная пешка · f7 чёрная пешка · g7 чёрная пешка · h7 чёрная пешка · c6 чёрный конь · e5 чёрная пешка · e4 чёрный конь · c3 белый конь · f3 белый конь · g3 белая пешка · a2 белая пешка · b2 белая пешка · c2 белая пешка · d2 белая пешка · f2 белая пешка · h2 белая пешка · a1 белая ладья · c1 белый слон · d1 белый ферзь · e1 белый король · f1 белый слон · h1 белая ладья | 2 |
| 1 | a8 чёрная ладья · c8 чёрный слон · d8 чёрный ферзь · e8 чёрный король · f8 чёрный слон · h8 чёрная ладья · a7 чёрная пешка · b7 чёрная пешка · c7 чёрная пешка · d7 чёрная пешка · f7 чёрная пешка · g7 чёрная пешка · h7 чёрная пешка · c6 чёрный конь · e5 чёрная пешка · e4 чёрный конь · c3 белый конь · f3 белый конь · g3 белая пешка · a2 белая пешка · b2 белая пешка · c2 белая пешка · d2 белая пешка · f2 белая пешка · h2 белая пешка · a1 белая ладья · c1 белый слон · d1 белый ферзь · e1 белый король · f1 белый слон · h1 белая ладья | a8 чёрная ладья · c8 чёрный слон · d8 чёрный ферзь · e8 чёрный король · f8 чёрный слон · h8 чёрная ладья · a7 чёрная пешка · b7 чёрная пешка · c7 чёрная пешка · d7 чёрная пешка · f7 чёрная пешка · g7 чёрная пешка · h7 чёрная пешка · c6 чёрный конь · e5 чёрная пешка · e4 чёрный конь · c3 белый конь · f3 белый конь · g3 белая пешка · a2 белая пешка · b2 белая пешка · c2 белая пешка · d2 белая пешка · f2 белая пешка · h2 белая пешка · a1 белая ладья · c1 белый слон · d1 белый ферзь · e1 белый король · f1 белый слон · h1 белая ладья | a8 чёрная ладья · c8 чёрный слон · d8 чёрный ферзь · e8 чёрный король · f8 чёрный слон · h8 чёрная ладья · a7 чёрная пешка · b7 чёрная пешка · c7 чёрная пешка · d7 чёрная пешка · f7 чёрная пешка · g7 чёрная пешка · h7 чёрная пешка · c6 чёрный конь · e5 чёрная пешка · e4 чёрный конь · c3 белый конь · f3 белый конь · g3 белая пешка · a2 белая пешка · b2 белая пешка · c2 белая пешка · d2 белая пешка · f2 белая пешка · h2 белая пешка · a1 белая ладья · c1 белый слон · d1 белый ферзь · e1 белый король · f1 белый слон · h1 белая ладья | a8 чёрная ладья · c8 чёрный слон · d8 чёрный ферзь · e8 чёрный король · f8 чёрный слон · h8 чёрная ладья · a7 чёрная пешка · b7 чёрная пешка · c7 чёрная пешка · d7 чёрная пешка · f7 чёрная пешка · g7 чёрная пешка · h7 чёрная пешка · c6 чёрный конь · e5 чёрная пешка · e4 чёрный конь · c3 белый конь · f3 белый конь · g3 белая пешка · a2 белая пешка · b2 белая пешка · c2 белая пешка · d2 белая пешка · f2 белая пешка · h2 белая пешка · a1 белая ладья · c1 белый слон · d1 белый ферзь · e1 белый король · f1 белый слон · h1 белая ладья | a8 чёрная ладья · c8 чёрный слон · d8 чёрный ферзь · e8 чёрный король · f8 чёрный слон · h8 чёрная ладья · a7 чёрная пешка · b7 чёрная пешка · c7 чёрная пешка · d7 чёрная пешка · f7 чёрная пешка · g7 чёрная пешка · h7 чёрная пешка · c6 чёрный конь · e5 чёрная пешка · e4 чёрный конь · c3 белый конь · f3 белый конь · g3 белая пешка · a2 белая пешка · b2 белая пешка · c2 белая пешка · d2 белая пешка · f2 белая пешка · h2 белая пешка · a1 белая ладья · c1 белый слон · d1 белый ферзь · e1 белый король · f1 белый слон · h1 белая ладья | a8 чёрная ладья · c8 чёрный слон · d8 чёрный ферзь · e8 чёрный король · f8 чёрный слон · h8 чёрная ладья · a7 чёрная пешка · b7 чёрная пешка · c7 чёрная пешка · d7 чёрная пешка · f7 чёрная пешка · g7 чёрная пешка · h7 чёрная пешка · c6 чёрный конь · e5 чёрная пешка · e4 чёрный конь · c3 белый конь · f3 белый конь · g3 белая пешка · a2 белая пешка · b2 белая пешка · c2 белая пешка · d2 белая пешка · f2 белая пешка · h2 белая пешка · a1 белая ладья · c1 белый слон · d1 белый ферзь · e1 белый король · f1 белый слон · h1 белая ладья | a8 чёрная ладья · c8 чёрный слон · d8 чёрный ферзь · e8 чёрный король · f8 чёрный слон · h8 чёрная ладья · a7 чёрная пешка · b7 чёрная пешка · c7 чёрная пешка · d7 чёрная пешка · f7 чёрная пешка · g7 чёрная пешка · h7 чёрная пешка · c6 чёрный конь · e5 чёрная пешка · e4 чёрный конь · c3 белый конь · f3 белый конь · g3 белая пешка · a2 белая пешка · b2 белая пешка · c2 белая пешка · d2 белая пешка · f2 белая пешка · h2 белая пешка · a1 белая ладья · c1 белый слон · d1 белый ферзь · e1 белый король · f1 белый слон · h1 белая ладья | a8 чёрная ладья · c8 чёрный слон · d8 чёрный ферзь · e8 чёрный король · f8 чёрный слон · h8 чёрная ладья · a7 чёрная пешка · b7 чёрная пешка · c7 чёрная пешка · d7 чёрная пешка · f7 чёрная пешка · g7 чёрная пешка · h7 чёрная пешка · c6 чёрный конь · e5 чёрная пешка · e4 чёрный конь · c3 белый конь · f3 белый конь · g3 белая пешка · a2 белая пешка · b2 белая пешка · c2 белая пешка · d2 белая пешка · f2 белая пешка · h2 белая пешка · a1 белая ладья · c1 белый слон · d1 белый ферзь · e1 белый король · f1 белый слон · h1 белая ладья | 1 |
|   | a | b | c | d | e | f | g | h |   |

|   | a | b | c | d | e | f | g | h |   |
| - | --- | --- | --- | --- | --- | --- | --- | --- | - |
| 8 | a8 чёрная ладья · c8 чёрный слон · d8 чёрный ферзь · e8 чёрный король · f8 чёрный слон · h8 чёрная ладья · a7 чёрная пешка · b7 чёрная пешка · c7 чёрная пешка · d7 чёрная пешка · f7 чёрная пешка · h7 чёрная пешка · c6 чёрный конь · f6 чёрный конь · g6 чёрная пешка · d4 белая пешка · e4 белая пешка · a3 белая пешка · c3 белый конь · b2 белая пешка · c2 белая пешка · f2 белая пешка · g2 белая пешка · h2 белая пешка · a1 белая ладья · c1 белый слон · d1 белый ферзь · e1 белый король · f1 белый слон · h1 белая ладья | a8 чёрная ладья · c8 чёрный слон · d8 чёрный ферзь · e8 чёрный король · f8 чёрный слон · h8 чёрная ладья · a7 чёрная пешка · b7 чёрная пешка · c7 чёрная пешка · d7 чёрная пешка · f7 чёрная пешка · h7 чёрная пешка · c6 чёрный конь · f6 чёрный конь · g6 чёрная пешка · d4 белая пешка · e4 белая пешка · a3 белая пешка · c3 белый конь · b2 белая пешка · c2 белая пешка · f2 белая пешка · g2 белая пешка · h2 белая пешка · a1 белая ладья · c1 белый слон · d1 белый ферзь · e1 белый король · f1 белый слон · h1 белая ладья | a8 чёрная ладья · c8 чёрный слон · d8 чёрный ферзь · e8 чёрный король · f8 чёрный слон · h8 чёрная ладья · a7 чёрная пешка · b7 чёрная пешка · c7 чёрная пешка · d7 чёрная пешка · f7 чёрная пешка · h7 чёрная пешка · c6 чёрный конь · f6 чёрный конь · g6 чёрная пешка · d4 белая пешка · e4 белая пешка · a3 белая пешка · c3 белый конь · b2 белая пешка · c2 белая пешка · f2 белая пешка · g2 белая пешка · h2 белая пешка · a1 белая ладья · c1 белый слон · d1 белый ферзь · e1 белый король · f1 белый слон · h1 белая ладья | a8 чёрная ладья · c8 чёрный слон · d8 чёрный ферзь · e8 чёрный король · f8 чёрный слон · h8 чёрная ладья · a7 чёрная пешка · b7 чёрная пешка · c7 чёрная пешка · d7 чёрная пешка · f7 чёрная пешка · h7 чёрная пешка · c6 чёрный конь · f6 чёрный конь · g6 чёрная пешка · d4 белая пешка · e4 белая пешка · a3 белая пешка · c3 белый конь · b2 белая пешка · c2 белая пешка · f2 белая пешка · g2 белая пешка · h2 белая пешка · a1 белая ладья · c1 белый слон · d1 белый ферзь · e1 белый король · f1 белый слон · h1 белая ладья | a8 чёрная ладья · c8 чёрный слон · d8 чёрный ферзь · e8 чёрный король · f8 чёрный слон · h8 чёрная ладья · a7 чёрная пешка · b7 чёрная пешка · c7 чёрная пешка · d7 чёрная пешка · f7 чёрная пешка · h7 чёрная пешка · c6 чёрный конь · f6 чёрный конь · g6 чёрная пешка · d4 белая пешка · e4 белая пешка · a3 белая пешка · c3 белый конь · b2 белая пешка · c2 белая пешка · f2 белая пешка · g2 белая пешка · h2 белая пешка · a1 белая ладья · c1 белый слон · d1 белый ферзь · e1 белый король · f1 белый слон · h1 белая ладья | a8 чёрная ладья · c8 чёрный слон · d8 чёрный ферзь · e8 чёрный король · f8 чёрный слон · h8 чёрная ладья · a7 чёрная пешка · b7 чёрная пешка · c7 чёрная пешка · d7 чёрная пешка · f7 чёрная пешка · h7 чёрная пешка · c6 чёрный конь · f6 чёрный конь · g6 чёрная пешка · d4 белая пешка · e4 белая пешка · a3 белая пешка · c3 белый конь · b2 белая пешка · c2 белая пешка · f2 белая пешка · g2 белая пешка · h2 белая пешка · a1 белая ладья · c1 белый слон · d1 белый ферзь · e1 белый король · f1 белый слон · h1 белая ладья | a8 чёрная ладья · c8 чёрный слон · d8 чёрный ферзь · e8 чёрный король · f8 чёрный слон · h8 чёрная ладья · a7 чёрная пешка · b7 чёрная пешка · c7 чёрная пешка · d7 чёрная пешка · f7 чёрная пешка · h7 чёрная пешка · c6 чёрный конь · f6 чёрный конь · g6 чёрная пешка · d4 белая пешка · e4 белая пешка · a3 белая пешка · c3 белый конь · b2 белая пешка · c2 белая пешка · f2 белая пешка · g2 белая пешка · h2 белая пешка · a1 белая ладья · c1 белый слон · d1 белый ферзь · e1 белый король · f1 белый слон · h1 белая ладья | a8 чёрная ладья · c8 чёрный слон · d8 чёрный ферзь · e8 чёрный король · f8 чёрный слон · h8 чёрная ладья · a7 чёрная пешка · b7 чёрная пешка · c7 чёрная пешка · d7 чёрная пешка · f7 чёрная пешка · h7 чёрная пешка · c6 чёрный конь · f6 чёрный конь · g6 чёрная пешка · d4 белая пешка · e4 белая пешка · a3 белая пешка · c3 белый конь · b2 белая пешка · c2 белая пешка · f2 белая пешка · g2 белая пешка · h2 белая пешка · a1 белая ладья · c1 белый слон · d1 белый ферзь · e1 белый король · f1 белый слон · h1 белая ладья | 8 |
| 7 | a8 чёрная ладья · c8 чёрный слон · d8 чёрный ферзь · e8 чёрный король · f8 чёрный слон · h8 чёрная ладья · a7 чёрная пешка · b7 чёрная пешка · c7 чёрная пешка · d7 чёрная пешка · f7 чёрная пешка · h7 чёрная пешка · c6 чёрный конь · f6 чёрный конь · g6 чёрная пешка · d4 белая пешка · e4 белая пешка · a3 белая пешка · c3 белый конь · b2 белая пешка · c2 белая пешка · f2 белая пешка · g2 белая пешка · h2 белая пешка · a1 белая ладья · c1 белый слон · d1 белый ферзь · e1 белый король · f1 белый слон · h1 белая ладья | a8 чёрная ладья · c8 чёрный слон · d8 чёрный ферзь · e8 чёрный король · f8 чёрный слон · h8 чёрная ладья · a7 чёрная пешка · b7 чёрная пешка · c7 чёрная пешка · d7 чёрная пешка · f7 чёрная пешка · h7 чёрная пешка · c6 чёрный конь · f6 чёрный конь · g6 чёрная пешка · d4 белая пешка · e4 белая пешка · a3 белая пешка · c3 белый конь · b2 белая пешка · c2 белая пешка · f2 белая пешка · g2 белая пешка · h2 белая пешка · a1 белая ладья · c1 белый слон · d1 белый ферзь · e1 белый король · f1 белый слон · h1 белая ладья | a8 чёрная ладья · c8 чёрный слон · d8 чёрный ферзь · e8 чёрный король · f8 чёрный слон · h8 чёрная ладья · a7 чёрная пешка · b7 чёрная пешка · c7 чёрная пешка · d7 чёрная пешка · f7 чёрная пешка · h7 чёрная пешка · c6 чёрный конь · f6 чёрный конь · g6 чёрная пешка · d4 белая пешка · e4 белая пешка · a3 белая пешка · c3 белый конь · b2 белая пешка · c2 белая пешка · f2 белая пешка · g2 белая пешка · h2 белая пешка · a1 белая ладья · c1 белый слон · d1 белый ферзь · e1 белый король · f1 белый слон · h1 белая ладья | a8 чёрная ладья · c8 чёрный слон · d8 чёрный ферзь · e8 чёрный король · f8 чёрный слон · h8 чёрная ладья · a7 чёрная пешка · b7 чёрная пешка · c7 чёрная пешка · d7 чёрная пешка · f7 чёрная пешка · h7 чёрная пешка · c6 чёрный конь · f6 чёрный конь · g6 чёрная пешка · d4 белая пешка · e4 белая пешка · a3 белая пешка · c3 белый конь · b2 белая пешка · c2 белая пешка · f2 белая пешка · g2 белая пешка · h2 белая пешка · a1 белая ладья · c1 белый слон · d1 белый ферзь · e1 белый король · f1 белый слон · h1 белая ладья | a8 чёрная ладья · c8 чёрный слон · d8 чёрный ферзь · e8 чёрный король · f8 чёрный слон · h8 чёрная ладья · a7 чёрная пешка · b7 чёрная пешка · c7 чёрная пешка · d7 чёрная пешка · f7 чёрная пешка · h7 чёрная пешка · c6 чёрный конь · f6 чёрный конь · g6 чёрная пешка · d4 белая пешка · e4 белая пешка · a3 белая пешка · c3 белый конь · b2 белая пешка · c2 белая пешка · f2 белая пешка · g2 белая пешка · h2 белая пешка · a1 белая ладья · c1 белый слон · d1 белый ферзь · e1 белый король · f1 белый слон · h1 белая ладья | a8 чёрная ладья · c8 чёрный слон · d8 чёрный ферзь · e8 чёрный король · f8 чёрный слон · h8 чёрная ладья · a7 чёрная пешка · b7 чёрная пешка · c7 чёрная пешка · d7 чёрная пешка · f7 чёрная пешка · h7 чёрная пешка · c6 чёрный конь · f6 чёрный конь · g6 чёрная пешка · d4 белая пешка · e4 белая пешка · a3 белая пешка · c3 белый конь · b2 белая пешка · c2 белая пешка · f2 белая пешка · g2 белая пешка · h2 белая пешка · a1 белая ладья · c1 белый слон · d1 белый ферзь · e1 белый король · f1 белый слон · h1 белая ладья | a8 чёрная ладья · c8 чёрный слон · d8 чёрный ферзь · e8 чёрный король · f8 чёрный слон · h8 чёрная ладья · a7 чёрная пешка · b7 чёрная пешка · c7 чёрная пешка · d7 чёрная пешка · f7 чёрная пешка · h7 чёрная пешка · c6 чёрный конь · f6 чёрный конь · g6 чёрная пешка · d4 белая пешка · e4 белая пешка · a3 белая пешка · c3 белый конь · b2 белая пешка · c2 белая пешка · f2 белая пешка · g2 белая пешка · h2 белая пешка · a1 белая ладья · c1 белый слон · d1 белый ферзь · e1 белый король · f1 белый слон · h1 белая ладья | a8 чёрная ладья · c8 чёрный слон · d8 чёрный ферзь · e8 чёрный король · f8 чёрный слон · h8 чёрная ладья · a7 чёрная пешка · b7 чёрная пешка · c7 чёрная пешка · d7 чёрная пешка · f7 чёрная пешка · h7 чёрная пешка · c6 чёрный конь · f6 чёрный конь · g6 чёрная пешка · d4 белая пешка · e4 белая пешка · a3 белая пешка · c3 белый конь · b2 белая пешка · c2 белая пешка · f2 белая пешка · g2 белая пешка · h2 белая пешка · a1 белая ладья · c1 белый слон · d1 белый ферзь · e1 белый король · f1 белый слон · h1 белая ладья | 7 |
| 6 | a8 чёрная ладья · c8 чёрный слон · d8 чёрный ферзь · e8 чёрный король · f8 чёрный слон · h8 чёрная ладья · a7 чёрная пешка · b7 чёрная пешка · c7 чёрная пешка · d7 чёрная пешка · f7 чёрная пешка · h7 чёрная пешка · c6 чёрный конь · f6 чёрный конь · g6 чёрная пешка · d4 белая пешка · e4 белая пешка · a3 белая пешка · c3 белый конь · b2 белая пешка · c2 белая пешка · f2 белая пешка · g2 белая пешка · h2 белая пешка · a1 белая ладья · c1 белый слон · d1 белый ферзь · e1 белый король · f1 белый слон · h1 белая ладья | a8 чёрная ладья · c8 чёрный слон · d8 чёрный ферзь · e8 чёрный король · f8 чёрный слон · h8 чёрная ладья · a7 чёрная пешка · b7 чёрная пешка · c7 чёрная пешка · d7 чёрная пешка · f7 чёрная пешка · h7 чёрная пешка · c6 чёрный конь · f6 чёрный конь · g6 чёрная пешка · d4 белая пешка · e4 белая пешка · a3 белая пешка · c3 белый конь · b2 белая пешка · c2 белая пешка · f2 белая пешка · g2 белая пешка · h2 белая пешка · a1 белая ладья · c1 белый слон · d1 белый ферзь · e1 белый король · f1 белый слон · h1 белая ладья | a8 чёрная ладья · c8 чёрный слон · d8 чёрный ферзь · e8 чёрный король · f8 чёрный слон · h8 чёрная ладья · a7 чёрная пешка · b7 чёрная пешка · c7 чёрная пешка · d7 чёрная пешка · f7 чёрная пешка · h7 чёрная пешка · c6 чёрный конь · f6 чёрный конь · g6 чёрная пешка · d4 белая пешка · e4 белая пешка · a3 белая пешка · c3 белый конь · b2 белая пешка · c2 белая пешка · f2 белая пешка · g2 белая пешка · h2 белая пешка · a1 белая ладья · c1 белый слон · d1 белый ферзь · e1 белый король · f1 белый слон · h1 белая ладья | a8 чёрная ладья · c8 чёрный слон · d8 чёрный ферзь · e8 чёрный король · f8 чёрный слон · h8 чёрная ладья · a7 чёрная пешка · b7 чёрная пешка · c7 чёрная пешка · d7 чёрная пешка · f7 чёрная пешка · h7 чёрная пешка · c6 чёрный конь · f6 чёрный конь · g6 чёрная пешка · d4 белая пешка · e4 белая пешка · a3 белая пешка · c3 белый конь · b2 белая пешка · c2 белая пешка · f2 белая пешка · g2 белая пешка · h2 белая пешка · a1 белая ладья · c1 белый слон · d1 белый ферзь · e1 белый король · f1 белый слон · h1 белая ладья | a8 чёрная ладья · c8 чёрный слон · d8 чёрный ферзь · e8 чёрный король · f8 чёрный слон · h8 чёрная ладья · a7 чёрная пешка · b7 чёрная пешка · c7 чёрная пешка · d7 чёрная пешка · f7 чёрная пешка · h7 чёрная пешка · c6 чёрный конь · f6 чёрный конь · g6 чёрная пешка · d4 белая пешка · e4 белая пешка · a3 белая пешка · c3 белый конь · b2 белая пешка · c2 белая пешка · f2 белая пешка · g2 белая пешка · h2 белая пешка · a1 белая ладья · c1 белый слон · d1 белый ферзь · e1 белый король · f1 белый слон · h1 белая ладья | a8 чёрная ладья · c8 чёрный слон · d8 чёрный ферзь · e8 чёрный король · f8 чёрный слон · h8 чёрная ладья · a7 чёрная пешка · b7 чёрная пешка · c7 чёрная пешка · d7 чёрная пешка · f7 чёрная пешка · h7 чёрная пешка · c6 чёрный конь · f6 чёрный конь · g6 чёрная пешка · d4 белая пешка · e4 белая пешка · a3 белая пешка · c3 белый конь · b2 белая пешка · c2 белая пешка · f2 белая пешка · g2 белая пешка · h2 белая пешка · a1 белая ладья · c1 белый слон · d1 белый ферзь · e1 белый король · f1 белый слон · h1 белая ладья | a8 чёрная ладья · c8 чёрный слон · d8 чёрный ферзь · e8 чёрный король · f8 чёрный слон · h8 чёрная ладья · a7 чёрная пешка · b7 чёрная пешка · c7 чёрная пешка · d7 чёрная пешка · f7 чёрная пешка · h7 чёрная пешка · c6 чёрный конь · f6 чёрный конь · g6 чёрная пешка · d4 белая пешка · e4 белая пешка · a3 белая пешка · c3 белый конь · b2 белая пешка · c2 белая пешка · f2 белая пешка · g2 белая пешка · h2 белая пешка · a1 белая ладья · c1 белый слон · d1 белый ферзь · e1 белый король · f1 белый слон · h1 белая ладья | a8 чёрная ладья · c8 чёрный слон · d8 чёрный ферзь · e8 чёрный король · f8 чёрный слон · h8 чёрная ладья · a7 чёрная пешка · b7 чёрная пешка · c7 чёрная пешка · d7 чёрная пешка · f7 чёрная пешка · h7 чёрная пешка · c6 чёрный конь · f6 чёрный конь · g6 чёрная пешка · d4 белая пешка · e4 белая пешка · a3 белая пешка · c3 белый конь · b2 белая пешка · c2 белая пешка · f2 белая пешка · g2 белая пешка · h2 белая пешка · a1 белая ладья · c1 белый слон · d1 белый ферзь · e1 белый король · f1 белый слон · h1 белая ладья | 6 |
| 5 | a8 чёрная ладья · c8 чёрный слон · d8 чёрный ферзь · e8 чёрный король · f8 чёрный слон · h8 чёрная ладья · a7 чёрная пешка · b7 чёрная пешка · c7 чёрная пешка · d7 чёрная пешка · f7 чёрная пешка · h7 чёрная пешка · c6 чёрный конь · f6 чёрный конь · g6 чёрная пешка · d4 белая пешка · e4 белая пешка · a3 белая пешка · c3 белый конь · b2 белая пешка · c2 белая пешка · f2 белая пешка · g2 белая пешка · h2 белая пешка · a1 белая ладья · c1 белый слон · d1 белый ферзь · e1 белый король · f1 белый слон · h1 белая ладья | a8 чёрная ладья · c8 чёрный слон · d8 чёрный ферзь · e8 чёрный король · f8 чёрный слон · h8 чёрная ладья · a7 чёрная пешка · b7 чёрная пешка · c7 чёрная пешка · d7 чёрная пешка · f7 чёрная пешка · h7 чёрная пешка · c6 чёрный конь · f6 чёрный конь · g6 чёрная пешка · d4 белая пешка · e4 белая пешка · a3 белая пешка · c3 белый конь · b2 белая пешка · c2 белая пешка · f2 белая пешка · g2 белая пешка · h2 белая пешка · a1 белая ладья · c1 белый слон · d1 белый ферзь · e1 белый король · f1 белый слон · h1 белая ладья | a8 чёрная ладья · c8 чёрный слон · d8 чёрный ферзь · e8 чёрный король · f8 чёрный слон · h8 чёрная ладья · a7 чёрная пешка · b7 чёрная пешка · c7 чёрная пешка · d7 чёрная пешка · f7 чёрная пешка · h7 чёрная пешка · c6 чёрный конь · f6 чёрный конь · g6 чёрная пешка · d4 белая пешка · e4 белая пешка · a3 белая пешка · c3 белый конь · b2 белая пешка · c2 белая пешка · f2 белая пешка · g2 белая пешка · h2 белая пешка · a1 белая ладья · c1 белый слон · d1 белый ферзь · e1 белый король · f1 белый слон · h1 белая ладья | a8 чёрная ладья · c8 чёрный слон · d8 чёрный ферзь · e8 чёрный король · f8 чёрный слон · h8 чёрная ладья · a7 чёрная пешка · b7 чёрная пешка · c7 чёрная пешка · d7 чёрная пешка · f7 чёрная пешка · h7 чёрная пешка · c6 чёрный конь · f6 чёрный конь · g6 чёрная пешка · d4 белая пешка · e4 белая пешка · a3 белая пешка · c3 белый конь · b2 белая пешка · c2 белая пешка · f2 белая пешка · g2 белая пешка · h2 белая пешка · a1 белая ладья · c1 белый слон · d1 белый ферзь · e1 белый король · f1 белый слон · h1 белая ладья | a8 чёрная ладья · c8 чёрный слон · d8 чёрный ферзь · e8 чёрный король · f8 чёрный слон · h8 чёрная ладья · a7 чёрная пешка · b7 чёрная пешка · c7 чёрная пешка · d7 чёрная пешка · f7 чёрная пешка · h7 чёрная пешка · c6 чёрный конь · f6 чёрный конь · g6 чёрная пешка · d4 белая пешка · e4 белая пешка · a3 белая пешка · c3 белый конь · b2 белая пешка · c2 белая пешка · f2 белая пешка · g2 белая пешка · h2 белая пешка · a1 белая ладья · c1 белый слон · d1 белый ферзь · e1 белый король · f1 белый слон · h1 белая ладья | a8 чёрная ладья · c8 чёрный слон · d8 чёрный ферзь · e8 чёрный король · f8 чёрный слон · h8 чёрная ладья · a7 чёрная пешка · b7 чёрная пешка · c7 чёрная пешка · d7 чёрная пешка · f7 чёрная пешка · h7 чёрная пешка · c6 чёрный конь · f6 чёрный конь · g6 чёрная пешка · d4 белая пешка · e4 белая пешка · a3 белая пешка · c3 белый конь · b2 белая пешка · c2 белая пешка · f2 белая пешка · g2 белая пешка · h2 белая пешка · a1 белая ладья · c1 белый слон · d1 белый ферзь · e1 белый король · f1 белый слон · h1 белая ладья | a8 чёрная ладья · c8 чёрный слон · d8 чёрный ферзь · e8 чёрный король · f8 чёрный слон · h8 чёрная ладья · a7 чёрная пешка · b7 чёрная пешка · c7 чёрная пешка · d7 чёрная пешка · f7 чёрная пешка · h7 чёрная пешка · c6 чёрный конь · f6 чёрный конь · g6 чёрная пешка · d4 белая пешка · e4 белая пешка · a3 белая пешка · c3 белый конь · b2 белая пешка · c2 белая пешка · f2 белая пешка · g2 белая пешка · h2 белая пешка · a1 белая ладья · c1 белый слон · d1 белый ферзь · e1 белый король · f1 белый слон · h1 белая ладья | a8 чёрная ладья · c8 чёрный слон · d8 чёрный ферзь · e8 чёрный король · f8 чёрный слон · h8 чёрная ладья · a7 чёрная пешка · b7 чёрная пешка · c7 чёрная пешка · d7 чёрная пешка · f7 чёрная пешка · h7 чёрная пешка · c6 чёрный конь · f6 чёрный конь · g6 чёрная пешка · d4 белая пешка · e4 белая пешка · a3 белая пешка · c3 белый конь · b2 белая пешка · c2 белая пешка · f2 белая пешка · g2 белая пешка · h2 белая пешка · a1 белая ладья · c1 белый слон · d1 белый ферзь · e1 белый король · f1 белый слон · h1 белая ладья | 5 |
| 4 | a8 чёрная ладья · c8 чёрный слон · d8 чёрный ферзь · e8 чёрный король · f8 чёрный слон · h8 чёрная ладья · a7 чёрная пешка · b7 чёрная пешка · c7 чёрная пешка · d7 чёрная пешка · f7 чёрная пешка · h7 чёрная пешка · c6 чёрный конь · f6 чёрный конь · g6 чёрная пешка · d4 белая пешка · e4 белая пешка · a3 белая пешка · c3 белый конь · b2 белая пешка · c2 белая пешка · f2 белая пешка · g2 белая пешка · h2 белая пешка · a1 белая ладья · c1 белый слон · d1 белый ферзь · e1 белый король · f1 белый слон · h1 белая ладья | a8 чёрная ладья · c8 чёрный слон · d8 чёрный ферзь · e8 чёрный король · f8 чёрный слон · h8 чёрная ладья · a7 чёрная пешка · b7 чёрная пешка · c7 чёрная пешка · d7 чёрная пешка · f7 чёрная пешка · h7 чёрная пешка · c6 чёрный конь · f6 чёрный конь · g6 чёрная пешка · d4 белая пешка · e4 белая пешка · a3 белая пешка · c3 белый конь · b2 белая пешка · c2 белая пешка · f2 белая пешка · g2 белая пешка · h2 белая пешка · a1 белая ладья · c1 белый слон · d1 белый ферзь · e1 белый король · f1 белый слон · h1 белая ладья | a8 чёрная ладья · c8 чёрный слон · d8 чёрный ферзь · e8 чёрный король · f8 чёрный слон · h8 чёрная ладья · a7 чёрная пешка · b7 чёрная пешка · c7 чёрная пешка · d7 чёрная пешка · f7 чёрная пешка · h7 чёрная пешка · c6 чёрный конь · f6 чёрный конь · g6 чёрная пешка · d4 белая пешка · e4 белая пешка · a3 белая пешка · c3 белый конь · b2 белая пешка · c2 белая пешка · f2 белая пешка · g2 белая пешка · h2 белая пешка · a1 белая ладья · c1 белый слон · d1 белый ферзь · e1 белый король · f1 белый слон · h1 белая ладья | a8 чёрная ладья · c8 чёрный слон · d8 чёрный ферзь · e8 чёрный король · f8 чёрный слон · h8 чёрная ладья · a7 чёрная пешка · b7 чёрная пешка · c7 чёрная пешка · d7 чёрная пешка · f7 чёрная пешка · h7 чёрная пешка · c6 чёрный конь · f6 чёрный конь · g6 чёрная пешка · d4 белая пешка · e4 белая пешка · a3 белая пешка · c3 белый конь · b2 белая пешка · c2 белая пешка · f2 белая пешка · g2 белая пешка · h2 белая пешка · a1 белая ладья · c1 белый слон · d1 белый ферзь · e1 белый король · f1 белый слон · h1 белая ладья | a8 чёрная ладья · c8 чёрный слон · d8 чёрный ферзь · e8 чёрный король · f8 чёрный слон · h8 чёрная ладья · a7 чёрная пешка · b7 чёрная пешка · c7 чёрная пешка · d7 чёрная пешка · f7 чёрная пешка · h7 чёрная пешка · c6 чёрный конь · f6 чёрный конь · g6 чёрная пешка · d4 белая пешка · e4 белая пешка · a3 белая пешка · c3 белый конь · b2 белая пешка · c2 белая пешка · f2 белая пешка · g2 белая пешка · h2 белая пешка · a1 белая ладья · c1 белый слон · d1 белый ферзь · e1 белый король · f1 белый слон · h1 белая ладья | a8 чёрная ладья · c8 чёрный слон · d8 чёрный ферзь · e8 чёрный король · f8 чёрный слон · h8 чёрная ладья · a7 чёрная пешка · b7 чёрная пешка · c7 чёрная пешка · d7 чёрная пешка · f7 чёрная пешка · h7 чёрная пешка · c6 чёрный конь · f6 чёрный конь · g6 чёрная пешка · d4 белая пешка · e4 белая пешка · a3 белая пешка · c3 белый конь · b2 белая пешка · c2 белая пешка · f2 белая пешка · g2 белая пешка · h2 белая пешка · a1 белая ладья · c1 белый слон · d1 белый ферзь · e1 белый король · f1 белый слон · h1 белая ладья | a8 чёрная ладья · c8 чёрный слон · d8 чёрный ферзь · e8 чёрный король · f8 чёрный слон · h8 чёрная ладья · a7 чёрная пешка · b7 чёрная пешка · c7 чёрная пешка · d7 чёрная пешка · f7 чёрная пешка · h7 чёрная пешка · c6 чёрный конь · f6 чёрный конь · g6 чёрная пешка · d4 белая пешка · e4 белая пешка · a3 белая пешка · c3 белый конь · b2 белая пешка · c2 белая пешка · f2 белая пешка · g2 белая пешка · h2 белая пешка · a1 белая ладья · c1 белый слон · d1 белый ферзь · e1 белый король · f1 белый слон · h1 белая ладья | a8 чёрная ладья · c8 чёрный слон · d8 чёрный ферзь · e8 чёрный король · f8 чёрный слон · h8 чёрная ладья · a7 чёрная пешка · b7 чёрная пешка · c7 чёрная пешка · d7 чёрная пешка · f7 чёрная пешка · h7 чёрная пешка · c6 чёрный конь · f6 чёрный конь · g6 чёрная пешка · d4 белая пешка · e4 белая пешка · a3 белая пешка · c3 белый конь · b2 белая пешка · c2 белая пешка · f2 белая пешка · g2 белая пешка · h2 белая пешка · a1 белая ладья · c1 белый слон · d1 белый ферзь · e1 белый король · f1 белый слон · h1 белая ладья | 4 |
| 3 | a8 чёрная ладья · c8 чёрный слон · d8 чёрный ферзь · e8 чёрный король · f8 чёрный слон · h8 чёрная ладья · a7 чёрная пешка · b7 чёрная пешка · c7 чёрная пешка · d7 чёрная пешка · f7 чёрная пешка · h7 чёрная пешка · c6 чёрный конь · f6 чёрный конь · g6 чёрная пешка · d4 белая пешка · e4 белая пешка · a3 белая пешка · c3 белый конь · b2 белая пешка · c2 белая пешка · f2 белая пешка · g2 белая пешка · h2 белая пешка · a1 белая ладья · c1 белый слон · d1 белый ферзь · e1 белый король · f1 белый слон · h1 белая ладья | a8 чёрная ладья · c8 чёрный слон · d8 чёрный ферзь · e8 чёрный король · f8 чёрный слон · h8 чёрная ладья · a7 чёрная пешка · b7 чёрная пешка · c7 чёрная пешка · d7 чёрная пешка · f7 чёрная пешка · h7 чёрная пешка · c6 чёрный конь · f6 чёрный конь · g6 чёрная пешка · d4 белая пешка · e4 белая пешка · a3 белая пешка · c3 белый конь · b2 белая пешка · c2 белая пешка · f2 белая пешка · g2 белая пешка · h2 белая пешка · a1 белая ладья · c1 белый слон · d1 белый ферзь · e1 белый король · f1 белый слон · h1 белая ладья | a8 чёрная ладья · c8 чёрный слон · d8 чёрный ферзь · e8 чёрный король · f8 чёрный слон · h8 чёрная ладья · a7 чёрная пешка · b7 чёрная пешка · c7 чёрная пешка · d7 чёрная пешка · f7 чёрная пешка · h7 чёрная пешка · c6 чёрный конь · f6 чёрный конь · g6 чёрная пешка · d4 белая пешка · e4 белая пешка · a3 белая пешка · c3 белый конь · b2 белая пешка · c2 белая пешка · f2 белая пешка · g2 белая пешка · h2 белая пешка · a1 белая ладья · c1 белый слон · d1 белый ферзь · e1 белый король · f1 белый слон · h1 белая ладья | a8 чёрная ладья · c8 чёрный слон · d8 чёрный ферзь · e8 чёрный король · f8 чёрный слон · h8 чёрная ладья · a7 чёрная пешка · b7 чёрная пешка · c7 чёрная пешка · d7 чёрная пешка · f7 чёрная пешка · h7 чёрная пешка · c6 чёрный конь · f6 чёрный конь · g6 чёрная пешка · d4 белая пешка · e4 белая пешка · a3 белая пешка · c3 белый конь · b2 белая пешка · c2 белая пешка · f2 белая пешка · g2 белая пешка · h2 белая пешка · a1 белая ладья · c1 белый слон · d1 белый ферзь · e1 белый король · f1 белый слон · h1 белая ладья | a8 чёрная ладья · c8 чёрный слон · d8 чёрный ферзь · e8 чёрный король · f8 чёрный слон · h8 чёрная ладья · a7 чёрная пешка · b7 чёрная пешка · c7 чёрная пешка · d7 чёрная пешка · f7 чёрная пешка · h7 чёрная пешка · c6 чёрный конь · f6 чёрный конь · g6 чёрная пешка · d4 белая пешка · e4 белая пешка · a3 белая пешка · c3 белый конь · b2 белая пешка · c2 белая пешка · f2 белая пешка · g2 белая пешка · h2 белая пешка · a1 белая ладья · c1 белый слон · d1 белый ферзь · e1 белый король · f1 белый слон · h1 белая ладья | a8 чёрная ладья · c8 чёрный слон · d8 чёрный ферзь · e8 чёрный король · f8 чёрный слон · h8 чёрная ладья · a7 чёрная пешка · b7 чёрная пешка · c7 чёрная пешка · d7 чёрная пешка · f7 чёрная пешка · h7 чёрная пешка · c6 чёрный конь · f6 чёрный конь · g6 чёрная пешка · d4 белая пешка · e4 белая пешка · a3 белая пешка · c3 белый конь · b2 белая пешка · c2 белая пешка · f2 белая пешка · g2 белая пешка · h2 белая пешка · a1 белая ладья · c1 белый слон · d1 белый ферзь · e1 белый король · f1 белый слон · h1 белая ладья | a8 чёрная ладья · c8 чёрный слон · d8 чёрный ферзь · e8 чёрный король · f8 чёрный слон · h8 чёрная ладья · a7 чёрная пешка · b7 чёрная пешка · c7 чёрная пешка · d7 чёрная пешка · f7 чёрная пешка · h7 чёрная пешка · c6 чёрный конь · f6 чёрный конь · g6 чёрная пешка · d4 белая пешка · e4 белая пешка · a3 белая пешка · c3 белый конь · b2 белая пешка · c2 белая пешка · f2 белая пешка · g2 белая пешка · h2 белая пешка · a1 белая ладья · c1 белый слон · d1 белый ферзь · e1 белый король · f1 белый слон · h1 белая ладья | a8 чёрная ладья · c8 чёрный слон · d8 чёрный ферзь · e8 чёрный король · f8 чёрный слон · h8 чёрная ладья · a7 чёрная пешка · b7 чёрная пешка · c7 чёрная пешка · d7 чёрная пешка · f7 чёрная пешка · h7 чёрная пешка · c6 чёрный конь · f6 чёрный конь · g6 чёрная пешка · d4 белая пешка · e4 белая пешка · a3 белая пешка · c3 белый конь · b2 белая пешка · c2 белая пешка · f2 белая пешка · g2 белая пешка · h2 белая пешка · a1 белая ладья · c1 белый слон · d1 белый ферзь · e1 белый король · f1 белый слон · h1 белая ладья | 3 |
| 2 | a8 чёрная ладья · c8 чёрный слон · d8 чёрный ферзь · e8 чёрный король · f8 чёрный слон · h8 чёрная ладья · a7 чёрная пешка · b7 чёрная пешка · c7 чёрная пешка · d7 чёрная пешка · f7 чёрная пешка · h7 чёрная пешка · c6 чёрный конь · f6 чёрный конь · g6 чёрная пешка · d4 белая пешка · e4 белая пешка · a3 белая пешка · c3 белый конь · b2 белая пешка · c2 белая пешка · f2 белая пешка · g2 белая пешка · h2 белая пешка · a1 белая ладья · c1 белый слон · d1 белый ферзь · e1 белый король · f1 белый слон · h1 белая ладья | a8 чёрная ладья · c8 чёрный слон · d8 чёрный ферзь · e8 чёрный король · f8 чёрный слон · h8 чёрная ладья · a7 чёрная пешка · b7 чёрная пешка · c7 чёрная пешка · d7 чёрная пешка · f7 чёрная пешка · h7 чёрная пешка · c6 чёрный конь · f6 чёрный конь · g6 чёрная пешка · d4 белая пешка · e4 белая пешка · a3 белая пешка · c3 белый конь · b2 белая пешка · c2 белая пешка · f2 белая пешка · g2 белая пешка · h2 белая пешка · a1 белая ладья · c1 белый слон · d1 белый ферзь · e1 белый король · f1 белый слон · h1 белая ладья | a8 чёрная ладья · c8 чёрный слон · d8 чёрный ферзь · e8 чёрный король · f8 чёрный слон · h8 чёрная ладья · a7 чёрная пешка · b7 чёрная пешка · c7 чёрная пешка · d7 чёрная пешка · f7 чёрная пешка · h7 чёрная пешка · c6 чёрный конь · f6 чёрный конь · g6 чёрная пешка · d4 белая пешка · e4 белая пешка · a3 белая пешка · c3 белый конь · b2 белая пешка · c2 белая пешка · f2 белая пешка · g2 белая пешка · h2 белая пешка · a1 белая ладья · c1 белый слон · d1 белый ферзь · e1 белый король · f1 белый слон · h1 белая ладья | a8 чёрная ладья · c8 чёрный слон · d8 чёрный ферзь · e8 чёрный король · f8 чёрный слон · h8 чёрная ладья · a7 чёрная пешка · b7 чёрная пешка · c7 чёрная пешка · d7 чёрная пешка · f7 чёрная пешка · h7 чёрная пешка · c6 чёрный конь · f6 чёрный конь · g6 чёрная пешка · d4 белая пешка · e4 белая пешка · a3 белая пешка · c3 белый конь · b2 белая пешка · c2 белая пешка · f2 белая пешка · g2 белая пешка · h2 белая пешка · a1 белая ладья · c1 белый слон · d1 белый ферзь · e1 белый король · f1 белый слон · h1 белая ладья | a8 чёрная ладья · c8 чёрный слон · d8 чёрный ферзь · e8 чёрный король · f8 чёрный слон · h8 чёрная ладья · a7 чёрная пешка · b7 чёрная пешка · c7 чёрная пешка · d7 чёрная пешка · f7 чёрная пешка · h7 чёрная пешка · c6 чёрный конь · f6 чёрный конь · g6 чёрная пешка · d4 белая пешка · e4 белая пешка · a3 белая пешка · c3 белый конь · b2 белая пешка · c2 белая пешка · f2 белая пешка · g2 белая пешка · h2 белая пешка · a1 белая ладья · c1 белый слон · d1 белый ферзь · e1 белый король · f1 белый слон · h1 белая ладья | a8 чёрная ладья · c8 чёрный слон · d8 чёрный ферзь · e8 чёрный король · f8 чёрный слон · h8 чёрная ладья · a7 чёрная пешка · b7 чёрная пешка · c7 чёрная пешка · d7 чёрная пешка · f7 чёрная пешка · h7 чёрная пешка · c6 чёрный конь · f6 чёрный конь · g6 чёрная пешка · d4 белая пешка · e4 белая пешка · a3 белая пешка · c3 белый конь · b2 белая пешка · c2 белая пешка · f2 белая пешка · g2 белая пешка · h2 белая пешка · a1 белая ладья · c1 белый слон · d1 белый ферзь · e1 белый король · f1 белый слон · h1 белая ладья | a8 чёрная ладья · c8 чёрный слон · d8 чёрный ферзь · e8 чёрный король · f8 чёрный слон · h8 чёрная ладья · a7 чёрная пешка · b7 чёрная пешка · c7 чёрная пешка · d7 чёрная пешка · f7 чёрная пешка · h7 чёрная пешка · c6 чёрный конь · f6 чёрный конь · g6 чёрная пешка · d4 белая пешка · e4 белая пешка · a3 белая пешка · c3 белый конь · b2 белая пешка · c2 белая пешка · f2 белая пешка · g2 белая пешка · h2 белая пешка · a1 белая ладья · c1 белый слон · d1 белый ферзь · e1 белый король · f1 белый слон · h1 белая ладья | a8 чёрная ладья · c8 чёрный слон · d8 чёрный ферзь · e8 чёрный король · f8 чёрный слон · h8 чёрная ладья · a7 чёрная пешка · b7 чёрная пешка · c7 чёрная пешка · d7 чёрная пешка · f7 чёрная пешка · h7 чёрная пешка · c6 чёрный конь · f6 чёрный конь · g6 чёрная пешка · d4 белая пешка · e4 белая пешка · a3 белая пешка · c3 белый конь · b2 белая пешка · c2 белая пешка · f2 белая пешка · g2 белая пешка · h2 белая пешка · a1 белая ладья · c1 белый слон · d1 белый ферзь · e1 белый король · f1 белый слон · h1 белая ладья | 2 |
| 1 | a8 чёрная ладья · c8 чёрный слон · d8 чёрный ферзь · e8 чёрный король · f8 чёрный слон · h8 чёрная ладья · a7 чёрная пешка · b7 чёрная пешка · c7 чёрная пешка · d7 чёрная пешка · f7 чёрная пешка · h7 чёрная пешка · c6 чёрный конь · f6 чёрный конь · g6 чёрная пешка · d4 белая пешка · e4 белая пешка · a3 белая пешка · c3 белый конь · b2 белая пешка · c2 белая пешка · f2 белая пешка · g2 белая пешка · h2 белая пешка · a1 белая ладья · c1 белый слон · d1 белый ферзь · e1 белый король · f1 белый слон · h1 белая ладья | a8 чёрная ладья · c8 чёрный слон · d8 чёрный ферзь · e8 чёрный король · f8 чёрный слон · h8 чёрная ладья · a7 чёрная пешка · b7 чёрная пешка · c7 чёрная пешка · d7 чёрная пешка · f7 чёрная пешка · h7 чёрная пешка · c6 чёрный конь · f6 чёрный конь · g6 чёрная пешка · d4 белая пешка · e4 белая пешка · a3 белая пешка · c3 белый конь · b2 белая пешка · c2 белая пешка · f2 белая пешка · g2 белая пешка · h2 белая пешка · a1 белая ладья · c1 белый слон · d1 белый ферзь · e1 белый король · f1 белый слон · h1 белая ладья | a8 чёрная ладья · c8 чёрный слон · d8 чёрный ферзь · e8 чёрный король · f8 чёрный слон · h8 чёрная ладья · a7 чёрная пешка · b7 чёрная пешка · c7 чёрная пешка · d7 чёрная пешка · f7 чёрная пешка · h7 чёрная пешка · c6 чёрный конь · f6 чёрный конь · g6 чёрная пешка · d4 белая пешка · e4 белая пешка · a3 белая пешка · c3 белый конь · b2 белая пешка · c2 белая пешка · f2 белая пешка · g2 белая пешка · h2 белая пешка · a1 белая ладья · c1 белый слон · d1 белый ферзь · e1 белый король · f1 белый слон · h1 белая ладья | a8 чёрная ладья · c8 чёрный слон · d8 чёрный ферзь · e8 чёрный король · f8 чёрный слон · h8 чёрная ладья · a7 чёрная пешка · b7 чёрная пешка · c7 чёрная пешка · d7 чёрная пешка · f7 чёрная пешка · h7 чёрная пешка · c6 чёрный конь · f6 чёрный конь · g6 чёрная пешка · d4 белая пешка · e4 белая пешка · a3 белая пешка · c3 белый конь · b2 белая пешка · c2 белая пешка · f2 белая пешка · g2 белая пешка · h2 белая пешка · a1 белая ладья · c1 белый слон · d1 белый ферзь · e1 белый король · f1 белый слон · h1 белая ладья | a8 чёрная ладья · c8 чёрный слон · d8 чёрный ферзь · e8 чёрный король · f8 чёрный слон · h8 чёрная ладья · a7 чёрная пешка · b7 чёрная пешка · c7 чёрная пешка · d7 чёрная пешка · f7 чёрная пешка · h7 чёрная пешка · c6 чёрный конь · f6 чёрный конь · g6 чёрная пешка · d4 белая пешка · e4 белая пешка · a3 белая пешка · c3 белый конь · b2 белая пешка · c2 белая пешка · f2 белая пешка · g2 белая пешка · h2 белая пешка · a1 белая ладья · c1 белый слон · d1 белый ферзь · e1 белый король · f1 белый слон · h1 белая ладья | a8 чёрная ладья · c8 чёрный слон · d8 чёрный ферзь · e8 чёрный король · f8 чёрный слон · h8 чёрная ладья · a7 чёрная пешка · b7 чёрная пешка · c7 чёрная пешка · d7 чёрная пешка · f7 чёрная пешка · h7 чёрная пешка · c6 чёрный конь · f6 чёрный конь · g6 чёрная пешка · d4 белая пешка · e4 белая пешка · a3 белая пешка · c3 белый конь · b2 белая пешка · c2 белая пешка · f2 белая пешка · g2 белая пешка · h2 белая пешка · a1 белая ладья · c1 белый слон · d1 белый ферзь · e1 белый король · f1 белый слон · h1 белая ладья | a8 чёрная ладья · c8 чёрный слон · d8 чёрный ферзь · e8 чёрный король · f8 чёрный слон · h8 чёрная ладья · a7 чёрная пешка · b7 чёрная пешка · c7 чёрная пешка · d7 чёрная пешка · f7 чёрная пешка · h7 чёрная пешка · c6 чёрный конь · f6 чёрный конь · g6 чёрная пешка · d4 белая пешка · e4 белая пешка · a3 белая пешка · c3 белый конь · b2 белая пешка · c2 белая пешка · f2 белая пешка · g2 белая пешка · h2 белая пешка · a1 белая ладья · c1 белый слон · d1 белый ферзь · e1 белый король · f1 белый слон · h1 белая ладья | a8 чёрная ладья · c8 чёрный слон · d8 чёрный ферзь · e8 чёрный король · f8 чёрный слон · h8 чёрная ладья · a7 чёрная пешка · b7 чёрная пешка · c7 чёрная пешка · d7 чёрная пешка · f7 чёрная пешка · h7 чёрная пешка · c6 чёрный конь · f6 чёрный конь · g6 чёрная пешка · d4 белая пешка · e4 белая пешка · a3 белая пешка · c3 белый конь · b2 белая пешка · c2 белая пешка · f2 белая пешка · g2 белая пешка · h2 белая пешка · a1 белая ладья · c1 белый слон · d1 белый ферзь · e1 белый король · f1 белый слон · h1 белая ладья | 1 |
|   | a | b | c | d | e | f | g | h |   |

|   | a | b | c | d | e | f | g | h |   |
| - | --- | --- | --- | --- | --- | --- | --- | --- | - |
| 8 | a8 чёрная ладья · c8 чёрный слон · d8 чёрный ферзь · e8 чёрный король · f8 чёрный слон · h8 чёрная ладья · a7 чёрная пешка · b7 чёрная пешка · c7 чёрная пешка · d7 чёрная пешка · f7 чёрная пешка · g7 чёрная пешка · h7 чёрная пешка · c6 чёрный конь · e5 белый конь · e4 чёрный конь · c3 белый конь · a2 белая пешка · b2 белая пешка · c2 белая пешка · d2 белая пешка · f2 белая пешка · g2 белая пешка · h2 белая пешка · a1 белая ладья · c1 белый слон · d1 белый ферзь · e1 белый король · f1 белый слон · h1 белая ладья | a8 чёрная ладья · c8 чёрный слон · d8 чёрный ферзь · e8 чёрный король · f8 чёрный слон · h8 чёрная ладья · a7 чёрная пешка · b7 чёрная пешка · c7 чёрная пешка · d7 чёрная пешка · f7 чёрная пешка · g7 чёрная пешка · h7 чёрная пешка · c6 чёрный конь · e5 белый конь · e4 чёрный конь · c3 белый конь · a2 белая пешка · b2 белая пешка · c2 белая пешка · d2 белая пешка · f2 белая пешка · g2 белая пешка · h2 белая пешка · a1 белая ладья · c1 белый слон · d1 белый ферзь · e1 белый король · f1 белый слон · h1 белая ладья | a8 чёрная ладья · c8 чёрный слон · d8 чёрный ферзь · e8 чёрный король · f8 чёрный слон · h8 чёрная ладья · a7 чёрная пешка · b7 чёрная пешка · c7 чёрная пешка · d7 чёрная пешка · f7 чёрная пешка · g7 чёрная пешка · h7 чёрная пешка · c6 чёрный конь · e5 белый конь · e4 чёрный конь · c3 белый конь · a2 белая пешка · b2 белая пешка · c2 белая пешка · d2 белая пешка · f2 белая пешка · g2 белая пешка · h2 белая пешка · a1 белая ладья · c1 белый слон · d1 белый ферзь · e1 белый король · f1 белый слон · h1 белая ладья | a8 чёрная ладья · c8 чёрный слон · d8 чёрный ферзь · e8 чёрный король · f8 чёрный слон · h8 чёрная ладья · a7 чёрная пешка · b7 чёрная пешка · c7 чёрная пешка · d7 чёрная пешка · f7 чёрная пешка · g7 чёрная пешка · h7 чёрная пешка · c6 чёрный конь · e5 белый конь · e4 чёрный конь · c3 белый конь · a2 белая пешка · b2 белая пешка · c2 белая пешка · d2 белая пешка · f2 белая пешка · g2 белая пешка · h2 белая пешка · a1 белая ладья · c1 белый слон · d1 белый ферзь · e1 белый король · f1 белый слон · h1 белая ладья | a8 чёрная ладья · c8 чёрный слон · d8 чёрный ферзь · e8 чёрный король · f8 чёрный слон · h8 чёрная ладья · a7 чёрная пешка · b7 чёрная пешка · c7 чёрная пешка · d7 чёрная пешка · f7 чёрная пешка · g7 чёрная пешка · h7 чёрная пешка · c6 чёрный конь · e5 белый конь · e4 чёрный конь · c3 белый конь · a2 белая пешка · b2 белая пешка · c2 белая пешка · d2 белая пешка · f2 белая пешка · g2 белая пешка · h2 белая пешка · a1 белая ладья · c1 белый слон · d1 белый ферзь · e1 белый король · f1 белый слон · h1 белая ладья | a8 чёрная ладья · c8 чёрный слон · d8 чёрный ферзь · e8 чёрный король · f8 чёрный слон · h8 чёрная ладья · a7 чёрная пешка · b7 чёрная пешка · c7 чёрная пешка · d7 чёрная пешка · f7 чёрная пешка · g7 чёрная пешка · h7 чёрная пешка · c6 чёрный конь · e5 белый конь · e4 чёрный конь · c3 белый конь · a2 белая пешка · b2 белая пешка · c2 белая пешка · d2 белая пешка · f2 белая пешка · g2 белая пешка · h2 белая пешка · a1 белая ладья · c1 белый слон · d1 белый ферзь · e1 белый король · f1 белый слон · h1 белая ладья | a8 чёрная ладья · c8 чёрный слон · d8 чёрный ферзь · e8 чёрный король · f8 чёрный слон · h8 чёрная ладья · a7 чёрная пешка · b7 чёрная пешка · c7 чёрная пешка · d7 чёрная пешка · f7 чёрная пешка · g7 чёрная пешка · h7 чёрная пешка · c6 чёрный конь · e5 белый конь · e4 чёрный конь · c3 белый конь · a2 белая пешка · b2 белая пешка · c2 белая пешка · d2 белая пешка · f2 белая пешка · g2 белая пешка · h2 белая пешка · a1 белая ладья · c1 белый слон · d1 белый ферзь · e1 белый король · f1 белый слон · h1 белая ладья | a8 чёрная ладья · c8 чёрный слон · d8 чёрный ферзь · e8 чёрный король · f8 чёрный слон · h8 чёрная ладья · a7 чёрная пешка · b7 чёрная пешка · c7 чёрная пешка · d7 чёрная пешка · f7 чёрная пешка · g7 чёрная пешка · h7 чёрная пешка · c6 чёрный конь · e5 белый конь · e4 чёрный конь · c3 белый конь · a2 белая пешка · b2 белая пешка · c2 белая пешка · d2 белая пешка · f2 белая пешка · g2 белая пешка · h2 белая пешка · a1 белая ладья · c1 белый слон · d1 белый ферзь · e1 белый король · f1 белый слон · h1 белая ладья | 8 |
| 7 | a8 чёрная ладья · c8 чёрный слон · d8 чёрный ферзь · e8 чёрный король · f8 чёрный слон · h8 чёрная ладья · a7 чёрная пешка · b7 чёрная пешка · c7 чёрная пешка · d7 чёрная пешка · f7 чёрная пешка · g7 чёрная пешка · h7 чёрная пешка · c6 чёрный конь · e5 белый конь · e4 чёрный конь · c3 белый конь · a2 белая пешка · b2 белая пешка · c2 белая пешка · d2 белая пешка · f2 белая пешка · g2 белая пешка · h2 белая пешка · a1 белая ладья · c1 белый слон · d1 белый ферзь · e1 белый король · f1 белый слон · h1 белая ладья | a8 чёрная ладья · c8 чёрный слон · d8 чёрный ферзь · e8 чёрный король · f8 чёрный слон · h8 чёрная ладья · a7 чёрная пешка · b7 чёрная пешка · c7 чёрная пешка · d7 чёрная пешка · f7 чёрная пешка · g7 чёрная пешка · h7 чёрная пешка · c6 чёрный конь · e5 белый конь · e4 чёрный конь · c3 белый конь · a2 белая пешка · b2 белая пешка · c2 белая пешка · d2 белая пешка · f2 белая пешка · g2 белая пешка · h2 белая пешка · a1 белая ладья · c1 белый слон · d1 белый ферзь · e1 белый король · f1 белый слон · h1 белая ладья | a8 чёрная ладья · c8 чёрный слон · d8 чёрный ферзь · e8 чёрный король · f8 чёрный слон · h8 чёрная ладья · a7 чёрная пешка · b7 чёрная пешка · c7 чёрная пешка · d7 чёрная пешка · f7 чёрная пешка · g7 чёрная пешка · h7 чёрная пешка · c6 чёрный конь · e5 белый конь · e4 чёрный конь · c3 белый конь · a2 белая пешка · b2 белая пешка · c2 белая пешка · d2 белая пешка · f2 белая пешка · g2 белая пешка · h2 белая пешка · a1 белая ладья · c1 белый слон · d1 белый ферзь · e1 белый король · f1 белый слон · h1 белая ладья | a8 чёрная ладья · c8 чёрный слон · d8 чёрный ферзь · e8 чёрный король · f8 чёрный слон · h8 чёрная ладья · a7 чёрная пешка · b7 чёрная пешка · c7 чёрная пешка · d7 чёрная пешка · f7 чёрная пешка · g7 чёрная пешка · h7 чёрная пешка · c6 чёрный конь · e5 белый конь · e4 чёрный конь · c3 белый конь · a2 белая пешка · b2 белая пешка · c2 белая пешка · d2 белая пешка · f2 белая пешка · g2 белая пешка · h2 белая пешка · a1 белая ладья · c1 белый слон · d1 белый ферзь · e1 белый король · f1 белый слон · h1 белая ладья | a8 чёрная ладья · c8 чёрный слон · d8 чёрный ферзь · e8 чёрный король · f8 чёрный слон · h8 чёрная ладья · a7 чёрная пешка · b7 чёрная пешка · c7 чёрная пешка · d7 чёрная пешка · f7 чёрная пешка · g7 чёрная пешка · h7 чёрная пешка · c6 чёрный конь · e5 белый конь · e4 чёрный конь · c3 белый конь · a2 белая пешка · b2 белая пешка · c2 белая пешка · d2 белая пешка · f2 белая пешка · g2 белая пешка · h2 белая пешка · a1 белая ладья · c1 белый слон · d1 белый ферзь · e1 белый король · f1 белый слон · h1 белая ладья | a8 чёрная ладья · c8 чёрный слон · d8 чёрный ферзь · e8 чёрный король · f8 чёрный слон · h8 чёрная ладья · a7 чёрная пешка · b7 чёрная пешка · c7 чёрная пешка · d7 чёрная пешка · f7 чёрная пешка · g7 чёрная пешка · h7 чёрная пешка · c6 чёрный конь · e5 белый конь · e4 чёрный конь · c3 белый конь · a2 белая пешка · b2 белая пешка · c2 белая пешка · d2 белая пешка · f2 белая пешка · g2 белая пешка · h2 белая пешка · a1 белая ладья · c1 белый слон · d1 белый ферзь · e1 белый король · f1 белый слон · h1 белая ладья | a8 чёрная ладья · c8 чёрный слон · d8 чёрный ферзь · e8 чёрный король · f8 чёрный слон · h8 чёрная ладья · a7 чёрная пешка · b7 чёрная пешка · c7 чёрная пешка · d7 чёрная пешка · f7 чёрная пешка · g7 чёрная пешка · h7 чёрная пешка · c6 чёрный конь · e5 белый конь · e4 чёрный конь · c3 белый конь · a2 белая пешка · b2 белая пешка · c2 белая пешка · d2 белая пешка · f2 белая пешка · g2 белая пешка · h2 белая пешка · a1 белая ладья · c1 белый слон · d1 белый ферзь · e1 белый король · f1 белый слон · h1 белая ладья | a8 чёрная ладья · c8 чёрный слон · d8 чёрный ферзь · e8 чёрный король · f8 чёрный слон · h8 чёрная ладья · a7 чёрная пешка · b7 чёрная пешка · c7 чёрная пешка · d7 чёрная пешка · f7 чёрная пешка · g7 чёрная пешка · h7 чёрная пешка · c6 чёрный конь · e5 белый конь · e4 чёрный конь · c3 белый конь · a2 белая пешка · b2 белая пешка · c2 белая пешка · d2 белая пешка · f2 белая пешка · g2 белая пешка · h2 белая пешка · a1 белая ладья · c1 белый слон · d1 белый ферзь · e1 белый король · f1 белый слон · h1 белая ладья | 7 |
| 6 | a8 чёрная ладья · c8 чёрный слон · d8 чёрный ферзь · e8 чёрный король · f8 чёрный слон · h8 чёрная ладья · a7 чёрная пешка · b7 чёрная пешка · c7 чёрная пешка · d7 чёрная пешка · f7 чёрная пешка · g7 чёрная пешка · h7 чёрная пешка · c6 чёрный конь · e5 белый конь · e4 чёрный конь · c3 белый конь · a2 белая пешка · b2 белая пешка · c2 белая пешка · d2 белая пешка · f2 белая пешка · g2 белая пешка · h2 белая пешка · a1 белая ладья · c1 белый слон · d1 белый ферзь · e1 белый король · f1 белый слон · h1 белая ладья | a8 чёрная ладья · c8 чёрный слон · d8 чёрный ферзь · e8 чёрный король · f8 чёрный слон · h8 чёрная ладья · a7 чёрная пешка · b7 чёрная пешка · c7 чёрная пешка · d7 чёрная пешка · f7 чёрная пешка · g7 чёрная пешка · h7 чёрная пешка · c6 чёрный конь · e5 белый конь · e4 чёрный конь · c3 белый конь · a2 белая пешка · b2 белая пешка · c2 белая пешка · d2 белая пешка · f2 белая пешка · g2 белая пешка · h2 белая пешка · a1 белая ладья · c1 белый слон · d1 белый ферзь · e1 белый король · f1 белый слон · h1 белая ладья | a8 чёрная ладья · c8 чёрный слон · d8 чёрный ферзь · e8 чёрный король · f8 чёрный слон · h8 чёрная ладья · a7 чёрная пешка · b7 чёрная пешка · c7 чёрная пешка · d7 чёрная пешка · f7 чёрная пешка · g7 чёрная пешка · h7 чёрная пешка · c6 чёрный конь · e5 белый конь · e4 чёрный конь · c3 белый конь · a2 белая пешка · b2 белая пешка · c2 белая пешка · d2 белая пешка · f2 белая пешка · g2 белая пешка · h2 белая пешка · a1 белая ладья · c1 белый слон · d1 белый ферзь · e1 белый король · f1 белый слон · h1 белая ладья | a8 чёрная ладья · c8 чёрный слон · d8 чёрный ферзь · e8 чёрный король · f8 чёрный слон · h8 чёрная ладья · a7 чёрная пешка · b7 чёрная пешка · c7 чёрная пешка · d7 чёрная пешка · f7 чёрная пешка · g7 чёрная пешка · h7 чёрная пешка · c6 чёрный конь · e5 белый конь · e4 чёрный конь · c3 белый конь · a2 белая пешка · b2 белая пешка · c2 белая пешка · d2 белая пешка · f2 белая пешка · g2 белая пешка · h2 белая пешка · a1 белая ладья · c1 белый слон · d1 белый ферзь · e1 белый король · f1 белый слон · h1 белая ладья | a8 чёрная ладья · c8 чёрный слон · d8 чёрный ферзь · e8 чёрный король · f8 чёрный слон · h8 чёрная ладья · a7 чёрная пешка · b7 чёрная пешка · c7 чёрная пешка · d7 чёрная пешка · f7 чёрная пешка · g7 чёрная пешка · h7 чёрная пешка · c6 чёрный конь · e5 белый конь · e4 чёрный конь · c3 белый конь · a2 белая пешка · b2 белая пешка · c2 белая пешка · d2 белая пешка · f2 белая пешка · g2 белая пешка · h2 белая пешка · a1 белая ладья · c1 белый слон · d1 белый ферзь · e1 белый король · f1 белый слон · h1 белая ладья | a8 чёрная ладья · c8 чёрный слон · d8 чёрный ферзь · e8 чёрный король · f8 чёрный слон · h8 чёрная ладья · a7 чёрная пешка · b7 чёрная пешка · c7 чёрная пешка · d7 чёрная пешка · f7 чёрная пешка · g7 чёрная пешка · h7 чёрная пешка · c6 чёрный конь · e5 белый конь · e4 чёрный конь · c3 белый конь · a2 белая пешка · b2 белая пешка · c2 белая пешка · d2 белая пешка · f2 белая пешка · g2 белая пешка · h2 белая пешка · a1 белая ладья · c1 белый слон · d1 белый ферзь · e1 белый король · f1 белый слон · h1 белая ладья | a8 чёрная ладья · c8 чёрный слон · d8 чёрный ферзь · e8 чёрный король · f8 чёрный слон · h8 чёрная ладья · a7 чёрная пешка · b7 чёрная пешка · c7 чёрная пешка · d7 чёрная пешка · f7 чёрная пешка · g7 чёрная пешка · h7 чёрная пешка · c6 чёрный конь · e5 белый конь · e4 чёрный конь · c3 белый конь · a2 белая пешка · b2 белая пешка · c2 белая пешка · d2 белая пешка · f2 белая пешка · g2 белая пешка · h2 белая пешка · a1 белая ладья · c1 белый слон · d1 белый ферзь · e1 белый король · f1 белый слон · h1 белая ладья | a8 чёрная ладья · c8 чёрный слон · d8 чёрный ферзь · e8 чёрный король · f8 чёрный слон · h8 чёрная ладья · a7 чёрная пешка · b7 чёрная пешка · c7 чёрная пешка · d7 чёрная пешка · f7 чёрная пешка · g7 чёрная пешка · h7 чёрная пешка · c6 чёрный конь · e5 белый конь · e4 чёрный конь · c3 белый конь · a2 белая пешка · b2 белая пешка · c2 белая пешка · d2 белая пешка · f2 белая пешка · g2 белая пешка · h2 белая пешка · a1 белая ладья · c1 белый слон · d1 белый ферзь · e1 белый король · f1 белый слон · h1 белая ладья | 6 |
| 5 | a8 чёрная ладья · c8 чёрный слон · d8 чёрный ферзь · e8 чёрный король · f8 чёрный слон · h8 чёрная ладья · a7 чёрная пешка · b7 чёрная пешка · c7 чёрная пешка · d7 чёрная пешка · f7 чёрная пешка · g7 чёрная пешка · h7 чёрная пешка · c6 чёрный конь · e5 белый конь · e4 чёрный конь · c3 белый конь · a2 белая пешка · b2 белая пешка · c2 белая пешка · d2 белая пешка · f2 белая пешка · g2 белая пешка · h2 белая пешка · a1 белая ладья · c1 белый слон · d1 белый ферзь · e1 белый король · f1 белый слон · h1 белая ладья | a8 чёрная ладья · c8 чёрный слон · d8 чёрный ферзь · e8 чёрный король · f8 чёрный слон · h8 чёрная ладья · a7 чёрная пешка · b7 чёрная пешка · c7 чёрная пешка · d7 чёрная пешка · f7 чёрная пешка · g7 чёрная пешка · h7 чёрная пешка · c6 чёрный конь · e5 белый конь · e4 чёрный конь · c3 белый конь · a2 белая пешка · b2 белая пешка · c2 белая пешка · d2 белая пешка · f2 белая пешка · g2 белая пешка · h2 белая пешка · a1 белая ладья · c1 белый слон · d1 белый ферзь · e1 белый король · f1 белый слон · h1 белая ладья | a8 чёрная ладья · c8 чёрный слон · d8 чёрный ферзь · e8 чёрный король · f8 чёрный слон · h8 чёрная ладья · a7 чёрная пешка · b7 чёрная пешка · c7 чёрная пешка · d7 чёрная пешка · f7 чёрная пешка · g7 чёрная пешка · h7 чёрная пешка · c6 чёрный конь · e5 белый конь · e4 чёрный конь · c3 белый конь · a2 белая пешка · b2 белая пешка · c2 белая пешка · d2 белая пешка · f2 белая пешка · g2 белая пешка · h2 белая пешка · a1 белая ладья · c1 белый слон · d1 белый ферзь · e1 белый король · f1 белый слон · h1 белая ладья | a8 чёрная ладья · c8 чёрный слон · d8 чёрный ферзь · e8 чёрный король · f8 чёрный слон · h8 чёрная ладья · a7 чёрная пешка · b7 чёрная пешка · c7 чёрная пешка · d7 чёрная пешка · f7 чёрная пешка · g7 чёрная пешка · h7 чёрная пешка · c6 чёрный конь · e5 белый конь · e4 чёрный конь · c3 белый конь · a2 белая пешка · b2 белая пешка · c2 белая пешка · d2 белая пешка · f2 белая пешка · g2 белая пешка · h2 белая пешка · a1 белая ладья · c1 белый слон · d1 белый ферзь · e1 белый король · f1 белый слон · h1 белая ладья | a8 чёрная ладья · c8 чёрный слон · d8 чёрный ферзь · e8 чёрный король · f8 чёрный слон · h8 чёрная ладья · a7 чёрная пешка · b7 чёрная пешка · c7 чёрная пешка · d7 чёрная пешка · f7 чёрная пешка · g7 чёрная пешка · h7 чёрная пешка · c6 чёрный конь · e5 белый конь · e4 чёрный конь · c3 белый конь · a2 белая пешка · b2 белая пешка · c2 белая пешка · d2 белая пешка · f2 белая пешка · g2 белая пешка · h2 белая пешка · a1 белая ладья · c1 белый слон · d1 белый ферзь · e1 белый король · f1 белый слон · h1 белая ладья | a8 чёрная ладья · c8 чёрный слон · d8 чёрный ферзь · e8 чёрный король · f8 чёрный слон · h8 чёрная ладья · a7 чёрная пешка · b7 чёрная пешка · c7 чёрная пешка · d7 чёрная пешка · f7 чёрная пешка · g7 чёрная пешка · h7 чёрная пешка · c6 чёрный конь · e5 белый конь · e4 чёрный конь · c3 белый конь · a2 белая пешка · b2 белая пешка · c2 белая пешка · d2 белая пешка · f2 белая пешка · g2 белая пешка · h2 белая пешка · a1 белая ладья · c1 белый слон · d1 белый ферзь · e1 белый король · f1 белый слон · h1 белая ладья | a8 чёрная ладья · c8 чёрный слон · d8 чёрный ферзь · e8 чёрный король · f8 чёрный слон · h8 чёрная ладья · a7 чёрная пешка · b7 чёрная пешка · c7 чёрная пешка · d7 чёрная пешка · f7 чёрная пешка · g7 чёрная пешка · h7 чёрная пешка · c6 чёрный конь · e5 белый конь · e4 чёрный конь · c3 белый конь · a2 белая пешка · b2 белая пешка · c2 белая пешка · d2 белая пешка · f2 белая пешка · g2 белая пешка · h2 белая пешка · a1 белая ладья · c1 белый слон · d1 белый ферзь · e1 белый король · f1 белый слон · h1 белая ладья | a8 чёрная ладья · c8 чёрный слон · d8 чёрный ферзь · e8 чёрный король · f8 чёрный слон · h8 чёрная ладья · a7 чёрная пешка · b7 чёрная пешка · c7 чёрная пешка · d7 чёрная пешка · f7 чёрная пешка · g7 чёрная пешка · h7 чёрная пешка · c6 чёрный конь · e5 белый конь · e4 чёрный конь · c3 белый конь · a2 белая пешка · b2 белая пешка · c2 белая пешка · d2 белая пешка · f2 белая пешка · g2 белая пешка · h2 белая пешка · a1 белая ладья · c1 белый слон · d1 белый ферзь · e1 белый король · f1 белый слон · h1 белая ладья | 5 |
| 4 | a8 чёрная ладья · c8 чёрный слон · d8 чёрный ферзь · e8 чёрный король · f8 чёрный слон · h8 чёрная ладья · a7 чёрная пешка · b7 чёрная пешка · c7 чёрная пешка · d7 чёрная пешка · f7 чёрная пешка · g7 чёрная пешка · h7 чёрная пешка · c6 чёрный конь · e5 белый конь · e4 чёрный конь · c3 белый конь · a2 белая пешка · b2 белая пешка · c2 белая пешка · d2 белая пешка · f2 белая пешка · g2 белая пешка · h2 белая пешка · a1 белая ладья · c1 белый слон · d1 белый ферзь · e1 белый король · f1 белый слон · h1 белая ладья | a8 чёрная ладья · c8 чёрный слон · d8 чёрный ферзь · e8 чёрный король · f8 чёрный слон · h8 чёрная ладья · a7 чёрная пешка · b7 чёрная пешка · c7 чёрная пешка · d7 чёрная пешка · f7 чёрная пешка · g7 чёрная пешка · h7 чёрная пешка · c6 чёрный конь · e5 белый конь · e4 чёрный конь · c3 белый конь · a2 белая пешка · b2 белая пешка · c2 белая пешка · d2 белая пешка · f2 белая пешка · g2 белая пешка · h2 белая пешка · a1 белая ладья · c1 белый слон · d1 белый ферзь · e1 белый король · f1 белый слон · h1 белая ладья | a8 чёрная ладья · c8 чёрный слон · d8 чёрный ферзь · e8 чёрный король · f8 чёрный слон · h8 чёрная ладья · a7 чёрная пешка · b7 чёрная пешка · c7 чёрная пешка · d7 чёрная пешка · f7 чёрная пешка · g7 чёрная пешка · h7 чёрная пешка · c6 чёрный конь · e5 белый конь · e4 чёрный конь · c3 белый конь · a2 белая пешка · b2 белая пешка · c2 белая пешка · d2 белая пешка · f2 белая пешка · g2 белая пешка · h2 белая пешка · a1 белая ладья · c1 белый слон · d1 белый ферзь · e1 белый король · f1 белый слон · h1 белая ладья | a8 чёрная ладья · c8 чёрный слон · d8 чёрный ферзь · e8 чёрный король · f8 чёрный слон · h8 чёрная ладья · a7 чёрная пешка · b7 чёрная пешка · c7 чёрная пешка · d7 чёрная пешка · f7 чёрная пешка · g7 чёрная пешка · h7 чёрная пешка · c6 чёрный конь · e5 белый конь · e4 чёрный конь · c3 белый конь · a2 белая пешка · b2 белая пешка · c2 белая пешка · d2 белая пешка · f2 белая пешка · g2 белая пешка · h2 белая пешка · a1 белая ладья · c1 белый слон · d1 белый ферзь · e1 белый король · f1 белый слон · h1 белая ладья | a8 чёрная ладья · c8 чёрный слон · d8 чёрный ферзь · e8 чёрный король · f8 чёрный слон · h8 чёрная ладья · a7 чёрная пешка · b7 чёрная пешка · c7 чёрная пешка · d7 чёрная пешка · f7 чёрная пешка · g7 чёрная пешка · h7 чёрная пешка · c6 чёрный конь · e5 белый конь · e4 чёрный конь · c3 белый конь · a2 белая пешка · b2 белая пешка · c2 белая пешка · d2 белая пешка · f2 белая пешка · g2 белая пешка · h2 белая пешка · a1 белая ладья · c1 белый слон · d1 белый ферзь · e1 белый король · f1 белый слон · h1 белая ладья | a8 чёрная ладья · c8 чёрный слон · d8 чёрный ферзь · e8 чёрный король · f8 чёрный слон · h8 чёрная ладья · a7 чёрная пешка · b7 чёрная пешка · c7 чёрная пешка · d7 чёрная пешка · f7 чёрная пешка · g7 чёрная пешка · h7 чёрная пешка · c6 чёрный конь · e5 белый конь · e4 чёрный конь · c3 белый конь · a2 белая пешка · b2 белая пешка · c2 белая пешка · d2 белая пешка · f2 белая пешка · g2 белая пешка · h2 белая пешка · a1 белая ладья · c1 белый слон · d1 белый ферзь · e1 белый король · f1 белый слон · h1 белая ладья | a8 чёрная ладья · c8 чёрный слон · d8 чёрный ферзь · e8 чёрный король · f8 чёрный слон · h8 чёрная ладья · a7 чёрная пешка · b7 чёрная пешка · c7 чёрная пешка · d7 чёрная пешка · f7 чёрная пешка · g7 чёрная пешка · h7 чёрная пешка · c6 чёрный конь · e5 белый конь · e4 чёрный конь · c3 белый конь · a2 белая пешка · b2 белая пешка · c2 белая пешка · d2 белая пешка · f2 белая пешка · g2 белая пешка · h2 белая пешка · a1 белая ладья · c1 белый слон · d1 белый ферзь · e1 белый король · f1 белый слон · h1 белая ладья | a8 чёрная ладья · c8 чёрный слон · d8 чёрный ферзь · e8 чёрный король · f8 чёрный слон · h8 чёрная ладья · a7 чёрная пешка · b7 чёрная пешка · c7 чёрная пешка · d7 чёрная пешка · f7 чёрная пешка · g7 чёрная пешка · h7 чёрная пешка · c6 чёрный конь · e5 белый конь · e4 чёрный конь · c3 белый конь · a2 белая пешка · b2 белая пешка · c2 белая пешка · d2 белая пешка · f2 белая пешка · g2 белая пешка · h2 белая пешка · a1 белая ладья · c1 белый слон · d1 белый ферзь · e1 белый король · f1 белый слон · h1 белая ладья | 4 |
| 3 | a8 чёрная ладья · c8 чёрный слон · d8 чёрный ферзь · e8 чёрный король · f8 чёрный слон · h8 чёрная ладья · a7 чёрная пешка · b7 чёрная пешка · c7 чёрная пешка · d7 чёрная пешка · f7 чёрная пешка · g7 чёрная пешка · h7 чёрная пешка · c6 чёрный конь · e5 белый конь · e4 чёрный конь · c3 белый конь · a2 белая пешка · b2 белая пешка · c2 белая пешка · d2 белая пешка · f2 белая пешка · g2 белая пешка · h2 белая пешка · a1 белая ладья · c1 белый слон · d1 белый ферзь · e1 белый король · f1 белый слон · h1 белая ладья | a8 чёрная ладья · c8 чёрный слон · d8 чёрный ферзь · e8 чёрный король · f8 чёрный слон · h8 чёрная ладья · a7 чёрная пешка · b7 чёрная пешка · c7 чёрная пешка · d7 чёрная пешка · f7 чёрная пешка · g7 чёрная пешка · h7 чёрная пешка · c6 чёрный конь · e5 белый конь · e4 чёрный конь · c3 белый конь · a2 белая пешка · b2 белая пешка · c2 белая пешка · d2 белая пешка · f2 белая пешка · g2 белая пешка · h2 белая пешка · a1 белая ладья · c1 белый слон · d1 белый ферзь · e1 белый король · f1 белый слон · h1 белая ладья | a8 чёрная ладья · c8 чёрный слон · d8 чёрный ферзь · e8 чёрный король · f8 чёрный слон · h8 чёрная ладья · a7 чёрная пешка · b7 чёрная пешка · c7 чёрная пешка · d7 чёрная пешка · f7 чёрная пешка · g7 чёрная пешка · h7 чёрная пешка · c6 чёрный конь · e5 белый конь · e4 чёрный конь · c3 белый конь · a2 белая пешка · b2 белая пешка · c2 белая пешка · d2 белая пешка · f2 белая пешка · g2 белая пешка · h2 белая пешка · a1 белая ладья · c1 белый слон · d1 белый ферзь · e1 белый король · f1 белый слон · h1 белая ладья | a8 чёрная ладья · c8 чёрный слон · d8 чёрный ферзь · e8 чёрный король · f8 чёрный слон · h8 чёрная ладья · a7 чёрная пешка · b7 чёрная пешка · c7 чёрная пешка · d7 чёрная пешка · f7 чёрная пешка · g7 чёрная пешка · h7 чёрная пешка · c6 чёрный конь · e5 белый конь · e4 чёрный конь · c3 белый конь · a2 белая пешка · b2 белая пешка · c2 белая пешка · d2 белая пешка · f2 белая пешка · g2 белая пешка · h2 белая пешка · a1 белая ладья · c1 белый слон · d1 белый ферзь · e1 белый король · f1 белый слон · h1 белая ладья | a8 чёрная ладья · c8 чёрный слон · d8 чёрный ферзь · e8 чёрный король · f8 чёрный слон · h8 чёрная ладья · a7 чёрная пешка · b7 чёрная пешка · c7 чёрная пешка · d7 чёрная пешка · f7 чёрная пешка · g7 чёрная пешка · h7 чёрная пешка · c6 чёрный конь · e5 белый конь · e4 чёрный конь · c3 белый конь · a2 белая пешка · b2 белая пешка · c2 белая пешка · d2 белая пешка · f2 белая пешка · g2 белая пешка · h2 белая пешка · a1 белая ладья · c1 белый слон · d1 белый ферзь · e1 белый король · f1 белый слон · h1 белая ладья | a8 чёрная ладья · c8 чёрный слон · d8 чёрный ферзь · e8 чёрный король · f8 чёрный слон · h8 чёрная ладья · a7 чёрная пешка · b7 чёрная пешка · c7 чёрная пешка · d7 чёрная пешка · f7 чёрная пешка · g7 чёрная пешка · h7 чёрная пешка · c6 чёрный конь · e5 белый конь · e4 чёрный конь · c3 белый конь · a2 белая пешка · b2 белая пешка · c2 белая пешка · d2 белая пешка · f2 белая пешка · g2 белая пешка · h2 белая пешка · a1 белая ладья · c1 белый слон · d1 белый ферзь · e1 белый король · f1 белый слон · h1 белая ладья | a8 чёрная ладья · c8 чёрный слон · d8 чёрный ферзь · e8 чёрный король · f8 чёрный слон · h8 чёрная ладья · a7 чёрная пешка · b7 чёрная пешка · c7 чёрная пешка · d7 чёрная пешка · f7 чёрная пешка · g7 чёрная пешка · h7 чёрная пешка · c6 чёрный конь · e5 белый конь · e4 чёрный конь · c3 белый конь · a2 белая пешка · b2 белая пешка · c2 белая пешка · d2 белая пешка · f2 белая пешка · g2 белая пешка · h2 белая пешка · a1 белая ладья · c1 белый слон · d1 белый ферзь · e1 белый король · f1 белый слон · h1 белая ладья | a8 чёрная ладья · c8 чёрный слон · d8 чёрный ферзь · e8 чёрный король · f8 чёрный слон · h8 чёрная ладья · a7 чёрная пешка · b7 чёрная пешка · c7 чёрная пешка · d7 чёрная пешка · f7 чёрная пешка · g7 чёрная пешка · h7 чёрная пешка · c6 чёрный конь · e5 белый конь · e4 чёрный конь · c3 белый конь · a2 белая пешка · b2 белая пешка · c2 белая пешка · d2 белая пешка · f2 белая пешка · g2 белая пешка · h2 белая пешка · a1 белая ладья · c1 белый слон · d1 белый ферзь · e1 белый король · f1 белый слон · h1 белая ладья | 3 |
| 2 | a8 чёрная ладья · c8 чёрный слон · d8 чёрный ферзь · e8 чёрный король · f8 чёрный слон · h8 чёрная ладья · a7 чёрная пешка · b7 чёрная пешка · c7 чёрная пешка · d7 чёрная пешка · f7 чёрная пешка · g7 чёрная пешка · h7 чёрная пешка · c6 чёрный конь · e5 белый конь · e4 чёрный конь · c3 белый конь · a2 белая пешка · b2 белая пешка · c2 белая пешка · d2 белая пешка · f2 белая пешка · g2 белая пешка · h2 белая пешка · a1 белая ладья · c1 белый слон · d1 белый ферзь · e1 белый король · f1 белый слон · h1 белая ладья | a8 чёрная ладья · c8 чёрный слон · d8 чёрный ферзь · e8 чёрный король · f8 чёрный слон · h8 чёрная ладья · a7 чёрная пешка · b7 чёрная пешка · c7 чёрная пешка · d7 чёрная пешка · f7 чёрная пешка · g7 чёрная пешка · h7 чёрная пешка · c6 чёрный конь · e5 белый конь · e4 чёрный конь · c3 белый конь · a2 белая пешка · b2 белая пешка · c2 белая пешка · d2 белая пешка · f2 белая пешка · g2 белая пешка · h2 белая пешка · a1 белая ладья · c1 белый слон · d1 белый ферзь · e1 белый король · f1 белый слон · h1 белая ладья | a8 чёрная ладья · c8 чёрный слон · d8 чёрный ферзь · e8 чёрный король · f8 чёрный слон · h8 чёрная ладья · a7 чёрная пешка · b7 чёрная пешка · c7 чёрная пешка · d7 чёрная пешка · f7 чёрная пешка · g7 чёрная пешка · h7 чёрная пешка · c6 чёрный конь · e5 белый конь · e4 чёрный конь · c3 белый конь · a2 белая пешка · b2 белая пешка · c2 белая пешка · d2 белая пешка · f2 белая пешка · g2 белая пешка · h2 белая пешка · a1 белая ладья · c1 белый слон · d1 белый ферзь · e1 белый король · f1 белый слон · h1 белая ладья | a8 чёрная ладья · c8 чёрный слон · d8 чёрный ферзь · e8 чёрный король · f8 чёрный слон · h8 чёрная ладья · a7 чёрная пешка · b7 чёрная пешка · c7 чёрная пешка · d7 чёрная пешка · f7 чёрная пешка · g7 чёрная пешка · h7 чёрная пешка · c6 чёрный конь · e5 белый конь · e4 чёрный конь · c3 белый конь · a2 белая пешка · b2 белая пешка · c2 белая пешка · d2 белая пешка · f2 белая пешка · g2 белая пешка · h2 белая пешка · a1 белая ладья · c1 белый слон · d1 белый ферзь · e1 белый король · f1 белый слон · h1 белая ладья | a8 чёрная ладья · c8 чёрный слон · d8 чёрный ферзь · e8 чёрный король · f8 чёрный слон · h8 чёрная ладья · a7 чёрная пешка · b7 чёрная пешка · c7 чёрная пешка · d7 чёрная пешка · f7 чёрная пешка · g7 чёрная пешка · h7 чёрная пешка · c6 чёрный конь · e5 белый конь · e4 чёрный конь · c3 белый конь · a2 белая пешка · b2 белая пешка · c2 белая пешка · d2 белая пешка · f2 белая пешка · g2 белая пешка · h2 белая пешка · a1 белая ладья · c1 белый слон · d1 белый ферзь · e1 белый король · f1 белый слон · h1 белая ладья | a8 чёрная ладья · c8 чёрный слон · d8 чёрный ферзь · e8 чёрный король · f8 чёрный слон · h8 чёрная ладья · a7 чёрная пешка · b7 чёрная пешка · c7 чёрная пешка · d7 чёрная пешка · f7 чёрная пешка · g7 чёрная пешка · h7 чёрная пешка · c6 чёрный конь · e5 белый конь · e4 чёрный конь · c3 белый конь · a2 белая пешка · b2 белая пешка · c2 белая пешка · d2 белая пешка · f2 белая пешка · g2 белая пешка · h2 белая пешка · a1 белая ладья · c1 белый слон · d1 белый ферзь · e1 белый король · f1 белый слон · h1 белая ладья | a8 чёрная ладья · c8 чёрный слон · d8 чёрный ферзь · e8 чёрный король · f8 чёрный слон · h8 чёрная ладья · a7 чёрная пешка · b7 чёрная пешка · c7 чёрная пешка · d7 чёрная пешка · f7 чёрная пешка · g7 чёрная пешка · h7 чёрная пешка · c6 чёрный конь · e5 белый конь · e4 чёрный конь · c3 белый конь · a2 белая пешка · b2 белая пешка · c2 белая пешка · d2 белая пешка · f2 белая пешка · g2 белая пешка · h2 белая пешка · a1 белая ладья · c1 белый слон · d1 белый ферзь · e1 белый король · f1 белый слон · h1 белая ладья | a8 чёрная ладья · c8 чёрный слон · d8 чёрный ферзь · e8 чёрный король · f8 чёрный слон · h8 чёрная ладья · a7 чёрная пешка · b7 чёрная пешка · c7 чёрная пешка · d7 чёрная пешка · f7 чёрная пешка · g7 чёрная пешка · h7 чёрная пешка · c6 чёрный конь · e5 белый конь · e4 чёрный конь · c3 белый конь · a2 белая пешка · b2 белая пешка · c2 белая пешка · d2 белая пешка · f2 белая пешка · g2 белая пешка · h2 белая пешка · a1 белая ладья · c1 белый слон · d1 белый ферзь · e1 белый король · f1 белый слон · h1 белая ладья | 2 |
| 1 | a8 чёрная ладья · c8 чёрный слон · d8 чёрный ферзь · e8 чёрный король · f8 чёрный слон · h8 чёрная ладья · a7 чёрная пешка · b7 чёрная пешка · c7 чёрная пешка · d7 чёрная пешка · f7 чёрная пешка · g7 чёрная пешка · h7 чёрная пешка · c6 чёрный конь · e5 белый конь · e4 чёрный конь · c3 белый конь · a2 белая пешка · b2 белая пешка · c2 белая пешка · d2 белая пешка · f2 белая пешка · g2 белая пешка · h2 белая пешка · a1 белая ладья · c1 белый слон · d1 белый ферзь · e1 белый король · f1 белый слон · h1 белая ладья | a8 чёрная ладья · c8 чёрный слон · d8 чёрный ферзь · e8 чёрный король · f8 чёрный слон · h8 чёрная ладья · a7 чёрная пешка · b7 чёрная пешка · c7 чёрная пешка · d7 чёрная пешка · f7 чёрная пешка · g7 чёрная пешка · h7 чёрная пешка · c6 чёрный конь · e5 белый конь · e4 чёрный конь · c3 белый конь · a2 белая пешка · b2 белая пешка · c2 белая пешка · d2 белая пешка · f2 белая пешка · g2 белая пешка · h2 белая пешка · a1 белая ладья · c1 белый слон · d1 белый ферзь · e1 белый король · f1 белый слон · h1 белая ладья | a8 чёрная ладья · c8 чёрный слон · d8 чёрный ферзь · e8 чёрный король · f8 чёрный слон · h8 чёрная ладья · a7 чёрная пешка · b7 чёрная пешка · c7 чёрная пешка · d7 чёрная пешка · f7 чёрная пешка · g7 чёрная пешка · h7 чёрная пешка · c6 чёрный конь · e5 белый конь · e4 чёрный конь · c3 белый конь · a2 белая пешка · b2 белая пешка · c2 белая пешка · d2 белая пешка · f2 белая пешка · g2 белая пешка · h2 белая пешка · a1 белая ладья · c1 белый слон · d1 белый ферзь · e1 белый король · f1 белый слон · h1 белая ладья | a8 чёрная ладья · c8 чёрный слон · d8 чёрный ферзь · e8 чёрный король · f8 чёрный слон · h8 чёрная ладья · a7 чёрная пешка · b7 чёрная пешка · c7 чёрная пешка · d7 чёрная пешка · f7 чёрная пешка · g7 чёрная пешка · h7 чёрная пешка · c6 чёрный конь · e5 белый конь · e4 чёрный конь · c3 белый конь · a2 белая пешка · b2 белая пешка · c2 белая пешка · d2 белая пешка · f2 белая пешка · g2 белая пешка · h2 белая пешка · a1 белая ладья · c1 белый слон · d1 белый ферзь · e1 белый король · f1 белый слон · h1 белая ладья | a8 чёрная ладья · c8 чёрный слон · d8 чёрный ферзь · e8 чёрный король · f8 чёрный слон · h8 чёрная ладья · a7 чёрная пешка · b7 чёрная пешка · c7 чёрная пешка · d7 чёрная пешка · f7 чёрная пешка · g7 чёрная пешка · h7 чёрная пешка · c6 чёрный конь · e5 белый конь · e4 чёрный конь · c3 белый конь · a2 белая пешка · b2 белая пешка · c2 белая пешка · d2 белая пешка · f2 белая пешка · g2 белая пешка · h2 белая пешка · a1 белая ладья · c1 белый слон · d1 белый ферзь · e1 белый король · f1 белый слон · h1 белая ладья | a8 чёрная ладья · c8 чёрный слон · d8 чёрный ферзь · e8 чёрный король · f8 чёрный слон · h8 чёрная ладья · a7 чёрная пешка · b7 чёрная пешка · c7 чёрная пешка · d7 чёрная пешка · f7 чёрная пешка · g7 чёрная пешка · h7 чёрная пешка · c6 чёрный конь · e5 белый конь · e4 чёрный конь · c3 белый конь · a2 белая пешка · b2 белая пешка · c2 белая пешка · d2 белая пешка · f2 белая пешка · g2 белая пешка · h2 белая пешка · a1 белая ладья · c1 белый слон · d1 белый ферзь · e1 белый король · f1 белый слон · h1 белая ладья | a8 чёрная ладья · c8 чёрный слон · d8 чёрный ферзь · e8 чёрный король · f8 чёрный слон · h8 чёрная ладья · a7 чёрная пешка · b7 чёрная пешка · c7 чёрная пешка · d7 чёрная пешка · f7 чёрная пешка · g7 чёрная пешка · h7 чёрная пешка · c6 чёрный конь · e5 белый конь · e4 чёрный конь · c3 белый конь · a2 белая пешка · b2 белая пешка · c2 белая пешка · d2 белая пешка · f2 белая пешка · g2 белая пешка · h2 белая пешка · a1 белая ладья · c1 белый слон · d1 белый ферзь · e1 белый король · f1 белый слон · h1 белая ладья | a8 чёрная ладья · c8 чёрный слон · d8 чёрный ферзь · e8 чёрный король · f8 чёрный слон · h8 чёрная ладья · a7 чёрная пешка · b7 чёрная пешка · c7 чёрная пешка · d7 чёрная пешка · f7 чёрная пешка · g7 чёрная пешка · h7 чёрная пешка · c6 чёрный конь · e5 белый конь · e4 чёрный конь · c3 белый конь · a2 белая пешка · b2 белая пешка · c2 белая пешка · d2 белая пешка · f2 белая пешка · g2 белая пешка · h2 белая пешка · a1 белая ладья · c1 белый слон · d1 белый ферзь · e1 белый король · f1 белый слон · h1 белая ладья | 1 |
|   | a | b | c | d | e | f | g | h |   |